# Conquista del Imperio incaico
La conquista del Imperio incaico, también denominada conquista del Perú  o conquista del Tahuantinsuyo, fue un proceso histórico iniciado en el siglo XVI que culminó con la incorporación del Tahuantinsuyo al Imperio español. Comenzó con las expediciones de los conquistadores desde Panamá, continuó con el colapso del Estado incaico, la creación de las gobernaciones de Nueva Castilla y Nueva Toledo, y el establecimiento del Virreinato del Perú. El proceso concluyó con la derrota de la resistencia del reino de Vilcabamba el 24 de junio de 1572.
Las primeras expediciones partieron desde Panamá bajo el mando de Pascual de Andagoya, sin lograr avanzar más allá del mítico territorio de "Birú", ubicado en la actual costa norte del Perú.  Posteriormente, Francisco Pizarro, Diego de Almagro y Hernando de Luque organizaron una expedición compuesta por cerca de un centenar de hombres y dos carabelas. Pizarro zarpó de Panamá el 14 de noviembre de 1524 en la carabela "Santiago". En julio de 1525 lo siguió Almagro en la carabela "San Cristóbal". 
Los conquistadores entraron en contacto con el Tahuantinsuyo poco después de la guerra civil entre Huáscar y Atahualpa, hijos del inca Huayna Cápac. El 16 de noviembre de 1532, Atahualpa, vencedor del conflicto, se reunió en Cajamarca con los españoles liderados por Pizarro. En dicho encuentro, fue capturado y, posteriormente, ejecutado el 26 de julio de 1533. Tras su muerte, los generales Quizquiz y Rumiñahui lideraron focos de resistencia en Cusco y Quito, respectivamente. 
Los españoles forjaron una alianza con la nobleza cusqueña tras apoyar la coronación de Túpac Hualpa y con pueblos como los cañaris, chachapoyas, huancas, que habían sido hostilizados durante la guerra civil. Tras la muerte de Túpac Hualpa, Manco Inca fue proclamado como máxima autoridad indígena. El 15 de noviembre de 1533, los españoles y sus aliados ingresaron al Cusco tras vencer al ejército de Quizquiz, quien huyó hacia el norte. La resistencia atahualpista fue derrotada en Sigchos a fines de 1534 y Rumiñahui fue ejecutado en 1535. 
Manco Inca, tras ser progresivamente marginado por los españoles, rompió su alianza y encabezó una rebelión para restaurar un Incanato autónomo. La guerra inició el 6 de mayo de 1536 con el sitio del Cuzco, donde se encontraba la mayor fuerza española, bajo el mando de Hernando Pizarro. Paullu Inca fue reconocido como la principal autoridad indígena leal a la Corona española y comandó las fuerzas indígenas aliadas, entre las que destacó Pasac (o Pascac) Inca. Aunque los rebeldes infligieron importantes bajas a los españoles, no lograron tomar el Cusco. Las campañas simultáneas en Lima, la sierra central y el Altiplano también fracasaron. Finalmente, Manco Inca se replegó a las montañas de Vilcabamba, donde fundó un nuevo reino incaico. Paullu Inca, por otro parte, fue reconocido como el último monarca inca bajo dominio español y primer álferez real de los incas, representando a la nobleza cusqueña ante la naciente sociedad virreinal. 
El Virreinato del Perú se consolidó tras la guerra civil entre los conquistadores españoles. La resistencia del reino de Vilcabamba perduró hasta 1572, cuando el virrey Francisco de Toledo capturó y ejecutó a Túpac Amaru I, último soberano de Vilcabamba. Con su muerte, concluyó la conquista del Tahuantinsuyo, tras cuarenta años de conflictos (1532-1572). Si se incluye la guerra civil incaica, el proceso completo representó  el fin de medio siglo de conflictos continuos en los Andes.

## Antecedentes

### El primer encuentro entre europeos e incas

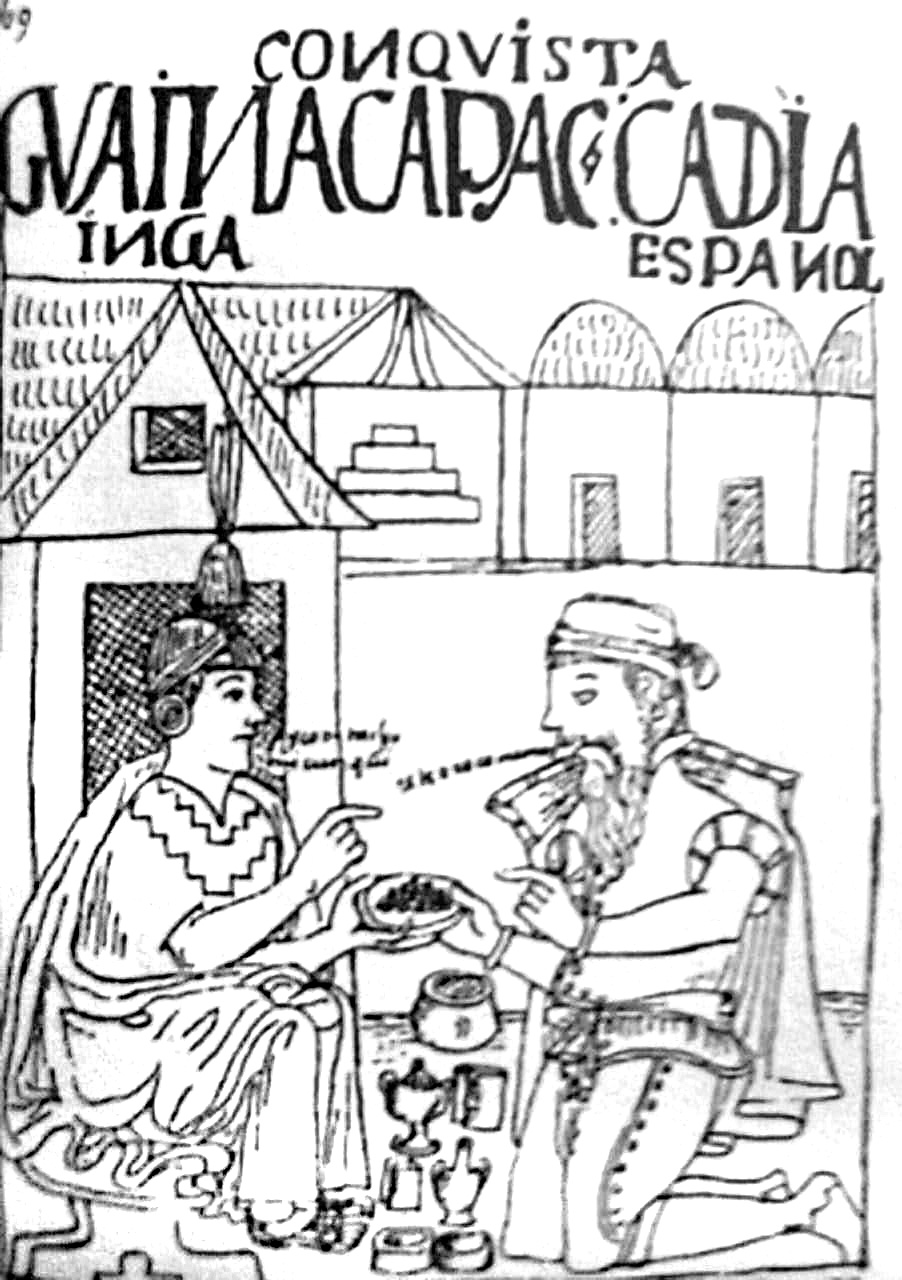
Grabado imaginario del supuesto encuentro entre el inca Huayna Cápac y el conquistador español Pedro de Candía, según el cronista Guaman Poma de Ayala.

Felipe Guamán Poma de Ayala, cronista mestizo (inicios del siglo XVII), afirma que el inca Huayna Cápac tuvo un encuentro en el Cuzco con el conquistador Pedro de Candía (griego al servicio de España), lo cual sería el primer contacto directo de los europeos con el Imperio inca. Ello debió ocurrir no antes de 1526. Se dice que la entrevista fue utilizando señas, según la cual el Inca interpretó que Candía comía oro, por lo que le brindó oro en polvo[cita requerida] y luego le permitió marcharse. Pedro de Candía se llevó consigo a un indio huancavilca a España y lo presentó al rey, siendo luego traído de vuelta al Tahuantinsuyo para que hiciera de intérprete. Este indio sería conocido luego como Felipillo. El informe de Candía, según Guamán Poma, alentó a numerosos aventureros españoles a marchar hacia el Nuevo Mundo. Sin embargo, se considera que la crónica de Guamán Poma contiene datos erróneos y que este encuentro entre Candía y Huayna Cápac no es sino una leyenda.
Un autor moderno, José Antonio del Busto, refiere que el primer encuentro de los europeos con el Imperio incaico se habría producido en realidad entre 1524 y 1526, cuando el portugués Aleixo Garcia, junto con un grupo de sus compatriotas atraídos por la leyenda del “Rey blanco” o Reino de la plata, avanzó desde el Brasil recorriendo los actuales territorios de Paraguay y Bolivia, hasta internarse en suelo del Tahuantinsuyo. Incluso, Aleixo García habría comandando una fuerza de 2000 indios chiriguanas y guarayos, que asaltaron la fortaleza incaica de Cuscotuyo y aniquilaron su guarnición. Dicha fortaleza marcaba el límite oriental del imperio incaico, protegiendo la provincia de Charcas (en el Collasuyo) de los avances de las tribus de los chiriguanas. El cronista Pedro Sarmiento de Gamboa, cuenta, efectivamente, que durante el reinado de Huayna Cápac los chiriguanas asaltaron dicha fortaleza, por lo que el inca mandó tropas al mando del general Yasca, que lograron repeler a los invasores, aunque no menciona la presencia de Aleixo García. Este emprendió luego el retorno, cargado de un rico botín e incluso informó a Martim Afonso de Sousa, gobernador de San Vicente de Brasil, hoy Santos, sobre la existencia de un opulento reino hacia el oeste de su gobernación. Pero el portugués y sus compañeros acabaron siendo asesinados por sus propios aliados indios, en la orilla izquierda del río Paraguay, desapareciendo también su botín y las pruebas de la existencia del imperio incaico.

### Situación del Imperio incaico

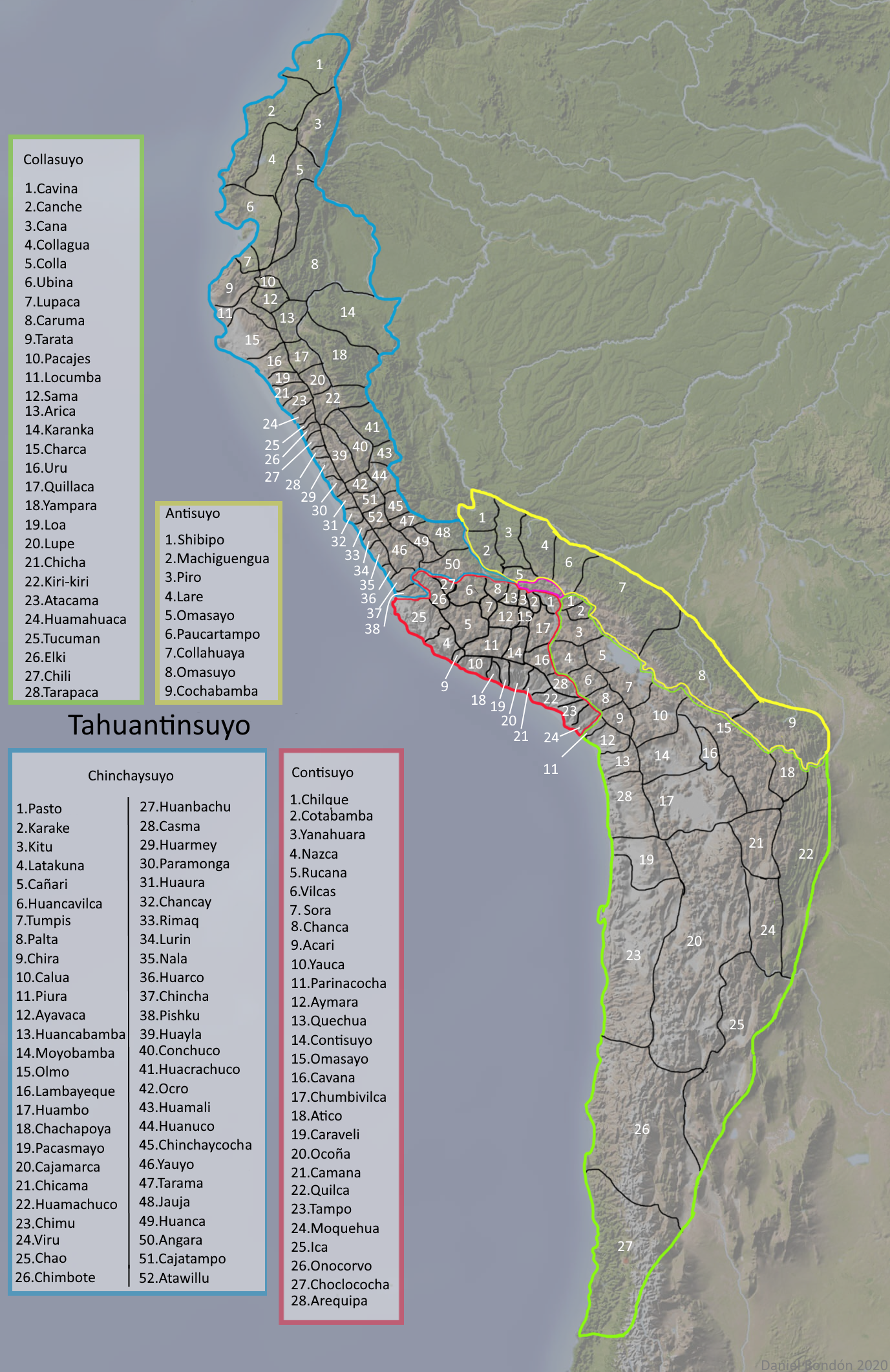
Mapa del Tahuantinsuyo antes de la conquista española, conformadas con sus suyos (regiones) y wamanis (provincias).

En 1527, cuando los españoles se hallaban explorando las costas norteñas del imperio incaico, el inca Huayna Cápac y su heredero Ninan Cuyuchi murieron a causa de una rara enfermedad, que algunos autores atribuyen a la viruela traída con los europeos, aunque también se ha sugerido que Huayna Cápac fue envenenado por un curaca chachapoya.
Tras la anarquía posterior al deceso del Inca, Huáscar asumió el gobierno por orden de los orejones (nobles) del Cuzco, quienes creían que su experiencia como vicegobernante era suficiente para asumir el mando. Huáscar, preocupado por el excesivo poder que tenía su hermano Atahualpa en la región de Quito, donde era apoyado por los generales Quizquiz, Rumiñahui y Chalcuchímac, ordenó a Atahualpa que le rindiera vasallaje. Pero este reaccionó organizando un ejército y declarándole la guerra. El enfrentamiento, que habría de durar tres años, finalizó con la victoria de Atahualpa y la captura y posterior muerte de Huáscar.

### Situación de España

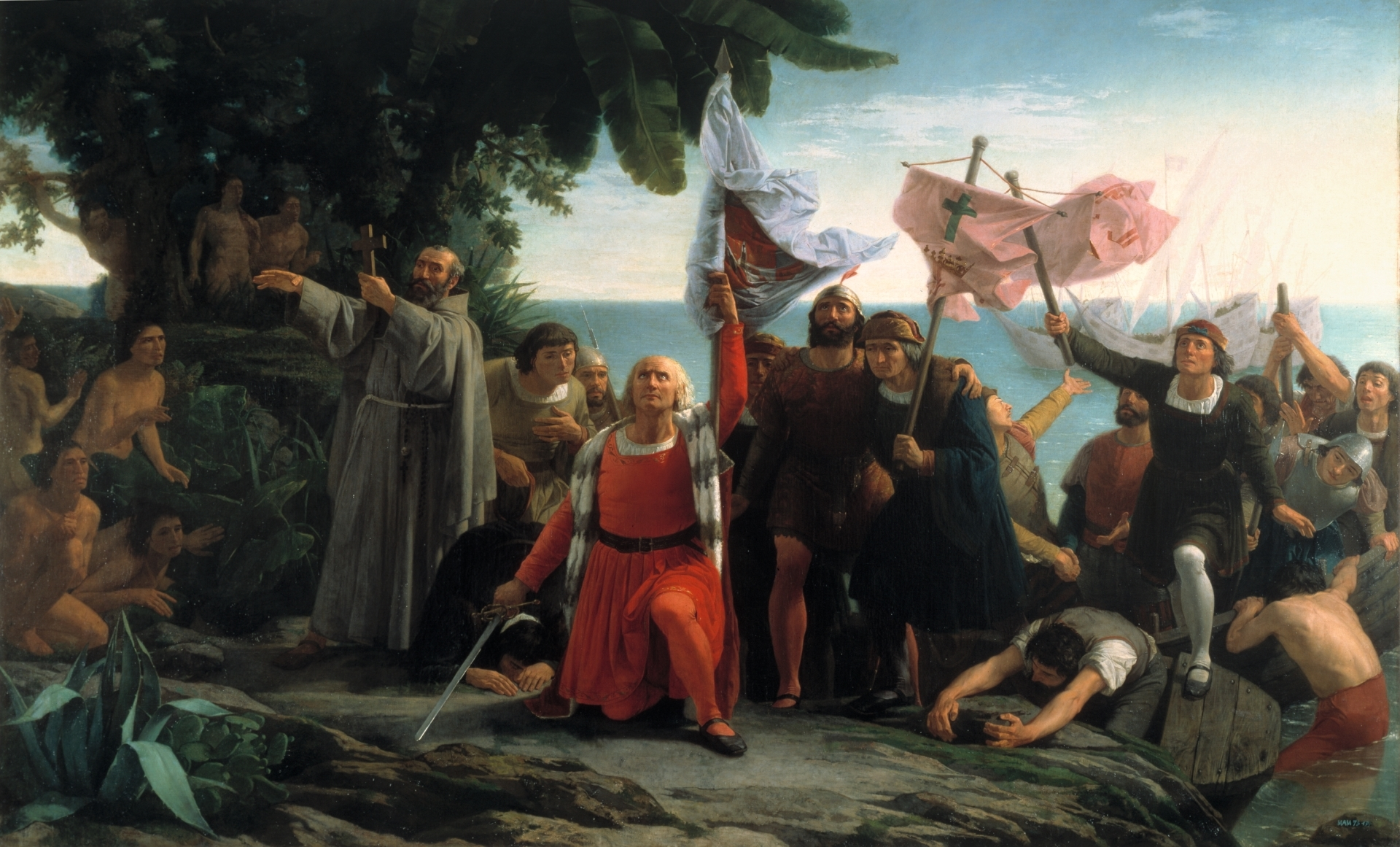
Pintura romántica de la llegada de Cristóbal Colón a América (Dióscoro Puebla, 1862).

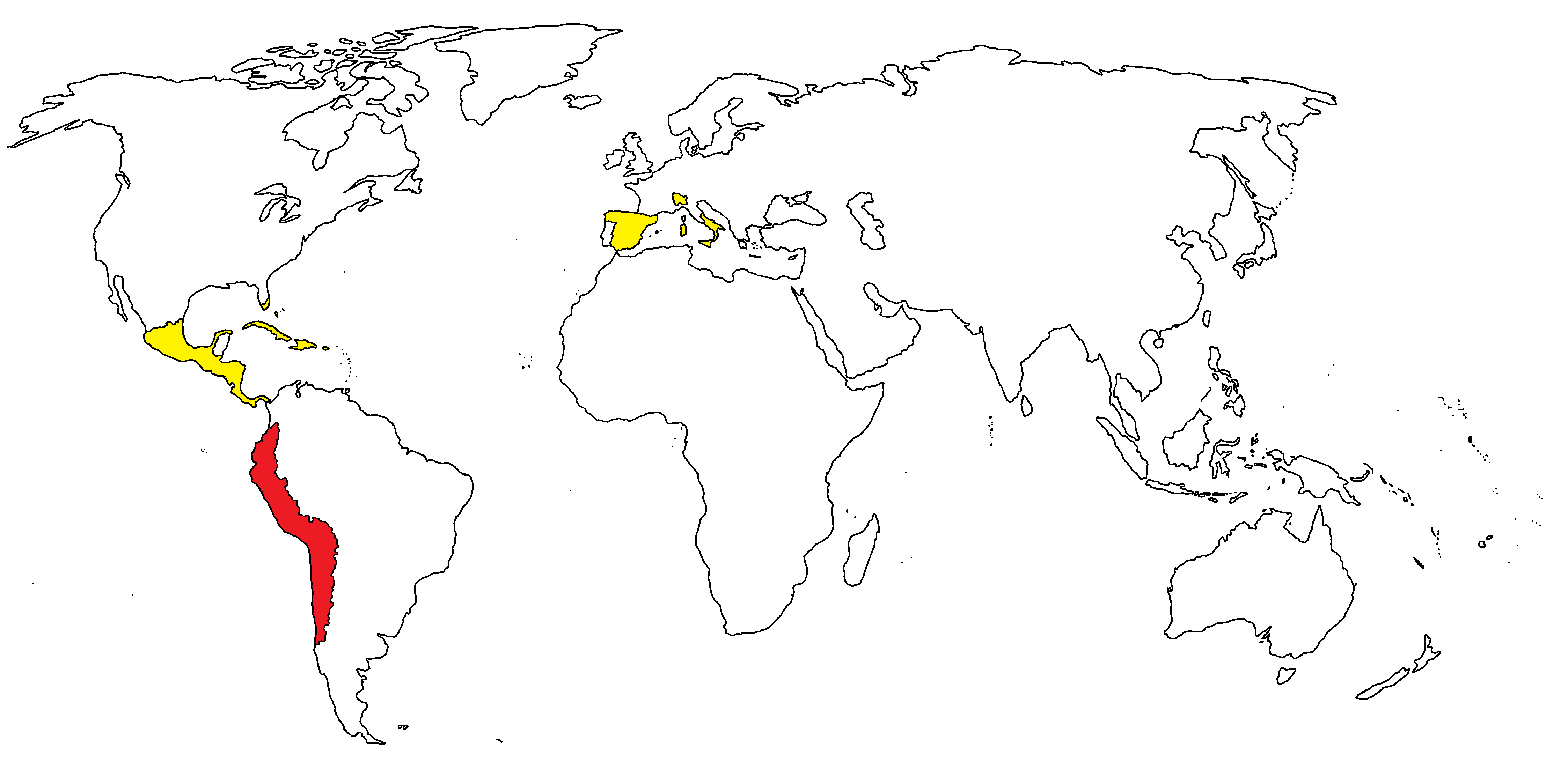
Mapa del mundo que representa a los imperios español (amarillo) y la inca (rojo) a inicios del.

En 1479 se produjo la unidad de los reinos más importantes de la península ibérica: Castilla y Aragón, a través del matrimonio de sus reyes: Isabel I y Fernando II, más conocidos como los Reyes Católicos. La nobleza dejó de ser señorial y se hizo cortesana, al servicio del rey (Monarquía autoritaria). La unidad de España se complementó con la conquista del reino moro de Granada, en 1492. Ese mismo año ocurrió el descubrimiento de América, que amplió el horizonte territorial al naciente Estado. En el plano económico, España entró en un periodo de paulatina decadencia, debido a los siguientes factores:
- La tierra recuperada de los moros pasaron, en su mayor parte, a manos de la Iglesia, de los señores feudales, órdenes de caballería,  etc., que carecieron de interés por mejorar la producción de abono.
- La expulsión de los horticultores moros y moriscos influyó en el atraso técnico y el abandono del sistema de riego, que contribuyó a la decadencia de la agricultura.
- Junto con la agricultura decae también la manufactura, mayormente debido a la escasez de mano de obra calificada, carencia de capitales y exceso tributario.

En el aspecto social, había profundas diferencias. Existían nobles y plebeyos y dentro de cada clase social una serie de categorías menores. En cuanto a la mentalidad, los españoles que pasaron al América, estaban influidos por las ideas medievales y renacentistas. De credo católico, creían a pie firme que Dios los había destinado a conquistar y evangelizar a los habitantes de las tierras descubiertas en ultramar.
En el aspecto político, la administración de la Monarquía Hispánica era una Monarquía tradicional y Compuesta que practicaba el Pluralismo jurídico, en el que los distintos territorios de la Monarquía Española mantenían sus leyes regionales intactas, pese a su anexión por la Unión dinástica de la Corona de Castilla y la Corona de Aragón, es decir, que se buscaba una integración política de las distintas naciones de la Monarquía, manteniéndose intactas sus tradiciones políticas de dichas naciones a través de la concesión de Fueros en el Pacto de Vasallaje con el Rey (quien tenía la obligación de proteger tales costumbres regionales de sus súbditos a cambios de que estos reconozcan su autoridad). Así también se crearían los Virreinatos en sus distintas posesiones (empezando en sus dominios europeos y luego exportando el modelo a América), para que el Rey pueda velar por el cumplimento de tales pactos que se establecieron con los Señores locales, siendo esto a través de un representante personal del Rey. Como consecuencia también se desarrollaría un Régimen polisinodial entre distintos Consejos en España encargados de velar por la justicia de las instituciones y aconsejar al Rey de como actuar en materia administrativa. El Virreinato de Indias estaba adscrito al Consejo de Castilla, dado que la empresa de conquista americana surgió del Reino de Castilla. Y la política exterior de la Corona en América exigiría el respeto de los Señores Naturales (caciques y gobernantes indígenas), para así proceder en asegurar el dominio español en los Reinos de Indias a través del pacto con los poderes locales indígenas (estando prohibido en el Derecho indiano la usurpación de sus tierras e instituciones de los nativos, basándose en la misma mentalidad Iusnaturalista Escolástica de la época).

"En realidad, el espacio político y jurídico que pudiéramos llamar España, estaba conformado por reinos diferentes con sus propios reyes y sistemas administrativos, los que con el tiempo habían llevado adelante una unificación de las Coronas a través de los matrimonios entre las distintas familias reales. Sin embargo, aunque existiera una sola Corona, la diversidad de los reinos se mantenía, con sus propios fueros, con su derecho nacional. De manera que, al tomar posesión de América, la Corona de Castilla procede de forma semejante que en España para manejar la diversidad (...) Como era evidente que el Rey español no podía gobernar personalmente pueblos y territorios tan lejanos, establece que tales reinos son Virreinatos, es decir, espacios políticos con identidad propia que están a cargo de un representante personal del Monarca, que era el Virrey. Esta no era una forma política opresiva que colocara en inferioridad de condiciones al pueblo gobernado por el Virrey. Tampoco es una invención especialmente diseñada para someter a los indios de América. Los virreinatos existen en Europa y la propia Corona española ha gobernado de esa manera algunos de los diferentes reinos hispanos; así, Valencia y Nápoles fueron virreinatos de Aragón y, luego de la anexión de Navarra a la Corona de Castilla, ésta quedó como un virreinato (...) No es de extrañar entonces que esta nueva dinastía, conocida como los Austrias, utilizara un modelo imperial de corte pluralista también para anexar las nuevas tierras de América. Por otra parte, la propia Bula Papal que otorgaba a los Reyes Católicos el dominio de estas nuevas tierras, establecía el Principado Supremo y Universal para la Corona de Castilla, pero no privaba a los reyes y señores naturales de Indias de sus señoríos. La idea era llegar a hacer convivir una “república de españoles” y una “república de indios”. (...) En el siglo XVI “república” es más bien sinónimo de Estado a secas, en tanto que cuerpo social organizado. Esta acepción proviene de su antecedente latino res publica, donde res significa “cosa” y publica significa algo próximo a “estatal”. De manera que la idea de las dos repúblicas era crear dos Estados con sus autoridades y características propias, pero vinculados y sometidos ambos a la Corona española."
Fernando de Trazegnies

## Exploración y descubrimiento

### Los españoles en Tierra Firme

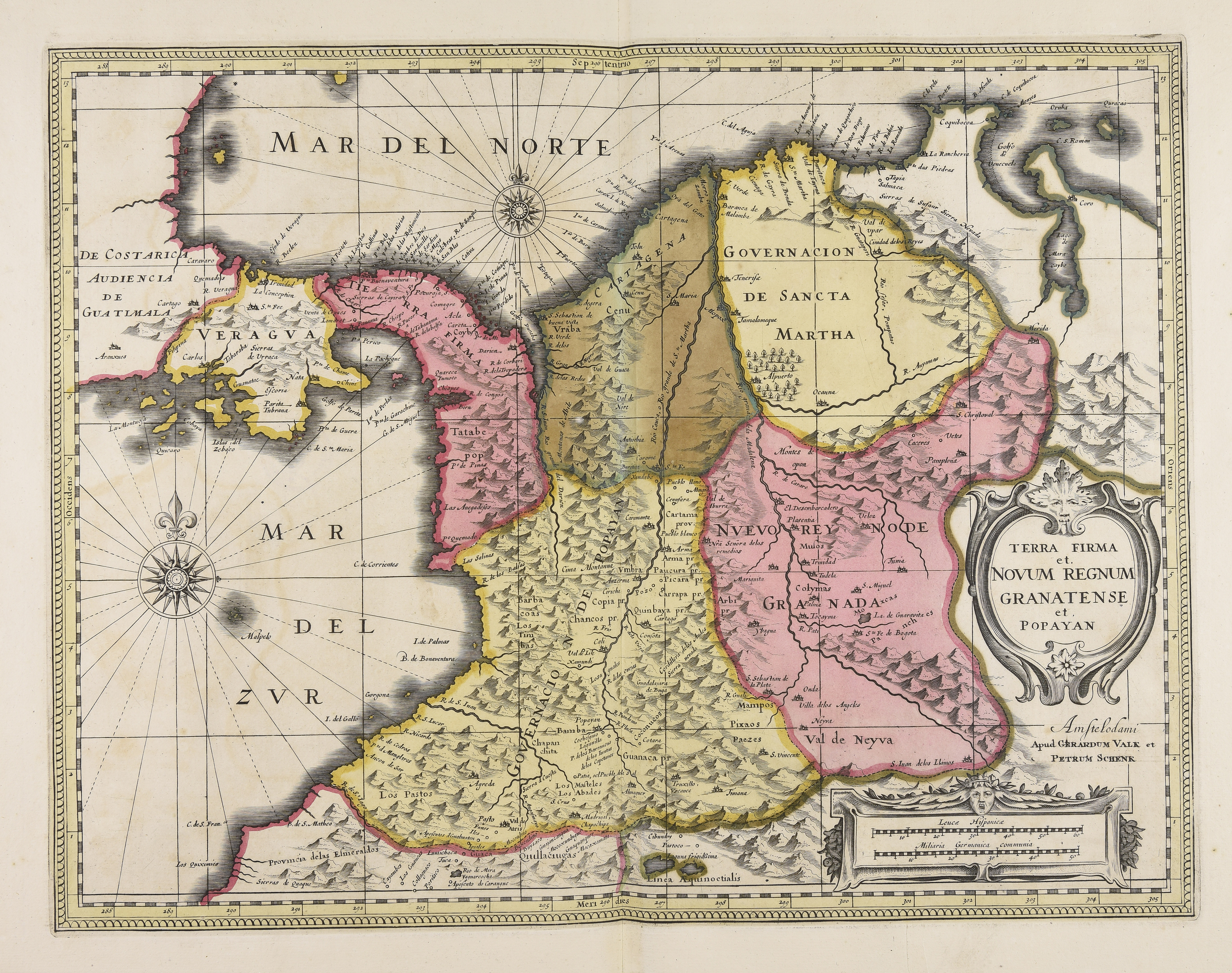
Divisiones coloniales de Tierra Firme.

Tras los viajes descubridores de Cristóbal Colón, los españoles se fueron asentando en las islas de las Antillas y se dedicaron a explorar las costas septentrionales de América Central y América del Sur, territorio al que llamaron Tierra Firme.
En 1508 la Corona española dividió a Tierra Firme en dos circunscripciones, con miras a su colonización, teniendo como eje el golfo de Urabá:
- Veragua, futura Castilla de Oro, que comprendía el territorio al oeste del golfo de Urabá hasta el Cabo Gracias a Dios (en la frontera entre los actuales estados de Honduras y Nicaragua). Es decir las actuales costas de Nicaragua, Costa Rica y Panamá. Fue concedida a Diego de Nicuesa.
- Nueva Andalucía, llamada también Urabá, que comprendía el territorio al este del golfo de Urabá hasta el Cabo de la Vela, en la península de la Guajira, es decir la actual costa atlántica de Colombia. Fue concedida al capitán Alonso de Ojeda.

Ambos conquistadores, Nicuesa y Ojeda, partieron hacia sus provincias desde la isla de La Española (Santo Domingo), que por entonces era el centro de las operaciones de los españoles en el Nuevo Mundo.
Nicuesa tomó posesión de su gobernación en 1511, donde fundó Nombre de Dios, pero hubo de enfrentar lo agreste del territorio y la hostilidad de los indígenas.
Por su parte, Ojeda desembarcó en la actual Cartagena de Indias y tras soportar un recio combate con los indígenas, fundó el fuerte de San Sebastián. Herido gravemente, Ojeda retornó a La Española, dejando al mando del fuerte a un entonces oscuro soldado llamado Francisco Pizarro. Desde La Española, Ojeda envió refuerzos al mando del bachiller Martín Fernández de Enciso, que partió al mando de una armadilla en la que viajaba de polizón Vasco Núñez de Balboa, que pronto habría de tener figuración en la empresa conquistadora. Estando en alta mar, Enciso se tropezó con un bergantín, en donde iban Pizarro y unos cuantos sobrevivientes de la expedición de Ojeda, que habían decidido abandonar el fuerte de San Sebastián y retornar a La Española. Pizarro, contra su voluntad, se unió a las huestes de Enciso y juntos retornaron a Tierra Firme.
Adentrándose más al oeste del golfo de Urabá, en territorio que legalmente pertenecía a Nicuesa, Enciso fundó la villa de Santa María la Antigua del Darién (o simplemente La Antigua), el primer asentamiento estable del continente americano (1510). Enciso, convertido en alcalde, se hizo pronto odioso por su despotismo. Balboa se perfiló entonces como caudillo de los descontentos y pregonó que al estar el nuevo poblado situado en territorio de Nicuesa, Enciso no era sino un usurpador. La autoridad de Enciso mermó aún más cuando los colonos nombraron como alcaldes a Balboa y a Martín de Zamudio. Enciso fue remitido preso a España, donde llegó en 1512.
Por su parte, Nicuesa, enterado de estos sucesos, partió desde Nombre de Dios hacia La Antigua, pero a la semana de su arribo fue arrestado y desposeído del mando por Balboa. Contra su voluntad fue embarcado en 1511, rumbo a La Española, pero no se supo más de él. Debió de morir durante el trayecto en el mar.

### El descubrimiento del Mar del Sur

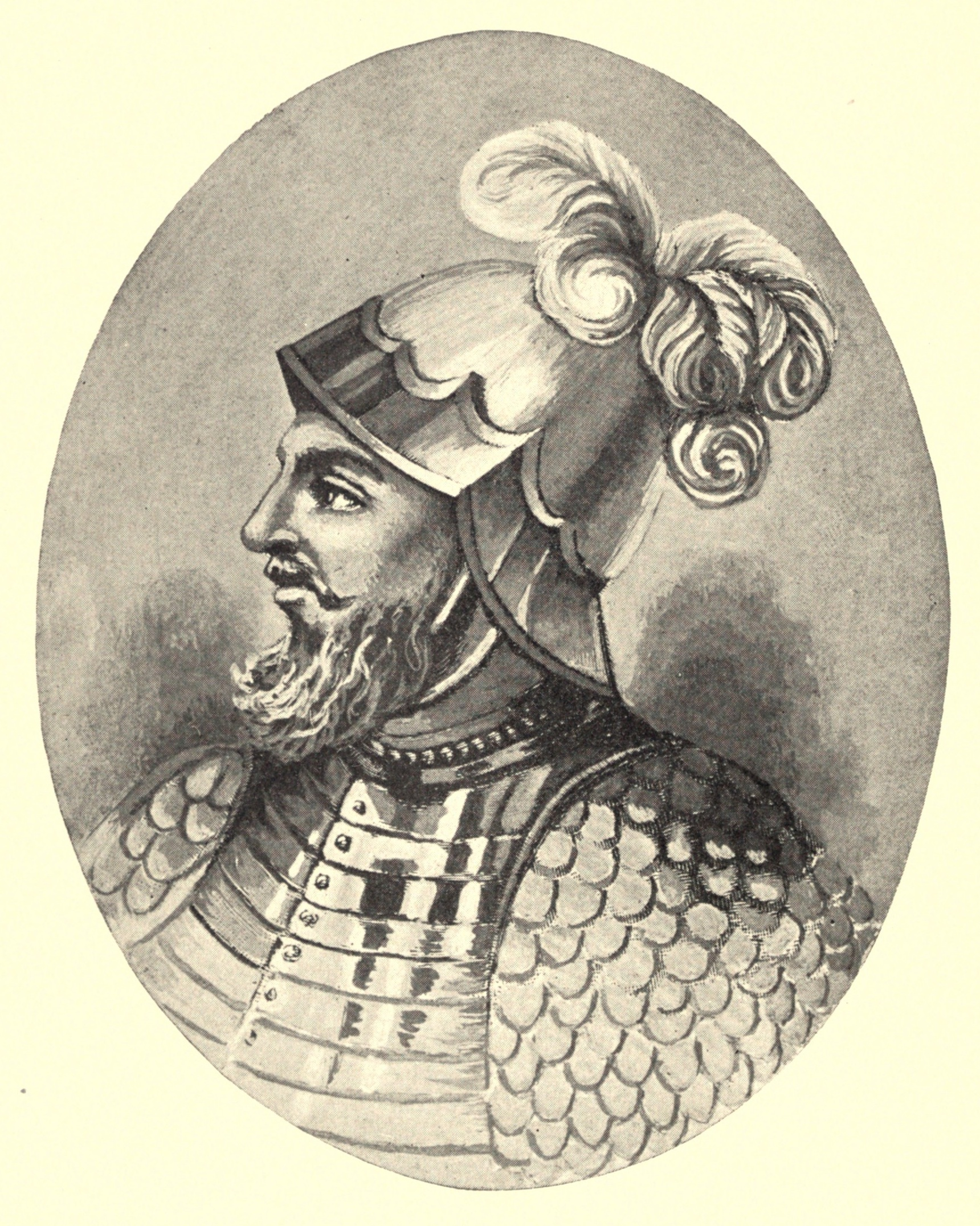
Vasco Núñez de Balboa fue el primer europeo en divisar el océano Pacífico ("Mar del Sur" como lo llamó).

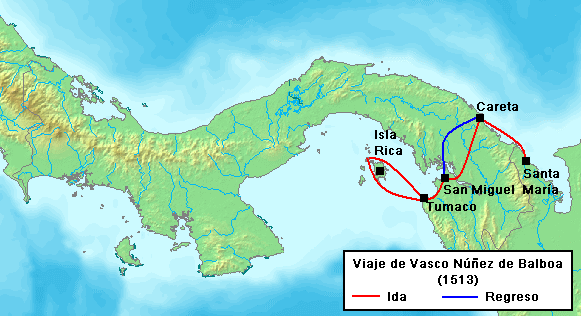
Ruta del viaje de Núñez de Balboa al Mar del Sur en 1513.

Fue así como Balboa se convirtió en el único caudillo de los colonos de Tierra Firme. Fue también el primero en recibir noticias de un fabuloso imperio situado más al sur, por el lado donde se abría un inmenso mar. Las crónicas cuentan que, en una ocasión, estando un grupo de españoles riñendo por una pequeña cantidad de oro, se alzó la voz de Panquiaco, el hijo del cacique Comagre, quien les increpó:

«¿Qué es esto cristianos? ¿Por tan poca cosa reñís? Si tanta gana tenéis de oro... yo os mostraré provincia donde podáis cumplir vuestro deseo; pero es menester para esto que seáis más en número de los que sois, porque habéis de tener pendencia con grandes reyes, que con mucho esfuerzo y rigor defienden sus tierras».

 Y al decir esto señaló hacia el sur, añadiendo que allí había un mar

«donde navegan otras gentes con navíos o barcos... con velas y remos». (Bartolomé de las Casas, Historia de las Indias, libro III, cap. XLI).

Balboa tomó muy en serio la información y organizó una expedición que partió de La Antigua con dirección al oeste. Tras cruzar el istmo en medio de una penosa travesía, el 25 de septiembre de 1513 avistó un gran mar, al que denominó Mar del Sur, que no era otro que el Océano Pacífico. Fue este un momento crucial para la historia de la conquista del Perú, pues a partir de entonces la meta de los españoles fue avanzar más hacia las costas meridionales, en busca del imperio rico en oro mencionado por Panquiaco.

### Primeros intentos de llegar al Perú
Fue así como el istmo de Panamá quedó convertido de hecho en el nudo de la conquista y colonización de América del Sur. Balboa fue nombrado Adelantado de la Mar del Sur (1514) y planeó una expedición destinada a avanzar por las costas del Mar de Sur. Para tal efecto empezó a construir una flota. Pero no llegó a cristalizar este proyecto pues sucumbió ante las intrigas que urdieron contra él sus enemigos desde España. En efecto, el depuesto bachiller Enciso, al arribar a España presentó su queja ante el rey, sosteniendo que Balboa no había tenido facultad para deponerlo como alcalde. La Corona, haciéndose eco de los reclamos de Enciso, nombró a Pedro Arias Dávila o Pedrarias como gobernador de las nuevas tierras conquistadas. Este arribó al mando de una expedición de más de 2000 hombres, la más numerosa y completa que había salido de España para el Nuevo Mundo.

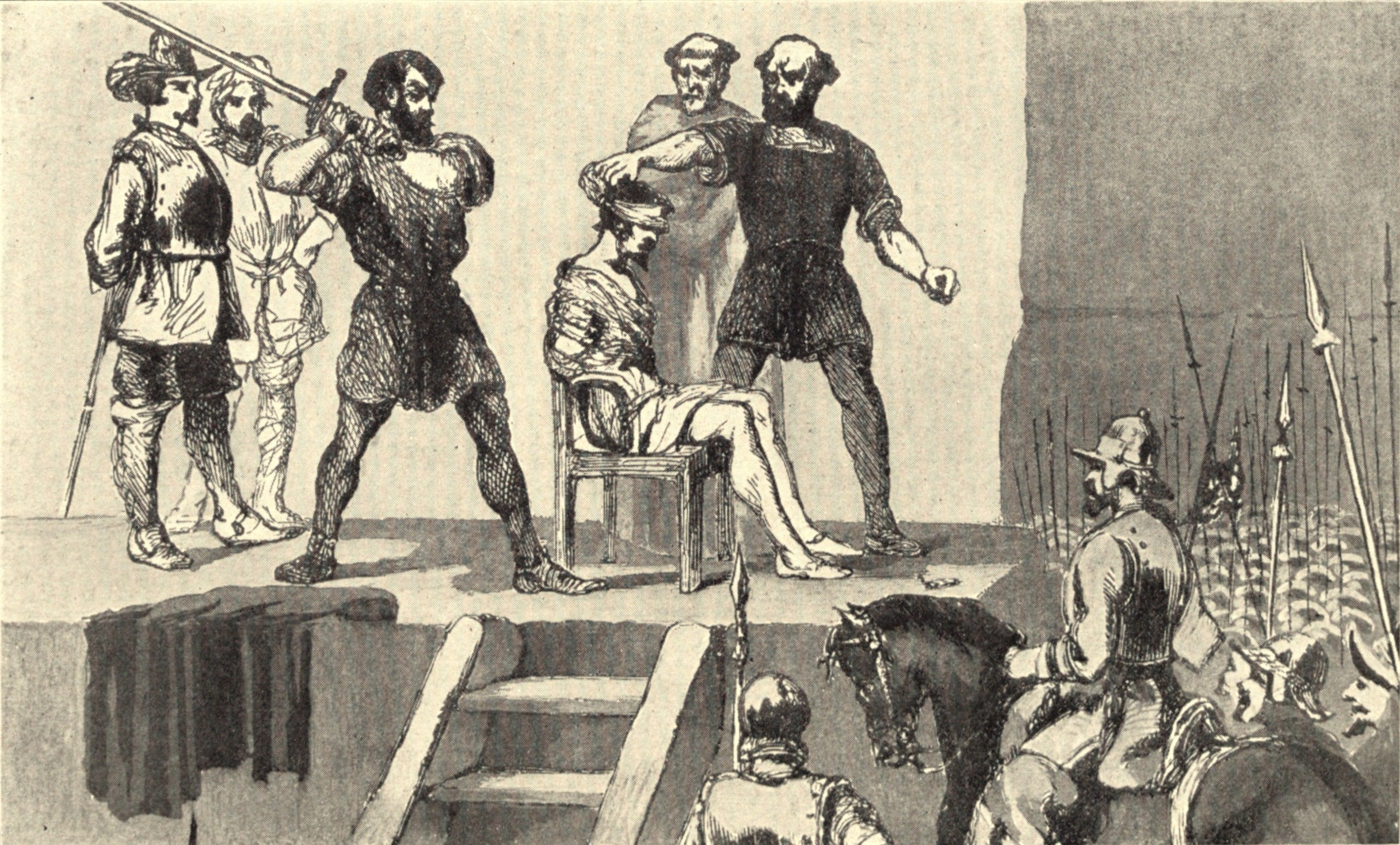
Ejecución de Vasco Núñez de Balboa.

Pedrarias, hombre sanguinario y astuto, buscó la manera de eliminar a Balboa; finalmente, lo acusó de conspiración y ordenó su apresamiento. Esta orden la cumplió un piquete al mando de Pizarro. Balboa fue llevado de regreso a La Antigua, donde Pedrarias y el alcalde Gaspar de Espinoza aceleraron su juicio, siendo condenado a muerte y decapitado en Acla (1519).  Tal fue el triste final del descubridor del Mar del Sur, que de haber sobrevivido se hubiera convertido, sin duda, en el descubridor y conquistador del imperio incaico.
Pedrarias dedujo la gran importancia que tendría la Mar del Sur u Océano Pacífico para los futuros descubrimientos y conquistas, y decidió trasladar la sede de su gobernación a Panamá, que fundó para tal efecto el 15 de agosto de 1519. A partir de entonces, esta villa, que obtuvo el título real de ciudad en 1521, vino a ser la llave de comunicaciones con el Pacífico y la puerta por donde se entraría al Perú. Nombre de Dios fue el puerto destinado a ponerlo en comunicación con el Atlántico.
Las noticias de la existencia de un imperio con enormes riquezas en oro y plata, influyó sin duda en el ánimo de los aventureros españoles y aportó el ingrediente decisivo para la preparación de expediciones hacia esos rumbos. En 1522 Pascual de Andagoya fue el primero en intentar realizar esta empresa, pero su expedición terminó en un estrepitoso fracaso.
Fue precisamente a partir de Andagoya que las tierras situadas más al sur del Golfo de San Miguel (sureste de Panamá) se denominaron Birú (palabra que después se convertiría en Perú). Se desconoce el origen de este vocablo; posiblemente se trataba del nombre de un cacique que gobernaba una pequeña comarca en la actual costa pacífica colombiana, nombre que los soldados españoles, en el habla coloquial, harían paulatinamente extensivo a todo el Levante, como también se conocía a esa región (este último término es de uso geográfico).

### Los tres socios de la Conquista

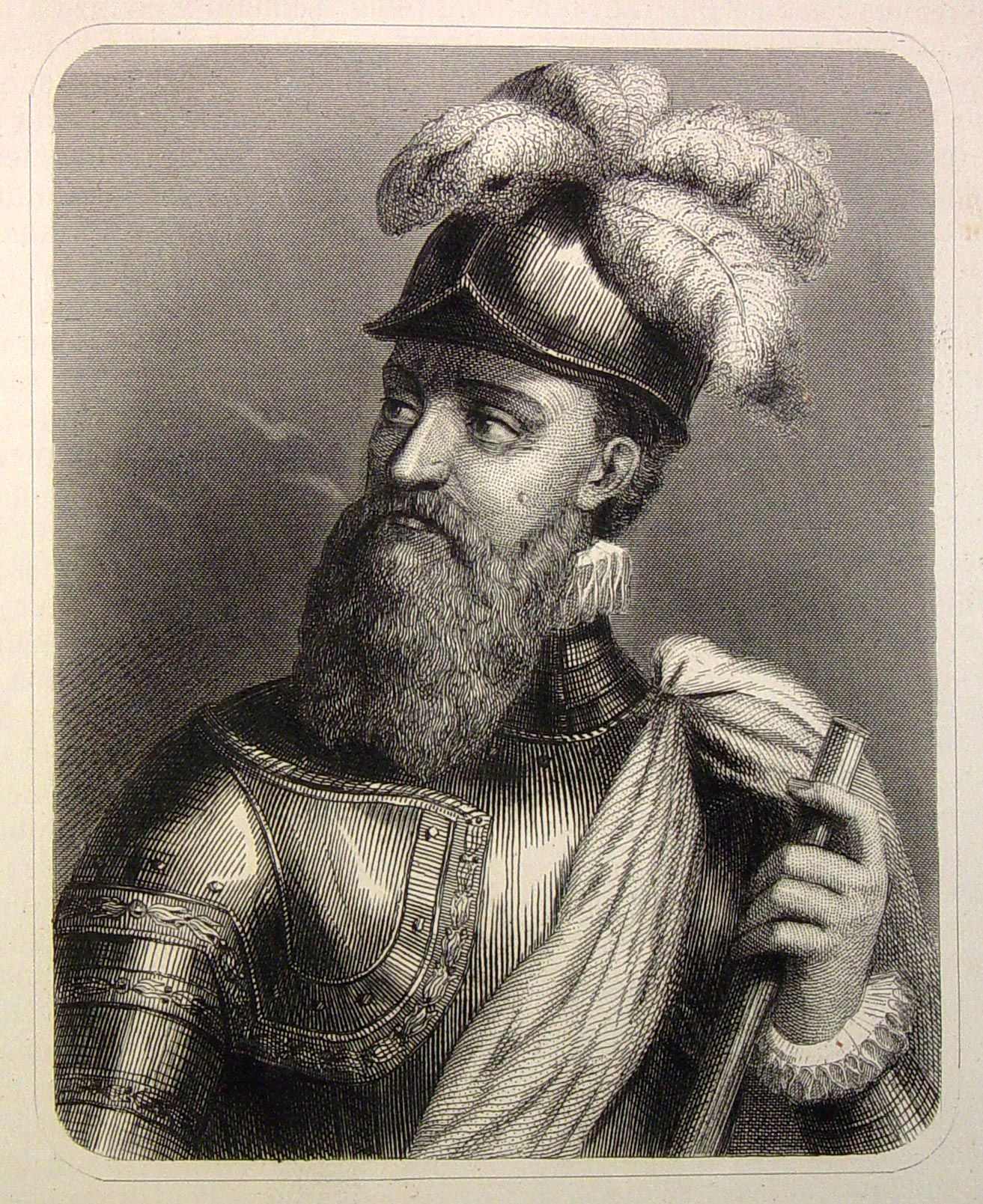
El conquistador Francisco Pizarro, natural de Trujillo.

Hacia 1523, el conquistador extremeño Francisco Pizarro radicaba en Panamá como un vecino más o menos acomodado, como todos los residentes españoles en Panamá. Empezó a entenderse con su más cercano amigo, el capitán Diego de Almagro, sobre la posibilidad de organizar una expedición hacia el tan mentado Birú. Ambos eran rudos y curtidos soldados con experiencia en la conquista de Tierra Firme. La sociedad se concretó en 1524, sumándose un tercer socio, el cura Hernando de Luque, quien debía aportar el dinero necesario para la empresa. Se repartieron las responsabilidades de la expedición: Pizarro la comandaría, Almagro se encargaría del abastecimiento militar y de alimentos y Luque se encargaría de las finanzas y de la provisión de ayuda. Se convino en que todas las utilidades se dividirían en tres partes iguales para cada socio o sus herederos, y que ninguno tendría más ventaja que otro.
El análisis histórico se inclina a creer que Pizarro poseía una fortuna modesta, porque para emprender la aventura, él y Almagro tuvieron que asociarse con un cura influyente, Hernando de Luque, que a la sazón era párroco de Panamá. Se menciona a un cuarto "socio oculto": el licenciado Gaspar de Espinosa, que no quiso figurar públicamente, pero que fue el verdadero financista de las expediciones, usando como testaferro a Luque y aportando 20.000 pesos. Ello debió ser así, por cuanto nunca uno solo de los socios decidía de manera unilateral las acciones. Solo posteriormente, iniciada ya la conquista física del Perú, Pizarro tomaría decisiones de campaña o sobre acciones militares y administrativas, prerrogativas de su cargo de gobernador de Nueva Castilla, concedido por la Corona española a través de la Capitulación de Toledo, firmada en 1529.

### Primer viaje de Pizarro

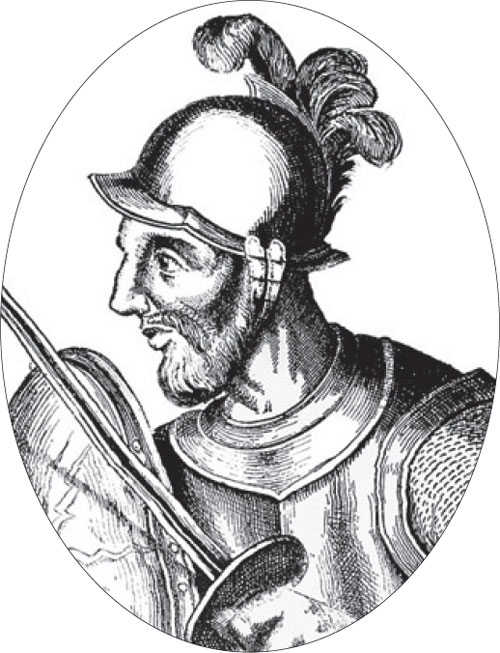
El conquistador Diego de Almagro, natural de la villa de Almagro, uno de los tres socios de la conquista del Perú.

Conseguida la autorización del gobernador Pedrarias Dávila, el 14 de noviembre de 1524 (dato de Jerez) partió Pizarro de Panamá a bordo de un pequeño bergantín, el Santiago, con cerca de 80 hombres, algunos indios nicaraguas de servicio y cuatro caballos. Dejó a Almagro el encargo de reclutar más voluntarios y armar otra nave para que le siguiera cuando estuviera listo.
Pizarro llegó a las islas Perlas, bordeó las costas de Chochama o Chicamá, llegando hasta Puerto Piñas y Puerto del Hambre (costa pacífica de la actual Colombia); prosiguió viaje, luego de una serie de padecimientos y falta de víveres, hasta Pueblo Quemado (también llamado Puerto de las Piedras o Río de la Espera), donde sostuvo un recio combate con los indígenas, con el resultado de dos españoles muertos y veinte heridos (según Cieza) o cinco muertos y diecisiete heridos (según Jerez). El mismo Pizarro sufrió siete heridas.
La hostilidad de los indios y la insalubridad de la zona obligaron a Pizarro a enrumbar de vuelta hacia el norte, arribando nuevamente a las costas de Chochama. Por su parte, Almagro, que ya había partido de Panamá en un bergantín con 60 hombres, debió cruzarse con Pizarro en alta mar, aunque no se llegaron a avistar. Siguiendo el rastro de Pizarro, Almagro desembarcó en Pueblo Quemado, donde igualmente libró un feroz combate con los indios, perdiendo un ojo a consecuencia de un lanzazo o un flechazo.
Almagro decidió continuar más al sur, llegando hasta el río San Juan, pero no halló a su socio y decidió regresar a la isla de Perlas, donde se enteró de los trajines de Pizarro. Partió entonces a encontrarse con su socio en Chochama. Pizarro, interesado en continuar con la empresa, ordenó a Almagro que dejara allí a sus soldados y que retornara él solo a Panamá para reparar los dos navíos y juntar más gente.
En Panamá, el gobernador Pedrarias culpó del fracaso de la expedición y de la pérdida de vidas españolas a Pizarro. Ello motivó a que Almagro y Luque intercedieran por Pizarro ante el gobernador, logrando aplacar por el momento la tensa situación. Pedrarias autorizó, no sin recelos, la continuación de la empresa. De pasada, Almagro logró el nombramiento de capitán adjunto.

### Segundo viaje de Pizarro
Antes de emprender un segundo viaje, los tres socios formalizaron su sociedad ante un notario de Panamá, en las mismas condiciones en que verbalmente la habían conformado. A este acuerdo escrito se conoce como el Contrato de Panamá, que se suscribió el 10 de marzo de 1526. Sin embargo, hay discrepancias en cuanto a la fecha, pues por entonces, Pizarro todavía no regresaba a Panamá.
En diciembre de 1525, Almagro partió de Panamá, llevando dos navíos, el Santiago y el San Cristóbal, a bordo de los cuales iban 110 soldados, entre ellos dos grandes adquisiciones: el piloto Bartolomé Ruiz y el artillero griego Pedro de Candía. Almagro se dirigió a Chochama, al encuentro de Pizarro y sus hombres. Estos habían quedado reducidos a 50; reunidos con los hombres traídos por Almagro, llegaron a 160.
A principios de 1526, Pizarro y Almagro, junto con sus 160 hombres, se hicieron nuevamente a la mar. Siguieron la ruta anterior hasta llegar al río San Juan, donde fue enviado Almagro de regreso a Panamá en busca de refuerzos y provisiones; de otro lado, el piloto Bartolomé Ruiz fue enviado hacia el sur a fin de que explorase esas regiones.
Ruiz avistó la isla del Gallo, la bahía de San Mateo, Atacames y Coaque; a la altura de esta última se tropezó con una balsa de indios tumbesinos que iban a comerciar, según parece, a Panamá. Ruiz tomó algunas de las mercaderías: objetos de oro y plata, tejidos de algodón, frutas y víveres, y retuvo a tres muchachos indios, que los llevó consigo para prepararlos como intérpretes. Luego enrumbó al norte, de vuelta al río San Juan, donde le esperaba Pizarro.

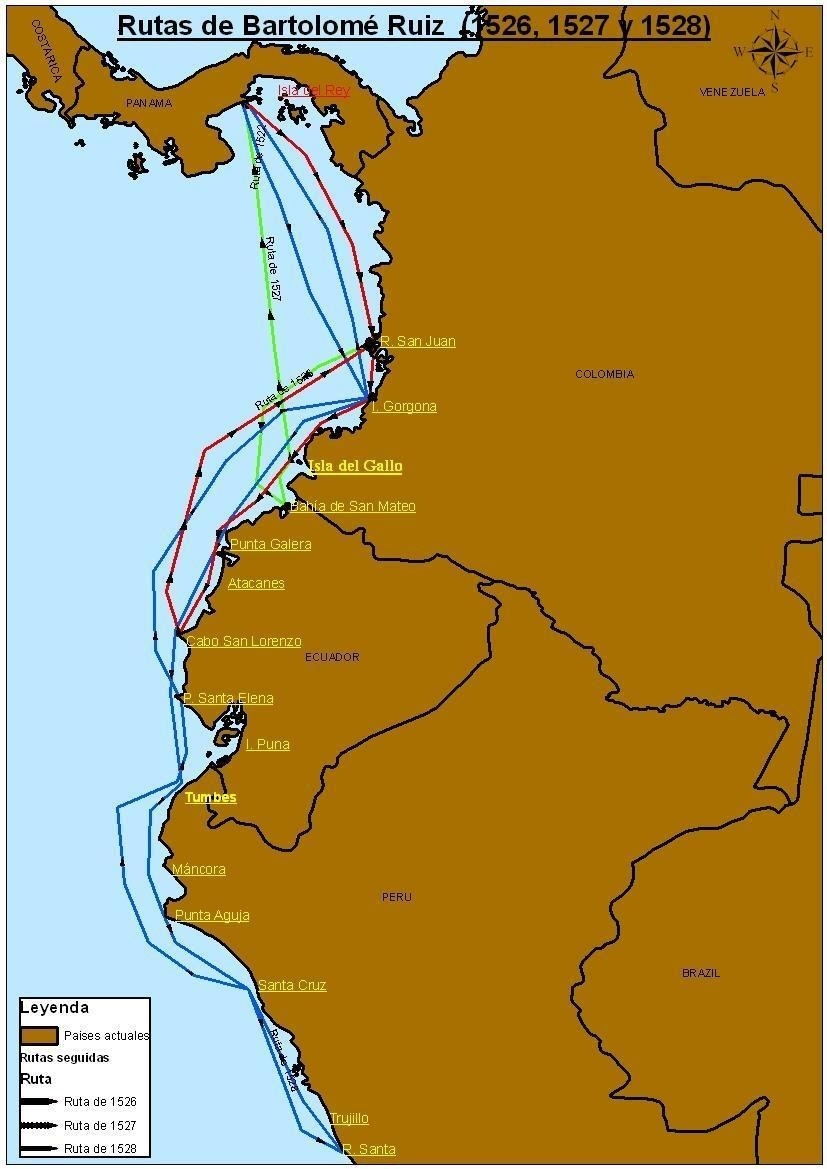
Rutas de Bartolomé Ruiz de Estrada (1526-1528).

Bartolomé Ruiz fue el primer navegante europeo que traspasó la línea ecuatorial en el Océano Pacífico, de norte a sur (Magallanes también lo había hecho en 1521, pero de sur a norte), descendiendo uno o dos grados de la línea equinoccial (1527).
Mientras que Almagro estaba en Panamá y Ruiz navegaba el océano, Pizarro se dedicó a explorar el río San Juan, sus brazos y afluentes. Muchos de sus hombres murieron a consecuencia de las enfermedades y otros fueron devorados por los caimanes. Cuando regresó Ruiz, Pizarro prometió a sus hombres que, no bien llegado Almagro, partirían hacia el sur, a la tierra donde decían venir los muchachos indios que había traído el piloto. Cuando finalmente arribó Almagro, con 30 hombres y seis cabalgaduras, todos se embarcaron y enrumbaron hacia el sur.
Pasaron por la isla del Gallo y luego por la boca del río Santiago. A continuación, se adentraron en la bahía de San Mateo. Viendo que la costa era muy segura y sin manglares, saltaron todos a tierra, incluyendo los caballos y se dedicaron a explorar la región. Habían arribado a la boca del río Esmeraldas, donde vieron ocho canoas grandes, tripuladas por indígenas.
Continuando su marcha, llegaron hasta el poblado de Atacames, donde sostuvieron un combate o guazábara con los nativos. Allí encontraron comida y vieron que los indígenas llevaban algunas joyas de oro. Ello sin embargo no contentó a los españoles, pues no veían recompensados los sufrimientos que padecían. Nada menos que unos 180 españoles habían fallecido hasta ese momento, desde que empezaran los viajes de Pizarro. Fue en Atacames donde se produjo la llamada “Porfía de Atacames”, entre Almagro y Pizarro. Ella se originó cuando Almagro reprendió severamente a los soldados que querían volver a Panamá, calificándoles de cobardes, ante lo cual reaccionó Pizarro defendiendo a sus hombres, pues él también había sufrido con ellos. Ambos capitanes fueron a las palabras mayores, llegando hasta a sacar sus espadas, y se hubieran batido en duelo si no fuese porque Bartolomé Ruiz, Nicolás de Ribera y otros lograron separarlos y avenirlos en conciliación.
Calmados los ánimos, los expedicionarios retrocedieron hasta el río Santiago, que los nativos llamaban Tempulla. Mientras tanto, continuaban las penalidades entre los soldados, traducidas en enfermedades y muertes. Finalmente, buscando un lugar más propicio, Pizarro y Almagro decidieron pasar a la isla del Gallo, donde llegaron en mayo de 1527. Se acordó que, nuevamente, Almagro debería volver con un navío a Panamá a traer nuevos contingentes.
Pizarro y Almagro solían tener mucho cuidado de que no llegaran a Panamá las cartas que los soldados enviaban a sus familiares, para evitar que las quejas de estos fueran conocidas por las autoridades. En Panamá, Almagro tuvo sin embargo dificultades pues en un ovillo de lana que había sido enviado como obsequio a Catalina de Saavedra (la esposa del nuevo gobernador, Pedro de los Ríos, sucesor de Pedrarias), un soldado descontento había remitido escondida la siguiente copla:

"Pues señor gobernador,

mírelo bien por entero,

que allá va el recogedor

y aquí queda el carnicero".

Informado así de los padecimientos de los expedicionarios, el gobernador impidió la salida de Almagro con nuevos auxilios y, por el contrario, envió un barco al mando del capitán Juan Tafur para que recogiese a Pizarro y sus acompañantes, que se hallaban en la isla del Gallo.
Ciertamente, el descontento entre los soldados de Pizarro era muy grande, pues llevaban mucho tiempo pasando calamidades. Habían transcurrido dos años y medio de viajes hacia el sur afrontando toda clase de peligros y calamidades, sin conseguir ningún resultado. Pizarro intentó convencer a sus hombres para que siguieran adelante, sin embargo la mayoría de ellos quería desertar y regresar a Panamá. Eran en total 80 los hombres que se hallaban en la isla del Gallo, todos flacos y macilentos, de los cuales 20 ni podían ya mantenerse en pie.

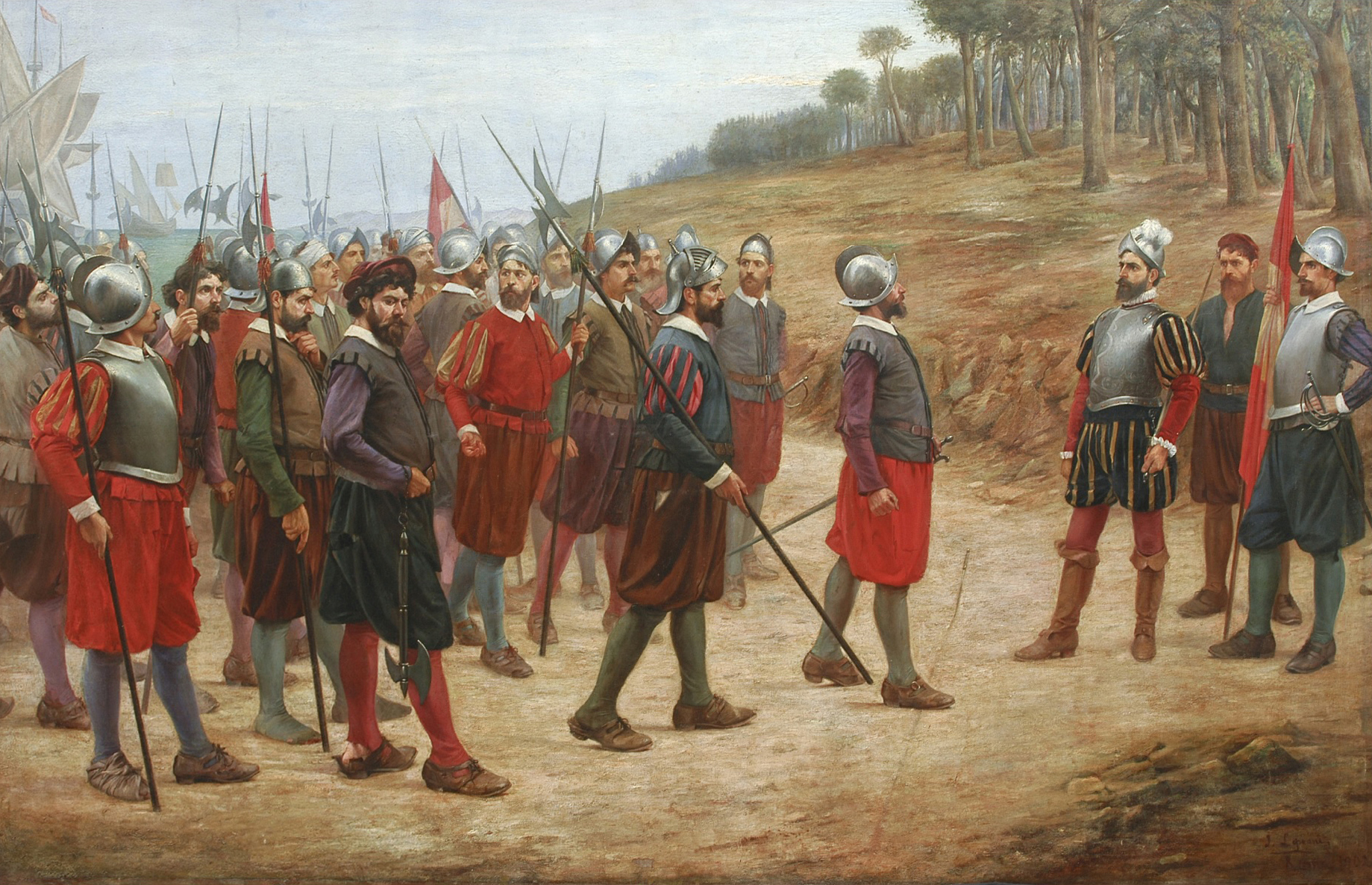
Los 13 de la Isla del Gallo. Óleo de Juan B. Lepiani, que representa a Francisco Pizarro en la isla del Gallo, invitando a sus soldados a cruzar la línea trazada en el suelo.

Tafur llegó a la isla del Gallo en agosto de 1527, en medio de la alegría de los hombres de Pizarro, que veían así finalizado sus sufrimientos. Fue en ese momento cuando se produjo la acción épica de Pizarro, de trazar con su espada una raya en las arenas de la isla exhortando a sus hombres a decidir entre seguir o no en la expedición descubridora. Tan solo cruzaron la línea trece hombres. Estos "Trece de la Fama", o los "Trece de la isla del Gallo", fueron:
- Nicolás de Ribera, el viejo
- Pedro de Halcón
- Alonso Briceño
- Pedro de Candía
- Antón de Carrión
- Francisco de Cuéllar
- García de Jarén
- Alonso de Molina
- Cristóbal de Peralta
- Domingo de Soraluce
- Juan de la Torre
- Martín de Paz
- Gonzalo Martín de Trujillo (que falleció poco después en la isla Gorgona, por lo que su puesto fue ocupado por el piloto Bartolomé Ruiz, que pese a ser también uno de los que cruzaron la raya, por orden de Pizarro debió regresar a Panamá, con la misión de traer refuerzos).[58]

Sobre la escena que se vivió en la Isla del Gallo, luego que Juan Tafur le trasmitiera a Pizarro la orden del gobernador Pedro de los Ríos, cuenta el historiador José Antonio del Busto:

"El trujillano [Pizarro] no se dejó ganar por la pasión y, desenvainando su espada, avanzó con ella desnuda hasta sus hombres. Se detuvo frente a ellos, los miró a todos y evitándose una arenga larga se limitó a decir, al tiempo que, según posteriores testimonios, trazaba con el arma una raya sobre la arena: Por este lado se va a Panamá, a ser pobres, por este otro al Perú, a ser ricos; escoja el que fuere buen castellano lo que más bien le estuviere.

Un silencio de muerte rubricó las palabras del héroe, pero pasados los primeros instantes de la duda, se sintió crujir la arena húmeda bajo los borceguíes y las alpargatas de los valientes, que en número de trece, pasaron la raya. Pizarro, cuando los vio cruzar la línea, "no poco se alegró, dando gracias a Dios por ello, pues había sido servido de ponelles en corazón la quedada". Sus nombres han quedado en la Historia".
José Antonio del Busto, La conquista del Perú.

Pizarro y los Trece de la Fama esperaron cinco meses por los refuerzos, los cuales llegaron de Panamá enviados por Diego de Almagro y Hernando de Luque, al mando de Bartolomé Ruiz (enero de 1528). El navío encontró a Pizarro y los suyos en la isla Gorgona, (situada más al norte de la isla del Gallo), hambrientos y acosados por los indios. Ese mismo día, Pizarro ordenó zarpar hacia el sur, dejando en la Gorgona a tres de los “Trece” que se hallaban enfermos: Cristóbal de Peralta, Gonzalo Martín de Trujillo y Martín de Paz. Estos quedaron al cuidado de unos indios de servicio.

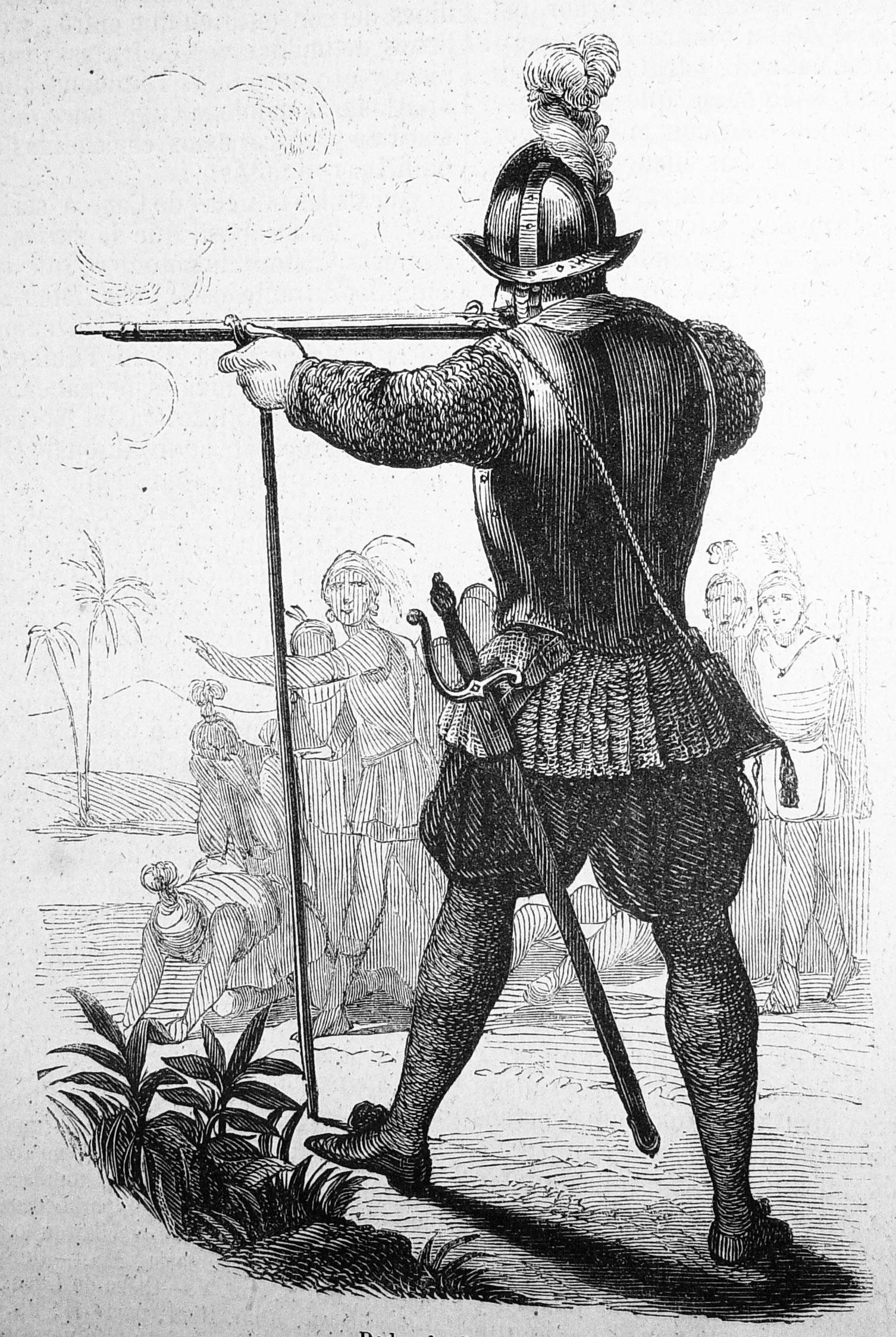
Grabado que representa a Pedro de Candía disparando con un arcabuz de mecha, con el propósito de mostrar y sorprender a los nativos de Tumbes.

El tesón indoblegable de Pizarro daría sus frutos. Los expedicionarios llegaron hasta las playas de Tumbes (extremo norte del actual Perú), la primera ciudad incaica que divisaban. Allí, un orejón o noble inca se les acercó en una balsa, siendo recibido cortésmente por Pizarro. El noble invitó a Pizarro a que desembarcase para que visitara a Chilimasa, el cacique tallán de la ciudad de Tumbes, que era tributario del Imperio Inca. Pizarro ordenó a Alonso de Molina que desembarcara con un esclavo negro y llevara como obsequios para el cacique un par de puercos y unas gallinas, todo lo cual causó gran impresión entre los indígenas. Luego fue enviado el griego Pedro de Candía, para que con su arcabuz demostrara a los indios el poder de las armas españolas. Los indios acogieron hospitalariamente a Candía, dejándole que visitara los principales edificios de la ciudad: el Templo del Sol, el Acllahuasi o casa de las escogidas y la Pucara o fortaleza, donde el griego apreció los ricos ornamentos de oro y plata. Luego, sobre un paño Candía trazó el plano de la ciudad, y posteriormente escribió una relación, hoy perdida. De vuelta donde sus compañeros, relató su experiencia, afirmando que Tumbes era una gran ciudad construida a base de piedra, todo lo cual causó asombro y alentó más a continuar en la empresa conquistadora.

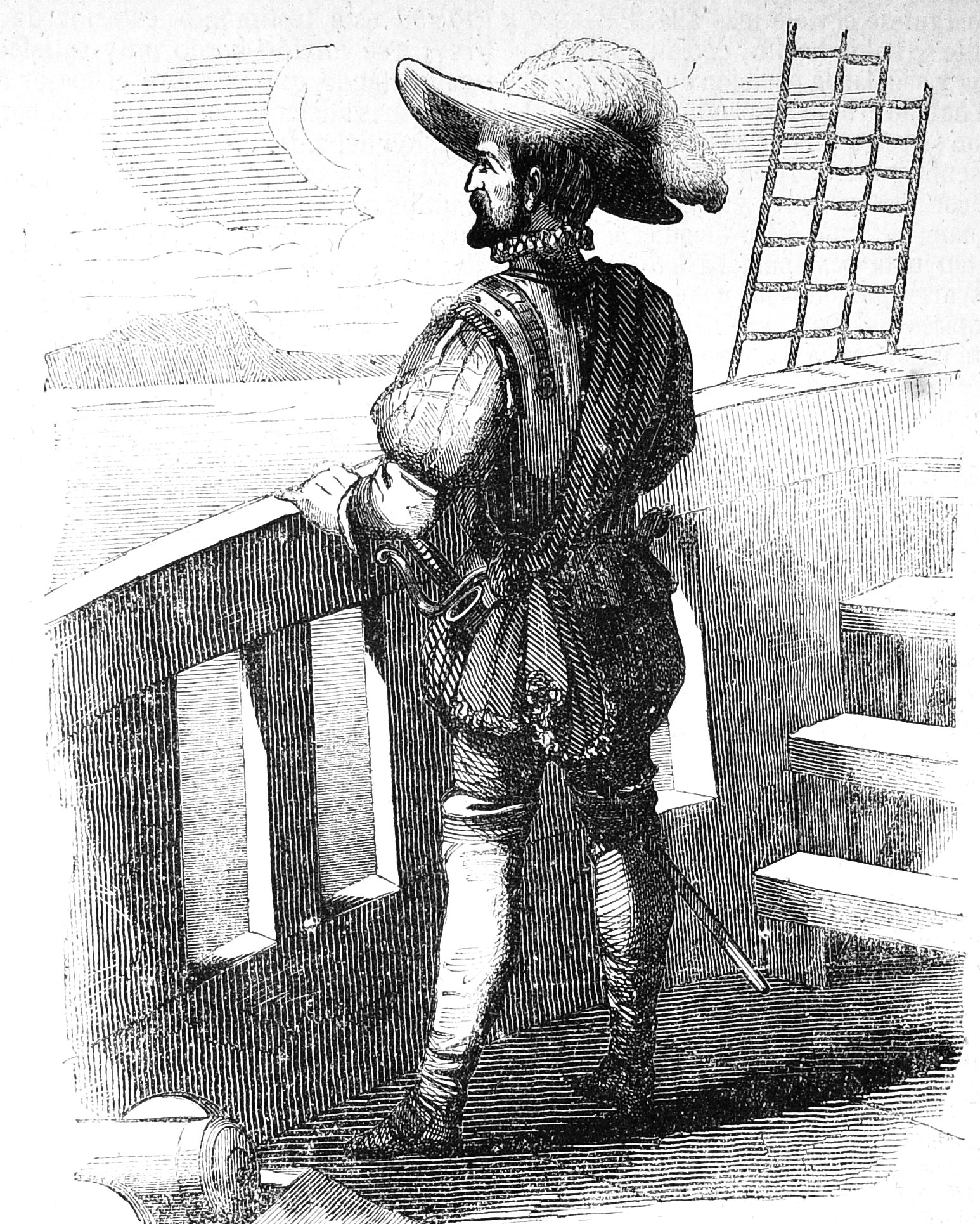
Pizarro navegando por las costas que actualmente son peruanas. Grabado que aparece en la edición española de la obra de William H. Prescott, 1851.

Pizarro ordenó continuar la exploración más hacia el sur, recorriendo las costas de los actuales departamentos peruanos de Piura, Lambayeque y La Libertad, hasta la desembocadura del río Santa (13 de mayo de 1528). En algún punto de la costa piurana (posiblemente en Sechura), se entrevistó con la cacica lugareña, de la etnia de los tallanes, a la que los españoles dieron el nombre de Capullana, por la forma de su vestido. Durante el banquete con el que le agasajó la Capullana, Pizarro aprovechó para tomar posesión del lugar a nombre de la Corona de Castilla. Se dice que uno de los Trece de la Fama, Pedro de Halcón, se enamoró locamente de la Capullana y quiso quedarse en tierra, pero sus compañeros lo subieron a la fuerza al navío y zarparon todos.
Ya en viaje de retorno a Panamá, Pizarro recaló nuevamente en Tumbes, donde el soldado Alonso de Molina obtuvo permiso para quedarse entre los indios, confiado en las muestras de hospitalidad que daban estos. Ya anteriormente, otros españoles habían optado también por quedarse entre los indios: Bocanegra, que desertó en algún punto de la costa del actual departamento de La Libertad; y Ginés, que se quedó en Paita (costa de Piura). Los tres españoles, Molina, Bocanegra y Ginés, se reunieron probablemente en Tumbes, con la idea de reunirse con Pizarro cuando este regresase en su tercer viaje.
Pizarro continuó su viaje de retorno a Panamá; al pasar por la isla Gorgona, recogió a los tres expedicionarios que había dejado recuperándose de sus males, pero se enteró de que uno de ellos, Gonzalo Martín de Trujillo, había fallecido. Arribó finalmente a Panamá, con la seguridad de haber descubierto un opulento imperio, cuya riqueza y alta civilización lo atestiguaban los mismos nobles indígenas, que iban vestidos con primorosos y coloridos ropajes, y que llevaban adornos de oro y plata labrados con exquisita técnica.

### Capitulación de Toledo

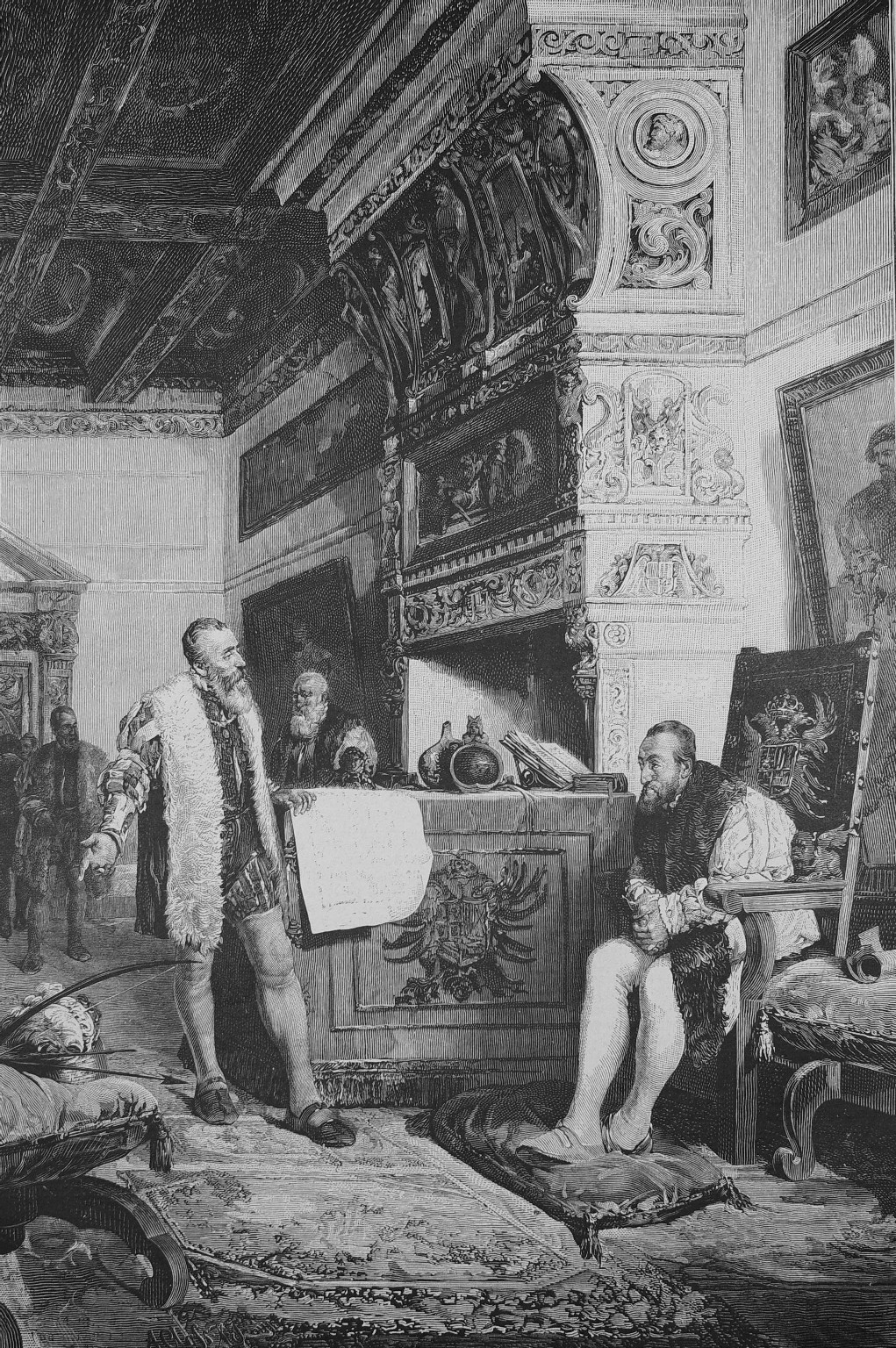
Grabado que representa al conquistador español Francisco Pizarro exponiendo ante el rey Carlos I de España las pruebas del descubrimiento del fabuloso Imperio de los incas.

Ante la negativa del gobernador De los Ríos de otorgar permiso para un nuevo viaje, los socios Pizarro, Almagro y Luque acordaron gestionar este permiso ante la misma corte. De mutuo acuerdo designaron a Pizarro como el procurador o mensajero que expusiera la petición directamente al rey Carlos I de España.  Esa elección, entre otras razones, se debió a que, pese a ser iletrado, Pizarro tenía porte y fluidez de palabra. Almagro no quiso acompañar a Pizarro, ya que creía que su falta de modales y el hecho de ser tuerto podrían de alguna manera afectar negativamente al éxito de las negociaciones, decisión de la que se arrepentiría posteriormente, ya que Pizarro lograría grandes ventajas para sí mismo, en desmedro de sus socios, pese a que antes de partir prometió velar por los intereses de cada uno de ellos.
Pizarro salió de Panamá en septiembre de 1528, cruzó el istmo y llegó a Nombre de Dios, en donde se embarcó rumbo a España, haciendo una escala en Santo Domingo (isla de La Española). Le acompañaban el griego Pedro de Candía y el vasco Domingo de Soraluce, así como algunos indígenas tallanes de Tumbes (entre ellos el intérprete Felipillo); llevaba también consigo camélidos sudamericanos, primorosos tejidos de lana, objetos de oro y plata y otras cosas que había recogido en sus viajes, para mostrarlas al soberano español, como pruebas del descubrimiento de un gran imperio.
Después de una travesía sin contratiempos, Pizarro desembarcó en Sanlúcar de Barrameda y arribó a Sevilla en marzo de 1529. No bien desembarcó, fue apresado por una demanda de deudas que le entabló el bachiller Martín Fernández de Enciso, por un asunto que se remontaba a los primeros trabajos de Pizarro en Tierra Firme. Sin embargo, el rey Carlos I ordenó que lo pusieran inmediatamente en libertad.
Pizarro, junto con sus acompañantes, partió hacia Toledo para entrevistarse con el monarca. Allí se encontró con su pariente, el conquistador Hernán Cortés, ya prestigiado por la conquista de México y próximo a recibir su título de Marqués del Valle de Oaxaca, quien se dice que lo ayudó a vincularse con la Corte. Pizarro fue recibido por Carlos I en Toledo, pero este monarca, que estaba a punto de partir a Italia, dejó el asunto en manos del Consejo de Indias.
Fue así como Francisco Pizarro terminó negociando con el Consejo de Indias, presidido entonces por el conde de Osorno, García Fernández Manrique. Tanto Pizarro como el griego Candía expusieron ante los consejeros sus razones para que el rey diera la autorización para la conquista y población de la provincia del Perú; Candía exhibió su paño donde había dibujado el plano de la ciudad de Tumbes.

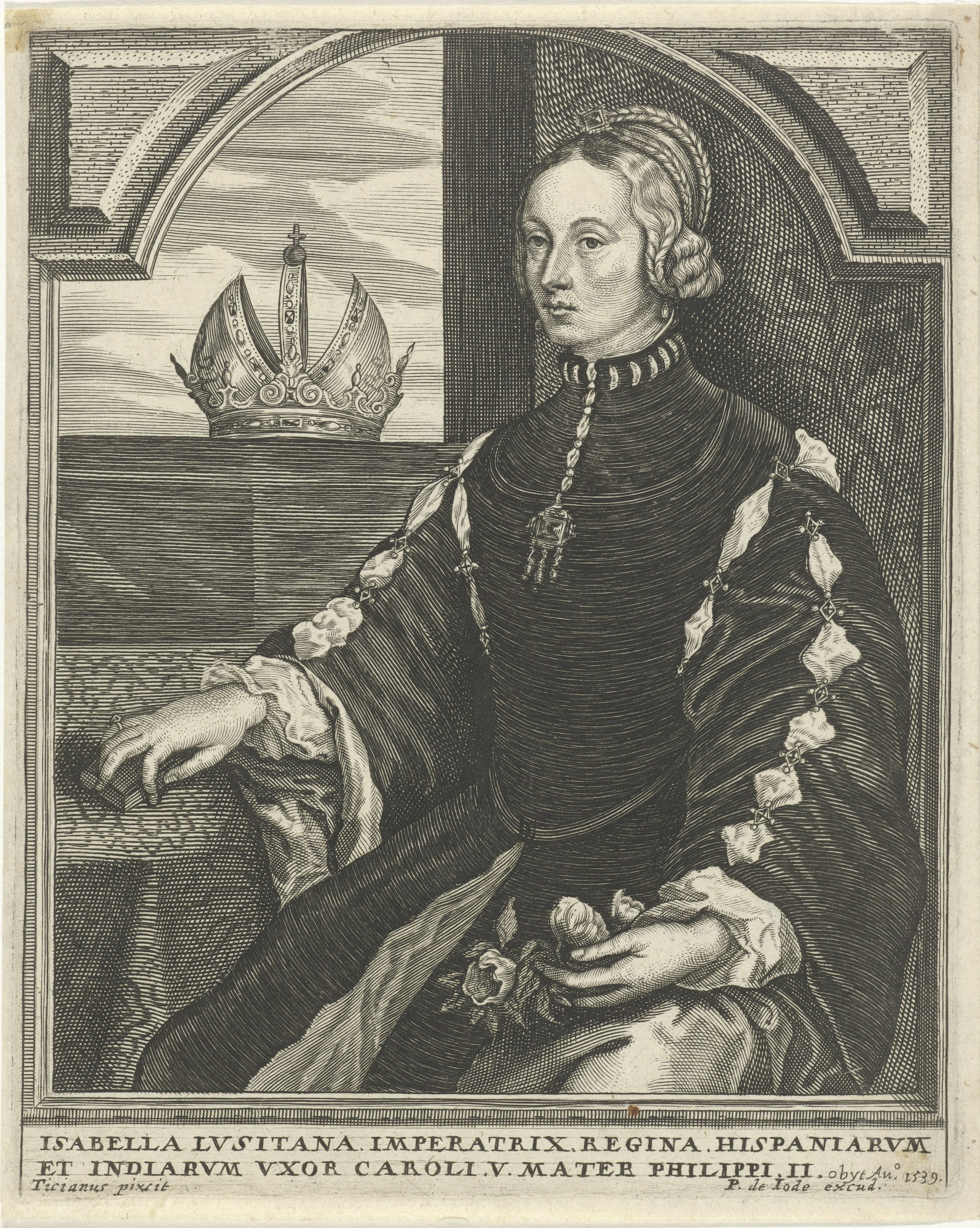
La emperatriz Isabel de Portugal, quien en nombre del emperador Carlos I de España, su esposo, firmó con Pizarro la Capitulación de Toledo.

Terminada la larga negociación, los consejeros redactaron las cláusulas del contrato entre la Corona y Pizarro, que la historia conoce como la Capitulación de Toledo. Ante la ausencia del rey Carlos I, la reina consorte Isabel de Portugal firmó el documento el 26 de julio de 1529. Estos fueron los principales acuerdos de esta Capitulación:
- Se autorizó a Francisco Pizarro el descubrimiento y conquista de toda la provincia del Perú o Nueva Castilla, situada desde el pueblo de Tempulla o Santiago, en la desembocadura del río Santiago (actual provincia de Esmeraldas, Ecuador) hasta 200 leguas al sur, terminando en el pueblo de Chincha (actual Perú).
- Se dio a Pizarro los títulos de gobernador y capitán general de la provincia del Perú, así como los de alguacil mayor y adelantado, todos ellos de por vida, con un sueldo anual de 725.000 maravedíes.
- A Diego de Almagro se le concedió la gobernación de la fortaleza que debía elevarse en Tumbes, así como el título de hidalgo, con un salario de 5.000 maravedíes al año y con una ayuda de gastos de 200.000 maravedíes.
- Hernando de Luque recibió el Obispado de Tumbes y el título de “Protector de los Indios”, con 1000 ducados de sueldo al año.
- A los Trece de la Isla del Gallo se los elevó a la categoría de hidalgos de solar conocido, y a los que ya lo eran, se les concedió el título de “Caballeros de la Espuela Dorada”.
- Bartolomé Ruiz fue nombrado “Piloto Mayor de la Mar del Sur”, con 75.000 maravedíes de salario anual.
- Pedro de Candía fue nombrado “Artillero Mayor del Perú” y Regidor de Tumbes.
- Pizarro debía salir a los seis meses a partir de la fecha del documento, y desde Panamá tenía otros seis meses para seguir a las tierras del Perú. Se le autorizaba a llevar 150 peninsulares, 100 que podían reclutar en América, así como 50 esclavos negros, oficiales de la Real Hacienda, eclesiásticos y religiosos.

Como se puede ver, el gran beneficiado por esta Capitulación fue Francisco Pizarro, en desmedro de sus socios Almagro y Luque. En el caso de Almagro, Pizarro arguyó en su defensa que fue el rey en persona quien se opuso a que el mando se dividiera entre ambos socios; fue así que Pizarro concentró en su persona los títulos de gobernador, capitán general, alguacil mayor y adelantado, mientras que a Almagro solo se le dio la gobernación de Tumbes.

### Tercer viaje de Pizarro

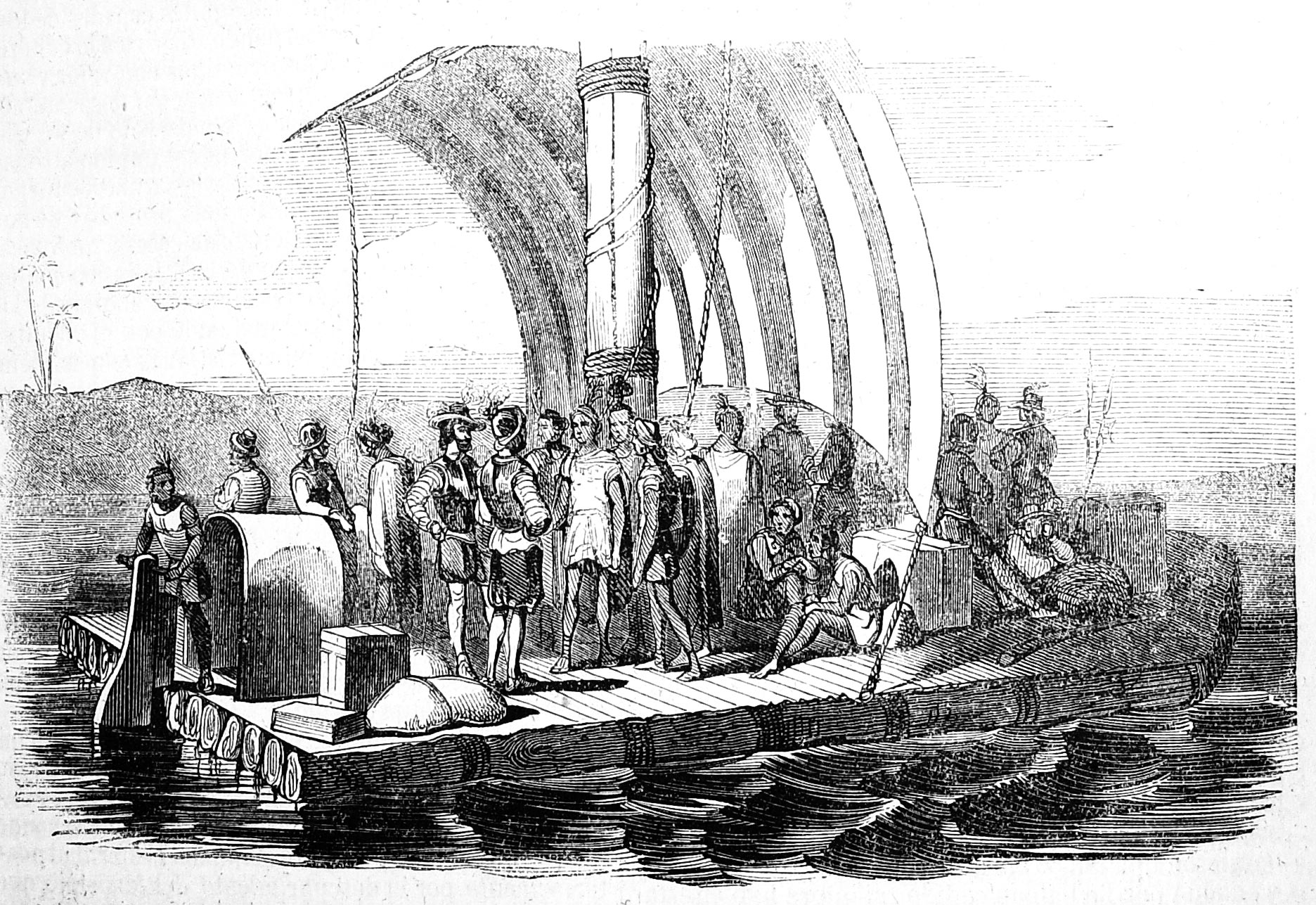
"Los españoles transportados en una balsa a la isla de Puná" (en Historia de la conquista del Perú, de William Prescott, edición en español. 1851).

Pizarro aprovechó su estancia en la península ibérica para visitar Trujillo, su ciudad natal, donde se reunió con sus hermanos Gonzalo, Hernando y Juan, a quienes convenció para que se sumaran a la empresa conquistadora.  Con ellos preparó su tercer y definitivo viaje por la conquista del Perú. Reunió cuatro naves: tres galeones y una zabra destinada a capitana, pero le fue difícil reunir los 150 hombres que le exigía una de las cláusulas de la capitulación. Sin embargo, Pizarro logró burlar los controles de las autoridades y el 26 de enero de 1530, último día de plazo, se adelantó a bordo de la capitana, zarpando de Sanlúcar. Los otros navíos, al mando de su hermano Hernando, le siguieron después, convenciendo al factor (inspector)  de la Casa Contratación de Sevilla que llevaban más de 150 hombres. En realidad llevaban menos de esa cantidad.
Tras un viaje sin contratiempos, Pizarro arribó a Nombre de Dios, donde se encontró con su socio Almagro que, como era de esperarse, recibió con desagrado la noticia de las pocas prerrogativas conseguidas para él en la capitulación, en comparación a los títulos y poderes otorgados a Pizarro. A este disgusto se sumó la actitud prepotente de Hernando Pizarro, el más temperamental de los hermanos Pizarro. Almagro pensó incluso a separarse de la sociedad, pero Luque logró, una vez más, reconciliar a los dos socios.
De Nombre de Dios, los tres socios y sus hombres pasaron a la Ciudad de Panamá. Empezaron los preparativos. Durante ocho meses, de abril a diciembre de 1530, los soldados reclutados realizaron su adiestramiento militar. Pizarro logró reunir tres naves a las que proveyó con todo lo necesario para realizar la “entrada” definitiva al Perú.
El 28 de diciembre de 1530 los expedicionarios oyeron misa en la iglesia de La Merced de Panamá. Estaban ya listos para embarcarse, pero tuvieron que esperar unos días más para dar cumplimiento a las disposiciones que exigía que la expedición llevara oficiales reales.Los que se preparaban para embarcar "fueron ciento y ochenta hombres y treinta y siete caballos".
Pizarro partió finalmente de Panamá el 20 de enero de 1531, con dos navíos, dejando el otro barco en el puerto al mando del capitán Cristóbal de Mena, con el encargo de seguirle después. Como en anteriores ocasiones, Almagro se quedó en Panamá para proveer de todo lo necesario para la expedición. Después de 13 días de navegación (dato de Jerez), Pizarro llegó a la bahía de San Mateo, donde decidió avanzar por tierra. Los expedicionarios caminaron bajo las inclemencias del clima tropical, la creciente de los ríos, el hambre y las enfermedades tropicales. Encontraron algunos pueblos indios abandonados, y en uno de ellos, Coaque, permanecieron varios meses, hallando oro, plata y esmeraldas, en algunas cantidades apreciables. Pizarro despachó a los tres navíos con dichas riquezas para que sirvieran de aliciente a los españoles: dos de ellos rumbo a Panamá y uno a Nicaragua. La táctica hizo efecto: los navíos regresaron de Panamá con treinta infantes y veintiséis jinetes, mientras que en Nicaragua el capitán Hernando de Soto, entusiasmado al ver las muestras de oro, empezó a reclutar gente para partir rumbo al Perú. El botín hallado en Coaque fue, pues, el comienzo de la tentación por llegar al Perú.
En Coaque, muchos de los soldados de Pizarro enfermaron de un extraño mal que denominaron bubas, por los tumores que les brotaban en la piel, mal que cobró algunas víctimas. Del Busto señala: "Una epidemia de verrugas había atacado el campamento".
Pizarro partió de Coaque en octubre de 1531. Siguiendo al sur, empezó a recorrer la actual costa de Ecuador. Pasó el cabo de Pasao o Pasado, habitada por indios belicosos y caníbales. Recorrió luego la bahía de Caráquez, donde embarcaron a toda la gente enferma, continuado el resto por tierra. A toda esa región los cronistas llaman Puerto Viejo o Portoviejo. Pasaron luego por Tocagua, Charapotó  y Mataglan; en esta última se encontraron con Sebastián de Belalcázar, venido de Nicaragua y que estaba al mando de 30 hombres bien armados, con doce cabalgaduras, todos los cuales se sumaron a la expedición de Pizarro (noviembre de 1531).
Pasaron después por Picuaza, Marchan, Manta, la Punta de Santa Elena, Odón, hasta la entrada del golfo de Guayaquil. El hambre y la sed siguieron castigando a los expedicionarios, pero se hallaban ya cerca de las puertas del imperio incaico.

## La conquista

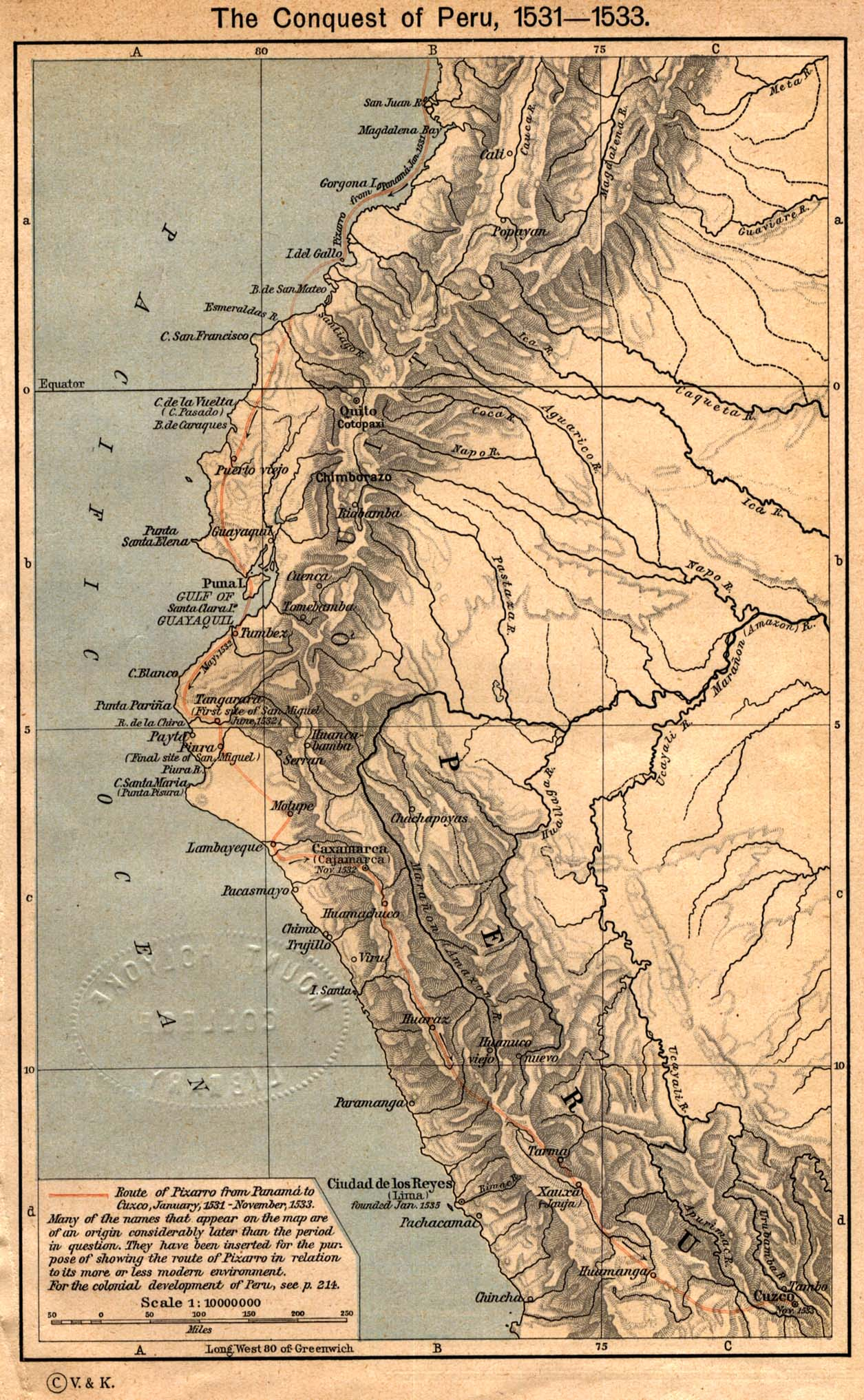
Mapa que muestra la ruta de la expedición encabezada por Pizarro durante la conquista del Perú, desde el inicio de su Tercer Viaje, hasta la llegada al Cuzco, la capital de los incas.

### Conquista de la isla de Puná
Pasando por el golfo de Guayaquil, Pizarro y sus expedicionarios avistaron la gran isla de Puná, separada de tierra firme por un delgado brazo de mar, llamado «el paso de Huayna Cápac». El curaca de la isla, llamado Tumbalá, invitó a los españoles a que cruzaran el paso y visitaran sus dominios. Pizarro aceptó, pese al peligro de una emboscada, pues planeaba usar la isla como cabeza de puente para el desembarco en Tumbes.
En Puná, Pizarro se enteró del violento fin que tuvo Alonso de Molina y otros soldados españoles que se habían quedado entre los nativos en el curso de su segundo viaje. Una versión afirma que los tumbesinos condujeron a los tres españoles hasta Tomebamba, para presentarlos ante el inca Huayna Cápac, pero enterados de que este monarca había fallecido, procedieron a asesinarlos. Otra versión sostiene que Molina y sus compañeros mostraron un comportamiento excesivamente lujurioso hacia las mujeres, por lo que fueron aniquilados por los pobladores. Y finalmente, una versión dice que Molina, huyendo de los tumbesinos, dio a parar en la isla Puná, donde fue apresado, situación que aprovechó para adoctrinar a los niños a la fe católica. Ganada la confianza de los punaeños, estos lo invistieron como su caudillo en la guerra que libraban contra los chonos y tallanes. Molina peleó en varios combates, hasta que, en cierta ocasión, hallándose de pesca a bordo de una balsa, fue sorprendido y ultimado por los chonos. El cronista Diego de Trujillo sostiene que esta última es la versión más creíble y asegura que cuando Pizarro arribó a Puná en el curso de su tercer viaje, halló en la isla un lugar que tenía una cruz alta y una casa con un crucifijo pintado en una puerta y una campanilla colgada y que luego salieron de dicha casa más de treinta chiquillos de ambos sexos, diciendo en coro «Loado sea Jesucristo, Molina, Molina».
Tumbalá entró en tratos con Pizarro, ofreciéndole su ayuda en su proyectado avance hacia Tumbes. Y es que entre Puná y Tumbes existía una continua guerra; incluso, en la isla había unos 600 prisioneros tumbesinos, esclavizados por los punaeños. Los españoles recibieron regalos e instrumentos musicales por parte de Tumbalá, como símbolo de la alianza.
Llegó por entonces a Puná el curaca Chilimasa de Tumbes que, al enterarse de la presencia de los extranjeros, se entrevistó secretamente con Pizarro; este hizo que Chilimasa y Tumbalá se amistaran e hicieran las paces. El odio entre las dos etnias era profundo y Pizarro no quería molestar a sus invitados, pero sabía que necesitaba a los habitantes de Tumbes para sus planes futuros y sin escrúpulos se entregó a favorecer a los recién llegados. La tensión creció de inmediato y los españoles decidieron aprovecharla.

Lo que ignoraba el conquistador español era que ambos curacas ya no peleaban entre sí, sino que se hallaban sometidos a la voluntad del inca Atahualpa, a través de un noble inca que ejercía como gobernador de Tumbes y Puná. Ambos guardaban también un secreto plan para exterminar a los españoles, siguiendo las directivas del Inca.

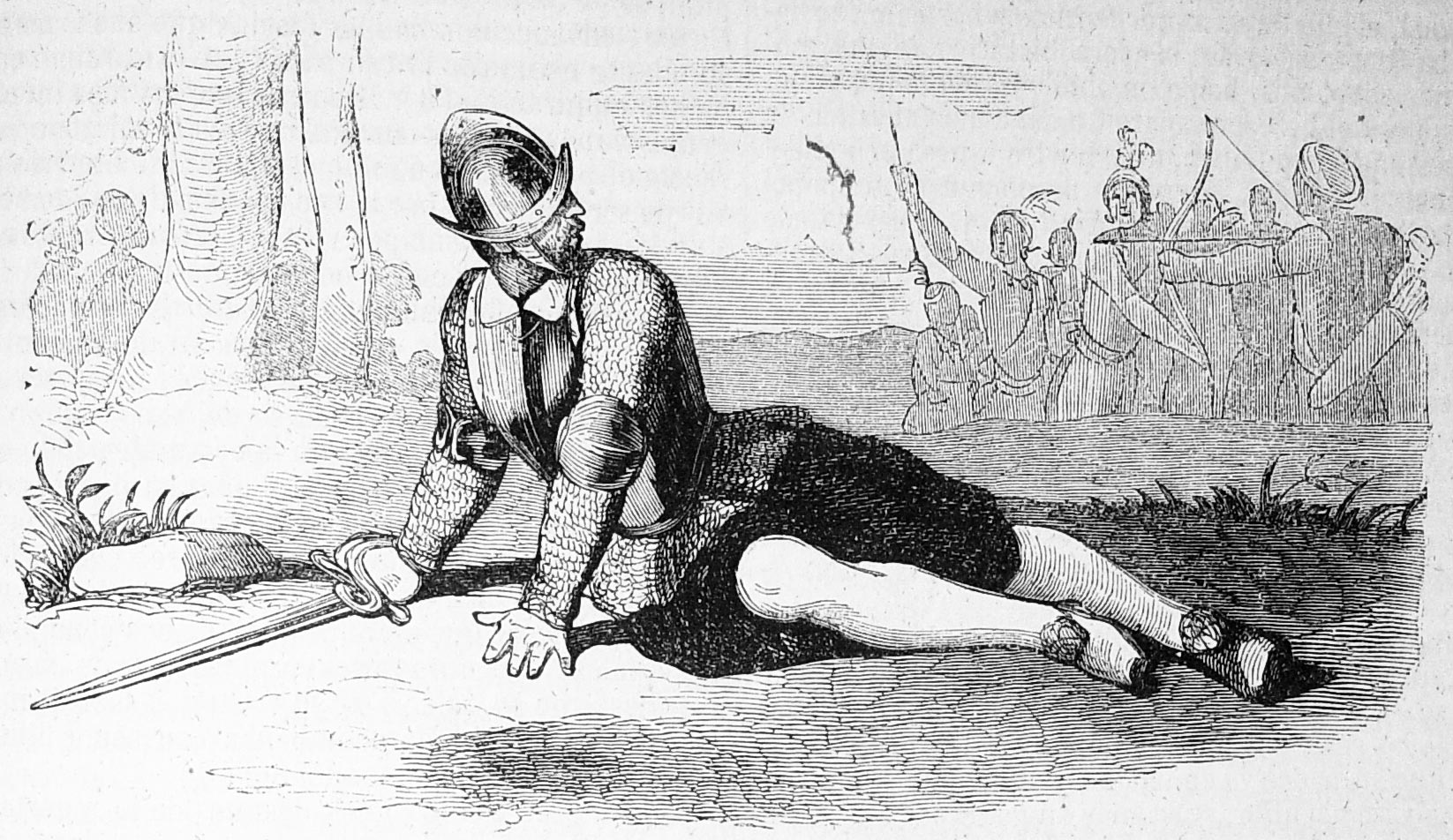
Grabado que representa a Hernando Pizarro herido, durante la lucha contra los nativos de Puná.

Tumbalá se preparaba para realizar el exterminio de los españoles, cuando Felipillo, el intérprete de los españoles (uno de los muchachos recogidos de la balsa tumbesina por Ruiz), se enteró de aquel plan y lo puso al tanto de Pizarro, que ordenó entonces apresar a Tumbalá. En plena lucha entre punaeños y españoles, arribó a Puná el capitán Hernando de Soto, procedente de Nicaragua, posiblemente a fines de 1531. Soto trajo consigo un centenar de hombres, entre ellos 25 jinetes, refuerzo significativo que decidió el triunfo español sobre los nativos.

“Esta es una isla habitada por una raza populosa y guerrera. Salieron pacíficamente; y al enterarse de lo que pretendían los cristianos, atacaron su campamento al amanecer una mañana, y pusieron a los cristianos en una gran situación. Hirieron a Hernando Pizarro, quien cayó de su caballo. Vencidos los indios y sometida la isla, llegaron al campamento abundantes provisiones; y allí esperó Pizarro, sin desembarcar en la costa opuesta, hasta que llegó Hernando de Soto de Nicaragua con las otras naves, y refuerzos de hombres y caballos”.
Narrativa de las Actas de Pedrarias Dávila de Pascual de Andagoya

Pizarro, para ganarse el apoyo de los tumbesinos, les entregó a algunos de los jefes de Puná que habían sido tomados prisioneros y puso en libertad a los seiscientos tumbesinos esclavizados que se hallaban en la isla. Como señal de agradecimiento, Chilimasa aceptó prestar sus balsas para que los españoles pudieran trasladar en ellas sus fardajes. Pero detrás de esas muestras de amistad, Chilimasa mantenía su plan secreto de exterminar a los españoles, siguiendo las directiva que le había dado Atahualpa.
Pizarro permaneció en Puná hasta abril de 1532, cuando emprendió el avance hacia la costa tumbesina.

### Desembarco en Tumbes

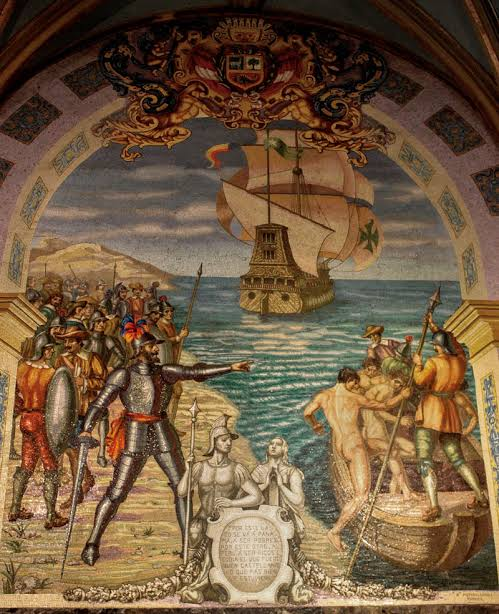
Desembarco de Pizarro en Tumbes en 1532. Este mosaico se localiza en la Catedral de Lima, exactamente en la tumba del conquistador.

Pizarro tenía muy buenos recuerdos de la ciudad. Sus habitantes se habían mostrado cordiales y hospitalarios cuando se presentó con un pequeño barco y algunos compañeros en su segundo viaje y ahora esperaba una amistosa bienvenida, sobre todo porque ambos eran veteranos de una guerra común contra la isla de Puná.
La navegación de los españoles hacia Tumbes duró tres días. Estando todavía en alta mar, Pizarro ordenó que se adelantaran las cuatro balsas que Chilimasa le había cedido para transportar los equipajes, en las cuales iban tripulantes indígenas y tres españoles en cada una de ellas. Fue entonces cuando los nativos procedieron a realizar la estratagema destinada a exterminar a los españoles. La primera balsa que llegó a tierra fue rodeada por los tumbesinos y los tres españoles que en ella iban fueron atacados y arrastrados hasta un bosquecillo, donde fueron descuartizados y echados sus pedazos en grandes ollas con agua hirviente. Los barcos no pudieron intervenir debido al escaso fondo marino y las otras balsas tuvieron que arreglárselas solas. La misma suerte iban a correr otros dos españoles que llegaban en la segunda balsa, pero las voces de auxilio gritadas a tiempo hicieron efecto, ya que Hernando Pizarro, con un grupo de españoles a caballo, arremetió contra los nativos. Muchos de estos murieron a manos de los españoles y otros huyeron a los bosques.
Los españoles, que no entendían el motivo de la belicosidad de los tumbesinos, a quienes habían considerado como aliados, encontraron a la ciudad de Tumbes completamente destruida. Los ricos templos admirados por Pedro de Candía habían sido arrasados y las casas de piedra, que tanto había elogiado Pizarro a Carlos I, también estaban demolidas y en ruinas. Sólo quedaban escombros y entre ellos ningún habitante, y comprobaron que no era una gran ciudad de piedra, como había informado el griego Candía, sino de adobes, lo que desilusionó a no pocos.
Pizarro se quedó estupefacto. Ya sus hombres comenzaban a murmurar al recordar todas las descripciones hechas en Panamá sobre las riquezas de Tumbes que, en cambio, resultaron ser sólo un montón de ruinas. Era necesario tomar la iniciativa antes de que el desánimo se apoderara de la tropa y el gobernador, como ahora se llamaba el viejo conquistador, decidió ir en busca de los escondidos habitantes. Fueron encontrados al otro lado del río Tumbes alineados con equipo de guerra. 
Hernando de Soto con su tropa persiguió a los tumbesinos levantados durante toda la noche y en la mañana: los españoles construyeron una balsa y, cruzando el curso de agua cayeron sobre sus campamentos, sorprendiéndolos y matándolos. Al día siguiente continuó la persecución. El curaca Chilimasa con las debidas garantías para su vida, se presentó ante Soto, quien lo llevó ante Pizarro. Interrogado por la razón de su rebeldía, Chilimasa se limitó a negar todo y acusó a sus jefes principales de haber tramado la conjura contra los españoles. Pizarro le pidió que entregara a esos jefes, pero Chilimasa dijo que eso estaba ya fuera de su alcance, pues aquellos ya habían fugado de la comarca. Superado el incidente, Chilimasa se amistó de nuevo con los españoles y no volvió a traicionarlos.
Con los datos proporcionados por los cronistas españoles, se puede reconstruir el contexto en que ocurrió la destrucción de Tumbes, tal como la hallaron los conquistadores españoles: este poblado había sido arrasado por orden de Atahualpa, en castigo por haber apoyado a Huáscar, en plena guerra civil incaica. Es posible también que una epidemia diezmara a sus pobladores, tal vez la viruela traída por los españoles, la misma que acabara con la vida del inca Huayna Cápac. Los tumbesinos fueron obligados a rendir vasallaje a Atahualpa, quien ordenó a su curaca Chilimasa realizar una comisión especial, para demostrar su lealtad: ganarse la confianza de los españoles, para luego, una vez en pleno desembarco, matarlos a todos. Sin embargo, parece ser que quien llevó a cabo el plan fue el capitán incaico dejado en Tumbes por el mismo Atahualpa, con el apoyo de algunos jefes de Chilimasa, mientras que este se mantuvo al margen. De todos modos, el plan fracasó.
Fue en Tumbes donde Pizarro se enteró de la existencia de la ciudad del Cuzco, a través de una conversación que sostuvo con un indio tumbesino, según se relata en la crónica de Pedro Pizarro:

«...pues preguntando al indio qué era, el dijo que era un pueblo grande donde residía el Señor de todos ellos, y que había mucha tierra poblada y muchos cántaros de oro y plata, y casas chapeadas con planchas de oro...».

 Se informó también sobre la existencia de valles más fértiles. Todos estos informes entusiasmaron a Pizarro, quien quedó muy alentado para continuar con la conquista.
Cabe contar también que hubo un conato de rebelión entre los españoles, específicamente en la persona de Hernando de Soto. Este, durante la correría que hizo al interior persiguiendo a los tumbesinos rebeldes, quedó maravillado al ver el majestuoso camino inca (el Qhapaq Ñan) que iba hacia el norte, a la provincia de Quito. Quiso entonces Soto, que comandaba una nutrida hueste, independizarse de Pizarro y dirigir por su cuenta una expedición a ese territorio, pero varios de sus hombres no quisieron seguirle, y algunos fueron a contarle a Pizarro, por lo que el motín debió frustrarse. Pizarro hizo como que no se enteró, pero a partir de entonces vigiló rigurosamente a Soto.
El 16 de mayo de 1532 Pizarro abandonó Tumbes, donde dejó una guarnición española al mando de los oficiales reales.

### Los españoles en Poechos y las primeras noticias sobre Atahualpa
Los españoles tomaron entonces conocimiento de la situación real del territorio en el que habían desembarcado. Como ya habían adivinado, estaban lidiando con un imperio organizado que nada tenía que ver con las simples y primitivas comunidades nativas con las que, hasta entonces, tuvieron que recorrer.
Las huestes de Pizarro, que sumaban unos 200 hombres, avanzaron con dirección a Poechos, divididos en dos grupos. La vanguardia estaba al mando del mismo Francisco Pizarro, acompañado por Hernando de Soto. La retaguardia, que constituía el grueso de las tropas, y que estaba al mando de Hernando Pizarro, salió de Tumbes poco después, avanzando lentamente porque en sus filas había enfermos.
El 25 de mayo de 1532 los españoles llegaron a Poechos, que era una localidad habitada por los tallanes y gobernada por el curaca Maizavilca, un nativo rechoncho y muy astuto. Este recibió cordialmente a los españoles y para ganarse más la voluntad de Pizarro, le regaló a su sobrino, un muchacho que fue bautizado como Martinillo y que se convirtió en intérprete.
Poco después, llegó a Poechos la retaguardia de conquistadores que venía con Hernando Pizarro. Francisco Pizarro mandó a sus hombres a explorar la región: a Juan Pizarro y a Sebastián de Belalcázar envió a las provincias adyacentes a Poechos; y a Hernando de Soto le comisionó recorrer las márgenes del río Chira. Soto halló poblaciones numerosas, con curacas o caciques muy revoltosos, a los cuales capturó y llevó a Poechos, donde fueron obligados a jurar vasallaje al rey de España.

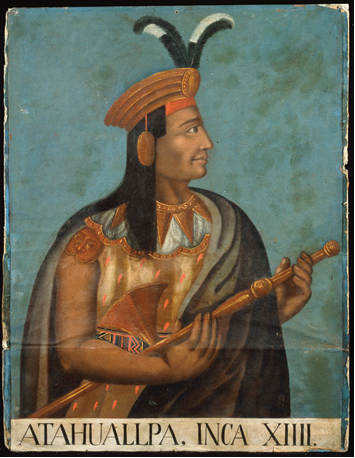
Atahualpa, último Inca del Tahuantinsuyo (1532-1533).

Fue en Poechos donde los españoles supieron de la existencia de un gran monarca que dominaba todo un vasto imperio, el inca Atahualpa, el cual se estaba desplazando de Quito a Cajamarca. Además, tuvieron detalles de la guerra que aquel rey sostuvo con su hermano Huáscar, el cual, tras ser derrotado, se hallaba cautivo. Preocupado por la guarnición dejada en Tumbes, Francisco comisionó a Hernando Pizarro a que volviera allá y trajera consigo a todos sus hombres.
Hernando Pizarro regresó por tierra, pero algunos españoles lo hicieron por mar. Por entonces se habían levantado los curacas de la Chira y de Amotape, obligando a los españoles de Hernando Pizarro, a atrincherarse en la huaca Chira y enviar un mensaje a Francisco Pizarro en demanda de ayuda. Este, al mando de 50 jinetes, se dirigió a auxiliar a sus compañeros de armas, logrando salvarlos. Pizarro castigó severamente a los curacas: luego de someterlos a tormento para que confesaran su conjura, trece de ellos fueron estrangulados y quemados sus cuerpos, según lo cuenta Pedro Pizarro en su crónica.

### El orejón espía
Pizarro quería tener una visión lo más clara posible de las fuerzas a las que se disponía a enfrentarse y además esperaba refuerzos. Entonces decidió tomarse su tiempo y montar una especie de colonia que podía servir como cabeza de puente de cara a futuras operaciones.
Enterado Maizavilca que Pizarro planeaba fundar una ciudad de cristianos cerca de su territorio, se incomodó y se puso de acuerdo con los demás curacas tallanes sobre la manera de deshacerse de los españoles. Enviaron mensajeros al inca Atahualpa, que se encontraba entonces en Huamachuco celebrando su triunfo sobre Huáscar, para informarle de la presencia en Tumbes y Piura de gente extraña, de tez blanca y con barba, salidos del mar, que según ellos podían ser los dioses viracochas, aludiendo a una antigua leyenda que vaticinaba la llegada de seres divinos con esas características. Querían de esa manera que el inca se interesara y que invitara a los españoles a su encuentro.
En efecto, Atahualpa se interesó en el asunto y envió un espía a Poechos. Pedro Pizarro, que había quedado con Hernando Pizarro en Poechos, describe al espía como un orejón o noble inca, al que llama Apo (que en realidad es un título, que significa “señor”). Cristóbal de Mena lo llama simplemente “capitán del Inca” y Juan de Betanzos afirma que se llamaba Ciquinchara y que era un orejón natural de Jaquijahuana.
Disfrazado de un rústico vendedor de pacaes, Ciquinchara se adentró en el campamento de los españoles sin levantar sospechas. Pero Hernando Pizarro, maliciando de su presencia, lo empujó y le dio de puntapiés, armándose entonces un alboroto entre los indígenas, lo que aprovechó Ciquinchara para escabullirse e ir donde el Inca, a quien dio un informe. Particularmente, llamaron la atención del orejón tres españoles: el domador de caballos, el barbero que con su arte “rejuvenecía a los viejos” y el herrero que forjaba espadas. El orejón opinó ante Atahualpa, que cuando se procediese a exterminar a los españoles, se conservaran a estos tres, pues serían de gran utilidad para los incas.

### La fundación de San Miguel

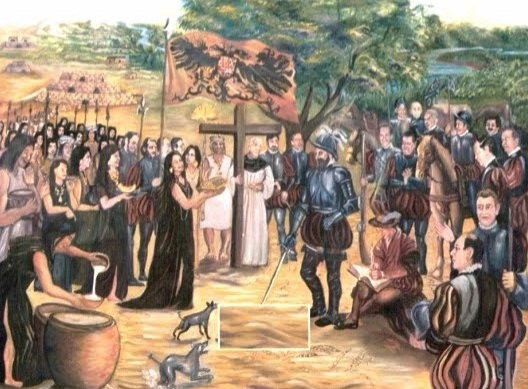
Retrato de la fundación de San Miguel de Tangarará por parte de Pizarro, primera ciudad española en el Perú.

Luego de apaciguar a Chira, Pizarro se dirigió a Tangarará o Tangarala, a orillas del río Chira, en donde se propuso fundar una villa. Se encomendó la exploración de la región al fraile dominico Vicente de Valverde.
La villa de San Miguel de Tangarará, fue fundada el 15 de agosto de 1532 (según el cálculo hecho por el historiador José Antonio del Busto). Se eligió ese lugar pues era muy fértil y se hallaba regularmente poblada de nativos; estaba a la margen derecha del río Chira, a unas 6 leguas de un lugar llamado Amotape y a 40 km del mar. Luego de la ceremonia se inscribieron como vecinos 46 conquistadores. Como su teniente de gobernador fue nombrado el contador Antonio Navarro y como alcaldes ordinarios al asturiano Gonzalo Farfán de los Godos y al castellano Blas de Atienza. Francisco Pizarro hizo el primer reparto de tierras y siervos indios entre los españoles que quisieron afincarse en la villa. Este primer reparto incluyó además de Piura, Tumbes, el más codiciado repartimiento, que le fue concedido a Hernando de Soto.
Tenía todas las apariencias de un pequeño pueblo español. Estaba dotado de una iglesia, una fortaleza y hasta una sala de audiencias, donde funcionaban distintas instituciones, cada una con sus propios administradores civiles o eclesiásticos. Este acto pretendía demostrar que la colonización de la región había comenzado.
Para validar mejor la posesión del distrito, Pizarro impuso a todos los habitantes el respeto a las leyes españolas, suscitando evidentemente un descontento generalizado que derivó, en algunos casos, en abierta rebelión. Sin embargo, los españoles no tenían la intención de soportar acciones hostiles y golpearon con una violencia despiadada.
San Miguel de Tangarará, actual ciudad de Piura, fue la primera ciudad española fundada en el Perú y en todo el hemisferio sur. Tiempo después, en 1588, su sede fue trasladada a donde se halla actualmente, en Tacalá, en el valle del río Piura.

### El miedo de los españoles
Los españoles siguieron recibiendo noticias sobre la riqueza y la inmensidad del imperio incaico. Así, supieron de la existencia, más al sur, en la costa, de Chincha, gran emporio comercial, marítimo y terrestre; y de la fabulosa ciudad del Cuzco, que se hallaba más adentro, en la sierra, capital del imperio. Sabían también que el inca Atahualpa, luego de vencer a su hermano Huáscar, se hallaba en Cajamarca, a doce o quince jornadas de San Miguel, a donde se llegaba cruzando una inmensa cordillera. El miedo cundió en algunos españoles, que querían regresar a Panamá. Cierto día se halló en la puerta de la iglesia de San Miguel un papel clavado donde estaba escrita una copla contra Pizarro. Se acusó de ser su autor a Juan de la Torre, uno de los trece de la fama, quien, sometido a tortura, confesó su responsabilidad, siendo condenado a muerte. Pero Pizarro le conmutó la pena y lo desterró, siendo embarcado en un navío mercante. Algunos años después se comprobó su inocencia y retornó al Perú.

### La marcha a Cajamarca

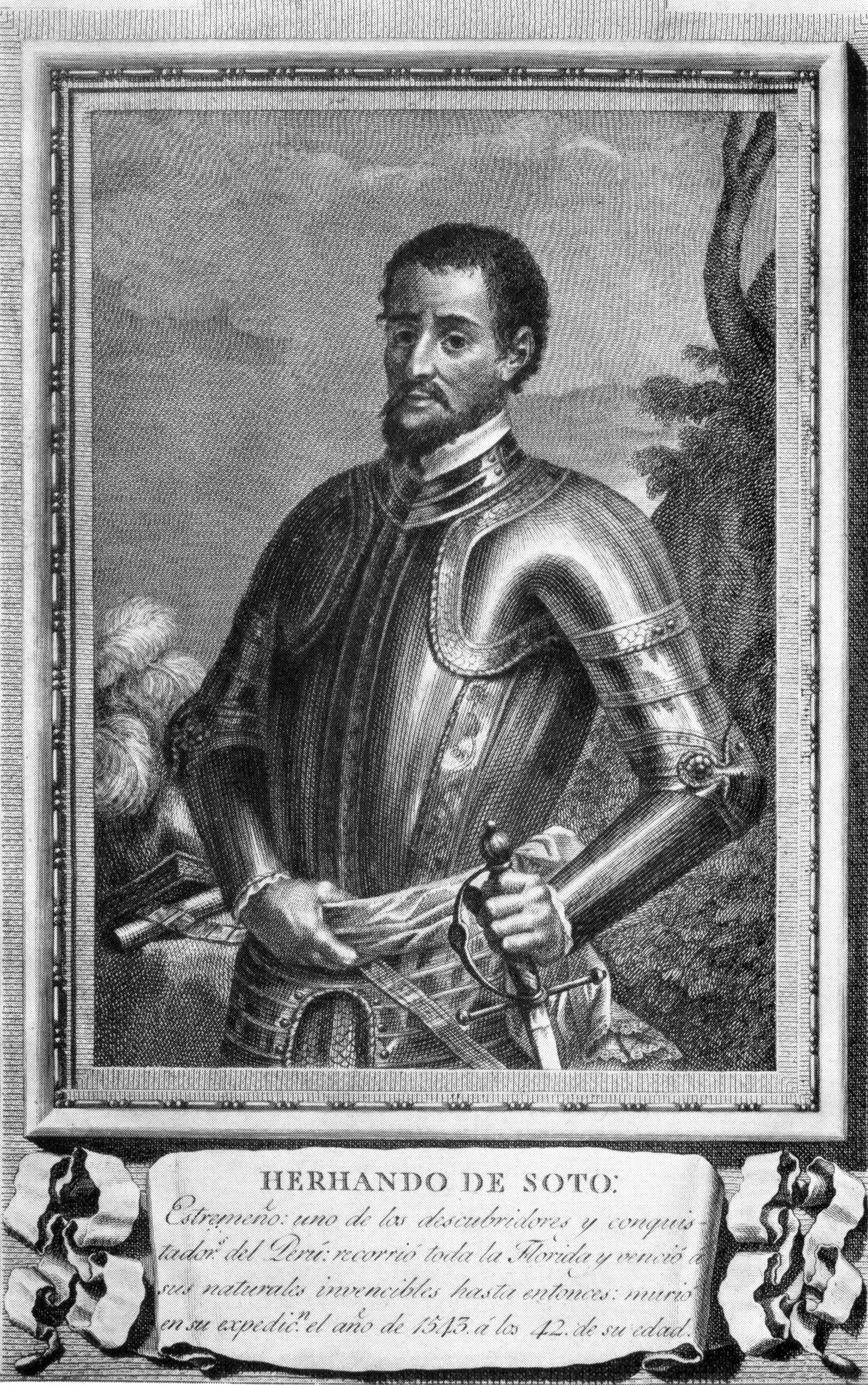
Hernando de Soto, fue uno de los embajadores españoles que se entrevistaron con el inca Atahualpa en Pultumarca o los Baños del Inca, cerca de Cajamarca.

Pizarro entendió que tenía que intervenir en la disputa si quería ganarse la confianza de uno de los dos contendientes. Por ahora, ese era su objetivo, salvo apuntar más alto si las circunstancias se lo permitían. El primero de los dos hermanos que lucharon por interesarse por los españoles fue Atahualpa. El señor de Quito envió una verdadera embajada, especialmente con el objetivo de recoger noticias sobre los extranjeros. No sabemos en cuál de los dos rivales decidió apoyarse Pizarro. Tal vez se inclinó hacia a Huáscar que pensó que era el ganador más probable, pero ciertamente no tenía simpatías preconcebidas cuando decidió escalar los Andes para encontrarse con Atahualpa.
Luego de dictar una serie de disposiciones y de reforzar su retaguardia, Pizarro emprendió la marcha a Cajamarca.
El cronista Jerez dice que Pizarro salió de San Miguel el 24 de septiembre de 1532. Pizarro cruzó el río Chira y luego de tres días de marcha, llegó al fértil valle del río Piura, donde se detuvo diez días. Descontando algunos que regresaron a San Miguel (a solicitud del teniente de gobernador de esa villa), la hueste de Pizarro quedó conformada por 62 jinetes y 102 infantes.
Pizarro partió de Piura el 8 de octubre de 1532. Ese mismo día envió una avanzada de 50 a 60 soldados, al mando de Hernando de Soto, hacia el pueblo de Caxas o Cajas, donde se decía que estaba el ejército de Atahualpa; de paso, Soto debía conseguir el vasallaje de los nativos. Soto llegó a Caxas el 10 de octubre, encontrando el poblado destruido y casi despoblado, enterándose de que todo ello era obra de los atahualpistas, que castigaron así al curaca del pueblo por ser huascarista. No obstante, los españoles hallaron depósitos de alimentos y ropas, y un acllahuasi con más de 500 acllas o vírgenes del Sol, que Soto repartió entre sus hombres. Fue entonces cuando apareció Ciquinchara, el espía inca enviado a Poechos, quien recriminó a Soto por su osadía; luego se presentó como embajador de Atahualpa, con la misión de ir a invitar a Pizarro para que fuese al encuentro con el Sapa Inca. Ciquinchara llevaba unos curiosos presentes para Pizarro: unos patos desollados y unas fortalecillas de piedra.
Soto partió de Caxas el 13 de octubre, acompañado de Ciquinchara, y llegó a Huancabamba, un pueblo con mejores edificios y una fortaleza de piedra bien labrada. Por allí pasaba el camino del Inca o Qhapaq Ñan, que causó asombro a los españoles por su grandeza y su buena fábrica, enterándose de que unía Quito con el Cuzco a lo largo de 300 leguas.
Mientras tanto, Pizarro llegó al pueblo de Pavur, en la orilla derecha del río Piura. Luego, pasando a la margen opuesta, el 10 de octubre llegó al pueblo o fortaleza de Zarán o Serrán, donde acampó para esperar a Soto, quien llegó el 16 de octubre. Ciquinchara se entrevistó con Pizarro para hacerle saber que el Inca «tiene la voluntad de ser su amigo, y esperalle en paz en Caxamarca». Luego de esto el embajador retornó donde Atahualpa llevando consigo unos regalos que enviaba con él Francisco Pizarro (una camisa blanca y muy fina, cuchillos, tijeras, peines y espejos de España) y para informarle que el jefe español «se apresuraría en llegar a Caxamarca y ser amigo del Inca».
Tras descansar ocho días en Serrán, Pizarro partió el 19 de octubre de 1532, continuando su marcha hacia Cajamarca. Pasó por los pueblos de Copis, Motupe, Jayanca y Túcume, en tierra de los lambayeque. El 30 de octubre llegó al pueblo de Cinto, cuyo curaca informó a Pizarro de que Atahualpa había estado en Huamachuco y de que se dirigía a Cajamarca con cincuenta mil hombres de guerra. Desde Cinto, Pizarro envió a un jefe tallán, de nombre Guachapuro, como su mensajero para hablar con Atahualpa, con algunos presentes (una copa de cristal de Venecia, borceguíes, camisas de Holanda, cuenta de vidrio y perlas). Cinto, unida posteriormente a Collique, sería el origen de la ciudad de Chiclayo.
El 4 de noviembre Pizarro prosiguió su marcha, pasando por Reque, Mocupe y Saña, esta última una población grande y con mucha comida, al pie de la sierra. Allí los españoles encontraron una bifurcación del camino. Uno de ellos llevaba a Chincha y el otro a Cajamarca. Algunos españoles opinaban que sería mejor ir a Chincha y postergar el encuentro con Atahualpa. Sin embargo, Pizarro decidió continuar hacia Cajamarca, aduciendo que ya el Inca sabía que había partido de San Miguel y que iba a su encuentro, habiéndole incluso enviado mensajes en ese sentido; cambiar la ruta haría creer a Atahualpa de que los españoles rehuían por cobardía. Asimismo, Pizarro quería capturar al principal líder indígena, siguiendo las recomendaciones de Hernán Cortés: "lo primero que hay que hacer es apoderarse del jefe, lo consideran como su dios y tienen poder absoluto. Con ello, los demás no saben qué hacer". Él mismo ya lo había experimentado en Coaque, Puná y Tumbes, y sabía que apresando un curaca y teniéndolo como rehén se ganaba mucho. En cambio, suelto, el curaca se convertía en enemigo peligroso.

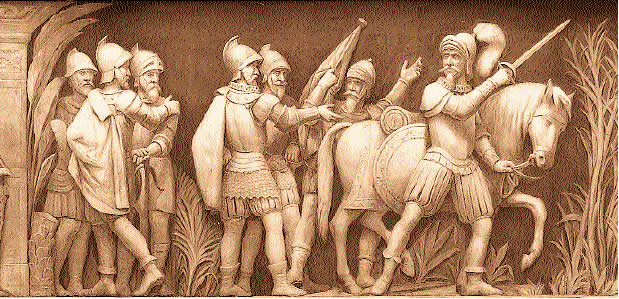
El conquistador español, Francisco Pizarro, al frente de su caballo en busca de El Dorado, la mítica tierra del oro.

El 8 de noviembre de 1532, los españoles empezaron a subir la cordillera. Pizarro decidió dividir su ejército en dos grupos: la vanguardia con él y cuarenta de a caballo y sesenta de a pie. El resto, al mando de Hernando Pizarro, formaría la retaguardia y se uniría a Pizarro cuando él lo indicase. Luego de un día de marcha, Pizarro mandó decir a su hermano Hernando que se le uniese para continuar el viaje juntos.
El camino serpenteaba entre impresionantes acantilados y cruzaba oscuros desfiladeros donde un puñado de hombres fácilmente podría haber obstruido el camino, pero no había el menor indicio de nativos armados. Atormentados por el intenso frío y preocupados por la suerte de los caballos, poco acostumbrados a caminar por senderos de cabras, los españoles avanzaban con cautela, cada vez más inquietos por el extraño comportamiento de Atahualpa y nada tranquilizados por los mensajes que este, de vez en cuando, enviaba.
El 9 de noviembre de 1532 Pizarro acampó en medio del frío de la sierra, donde recibió una embajada de Atahualpa, con diez llamas que el Inca había enviado como regalo y avisándole que este se hallaba hacía cinco días en Cajamarca. El 10 de diciembre Pizarro prosiguió su camino y acampó en un lugar que podría ser la actual población de Pallaques. Aquí recibió otra embajada del Inca, encabezada nuevamente por Ciquinchara, que traía otro obsequio de diez llamas, y ratificaba los informes de la anterior embajada, en el sentido de que Atahualpa se hallaba en Cajamarca, donde esperaba en son de paz a los españoles. Ciquinchara acompañó a Pizarro durante todo el camino a Cajamarca.
Pizarro continuó el viaje, llegando el 11 de noviembre a un lugar que posiblemente es la actual Llapa, donde descansó todo el día 12. El camino era muy fatigoso, por ser muy áspero, lleno de riscales y abismos.

### Pelea entre el mensajero y el embajador
El 13 de noviembre de 1532 regresó Guachapuro, el mensajero tallán que envió Pizarro ante Atahualpa. Cuenta Jerez que Guachapuro, viendo al embajador del Sapa Inca (Ciquinchara), arremetió contra él y lo cogió de las orejas, siendo separado por Pizarro, que le preguntó la razón de su agresión. Guachapuro dio las siguientes explicaciones: que el enviado del Sapa Inca era un mentiroso, que Atahualpa no estaba en Cajamarca sino en el campo (Baños del Inca) y tenía mucha gente de guerra acampadas en innumerables tiendas; que a él lo habían querido matar, pero se había salvado porque amenazó con que los embajadores de Atahualpa serían ajusticiados por Pizarro; que no permitieron que hablara directamente con el Inca, porque estaba ayunando, y se entrevistó, por fin, con un tío de Atahualpa, quien le requirió por los cristianos, siendo esta su respuesta:

«Y yo les dije que son valientes hombres y muy guerreros; que traen caballos que corren como viento y los que van en ellos, llevan unas lanzas largas, y con ellas matan a cuantos hallan, porque luego en dos saltos los alcanzan, y los caballos con los pies y bocas matan muchos. Los cristianos que andan a pie dije son muy sueltos, y traen en el brazo una rodela de madera con que se defienden y jubones fuertes colchados de algodón y unas espadas muy agudas que cortan por ambas partes, de cada golpe, un hombre por medio, y a una oveja (nota: llama) llevan la cabeza, y con ella cortan todas las armas que los indios tienen; y otras traen ballestas que tiran de lejos, que de cada saeteada matan un hombre y tiros de pólvora que tiran pelotas de fuego, que matan mucha gente».

Por su parte, Ciquinchara, un tanto asombrado de escuchar que un tallán hablara con tanto atrevimiento, replicó así: que si Atahualpa no estaba en Cajamarca era porque sus casas habían sido reservadas para aposentar a los cristianos; que Atahualpa se hallaba en el campo porque esa era su costumbre desde que estaba en guerra con Huáscar; que cuando el Sapa Inca ayunaba no dejaban que hablara con nadie más sino con su padre el Inti. Muy diplomáticamente, Pizarro, zanjó la discusión, dando a entender que no tenía por qué dudar de la intención pacífica de Atahualpa.

### Los españoles llegan a Cajamarca

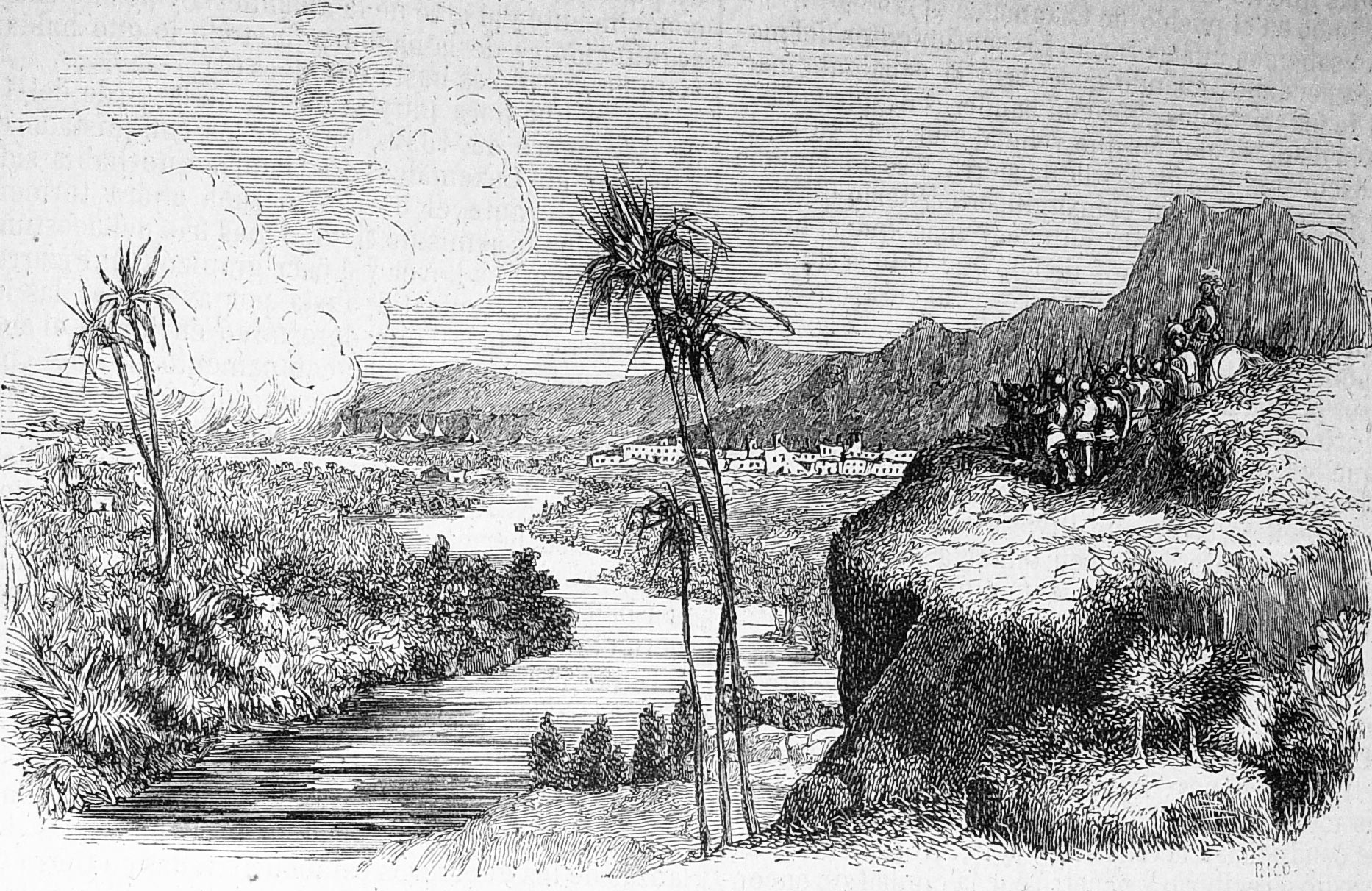
"El valle de Caxamalca". Grabado que aparece en la edición española de la obra de William H. Prescott, 1851.

Los españoles continuaron su camino. El 14 de noviembre, descansaron en Zavana, A falta de un solo día para llegar a Cajamarca. En Zavana recibieron otra embajada de Atahualpa, con comida. Estando a solo una legua de Cajamarca, «toda la gente y caballos se armaron, y el Gobernador los puso en concierto para la entrada del pueblo, e hizo tres haces de los españoles de pie y de caballo».
Los españoles divisaron Cajamarca desde las alturas de Shicuana, al noreste del valle. Era el mediodía del viernes 15 de noviembre de 1532. Habían caminado 53 días desde San Miguel de Tangarará.
El Inca Garcilaso de la Vega y Miguel de Estete aseguran que los españoles encontraron en Cajamarca «gente popular y algunos de la gente de guerra» de Atahualpa. Además, que fueron bien recibidos. Otros cronistas, como Jerez, aseguran que los españoles no encontraron gente en el poblado. Antonio de Herrera y Tordesillas dice que «sólo se veían en un extremo de la plaza unas mujeres que lloraban la suerte que el destino reservaba a los españoles que habían provocado la cólera del emperador indio»
Cuando Pizarro entró en Cajamarca, Atahualpa se encontraba a media legua de la ciudad, en Pultumarca o los Baños del Inca, donde había asentado su real, «con cuarenta mil indios de guerra», como cuenta Pedro Pizarro. Este campamento, conformado por extensas hileras de tiendas blancas, con miles de guerreros y servidores incas, apostados en la falda de una sierra, debió ofrecer una vista sorprendente a los conquistadores. El cronista soldado Miguel de Estete, testigo de los hechos, relata así sus impresiones:

Y eran tantas las tiendas... que cierto nos puso harto espanto; porque no pensamos que indios pudieran tener tan soberbia estancia, ni tantas tiendas, ni tan a punto; lo cual hasta allí en las Indias nunca se vio; que nos causó a todos los españoles harta confusión y temor…

### La embajada española ante Atahualpa

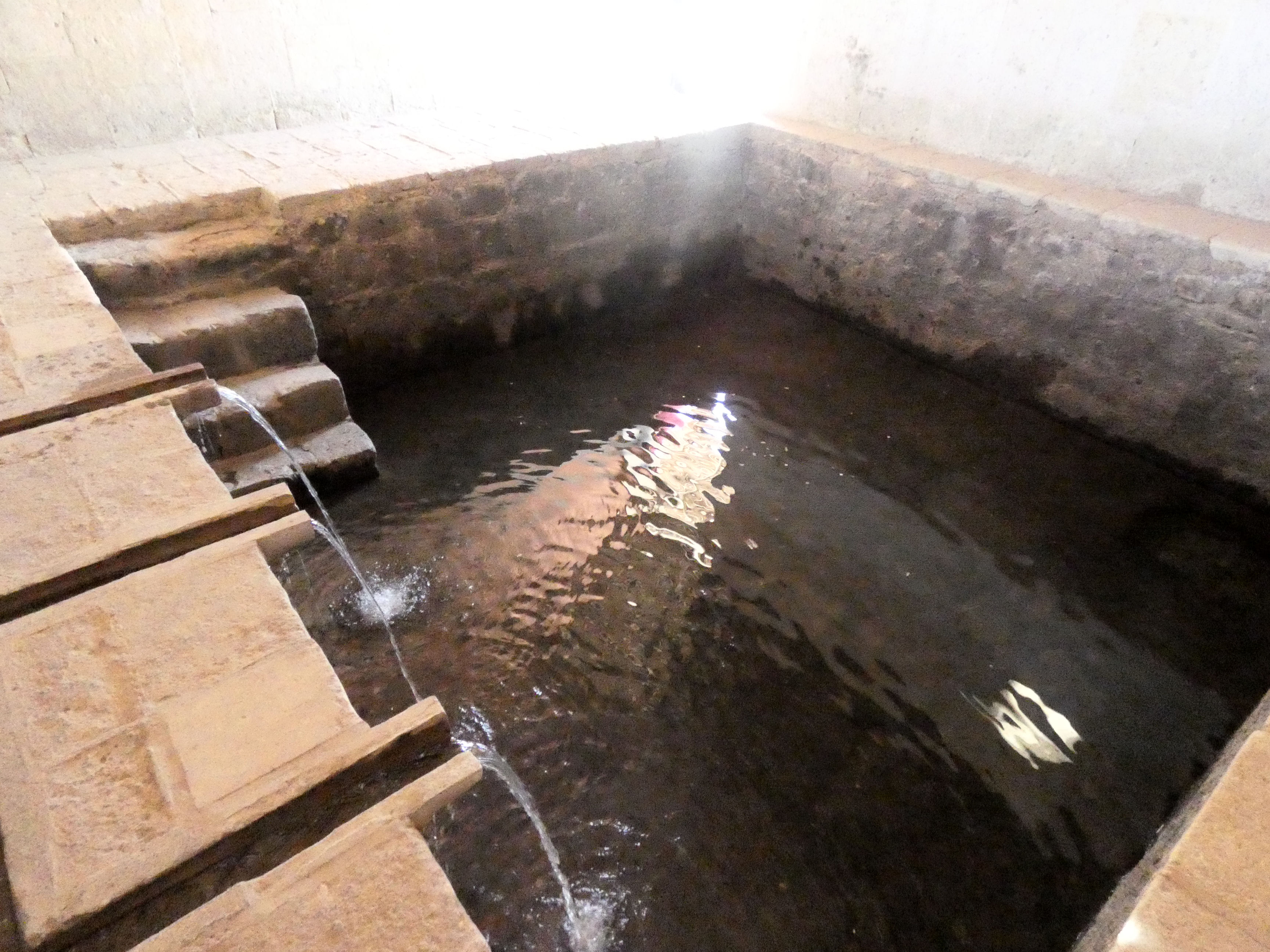
Fuente termal de los Baños del Inca. (Cajamarca)

Entrados en Cajamarca, Francisco Pizarro envió a Hernando de Soto con veinte jinetes y el intérprete Felipillo, como embajada para decirle a Atahualpa «que él venía de parte de Dios y del Rey a los predicar y tenerlos por amigos, y otras cosas de paz y amistad, y que se viniese a ver con él.» Soto se hallaba ya a medio camino, cuando Pizarro, viendo desde lo alto de una de las “torres” de Cajamarca el impresionante campamento del Inca, temió que sus hombres pudieran sufrir una emboscada y envió a su hermano Hernando Pizarro con otros veinte encabalgados más y el intérprete Martinillo.
Tras cruzar el campamento inca, Soto primero, y luego Hernando Pizarro, llegaron ante el palacete del Sapa Inca, situada en medio de un pradillo, custodiado por unos 400 guerreros incas. A través de los intérpretes, los españoles inquirieron la presencia del Inca, pero este demoró en salir, a tal punto que inquietó a Hernando, quien ofuscado, ordenó a Martinillo: «¡Decidle al perro que salga...!»
Tras el exabrupto de Hernando Pizarro, un orejón o noble inca salió del palacete a observar la situación y luego tornó al interior, informando a Atahualpa que se hallaba afuera el mismo español irascible que lo había golpeado en Poechos, sede del curacazgo de Maizavilca. En efecto, dicho orejón era Ciquinchara, el espía que había sido enviado por el Sapa Inca para que observara a los españoles, cuando estos todavía se hallaban en Poechos (en el actual departamento de Piura), ocasión en la que sufrió la ira de Hernando Pizarro. Atahualpa se animó entonces a salir, caminando hacia la puerta del palacete y procediendo a sentarse sobre un banco colorado, siempre tras una cortina que únicamente dejaba ver su silueta.
De inmediato, Soto se acercó a la cortina, aún encabalgado, y le presentó la invitación a Atahualpa, aunque éste ni siquiera lo miró. Más bien, se dirigió a uno de sus orejones y le susurró algunas cosas. Hernando Pizarro, muy irascible, perdió nuevamente los papeles y comenzó a vociferar una serie de cosas que acabaron por llamar la atención del Inca, que ordenó que le retirasen la cortina. Por primera vez, los españoles podían ver al señor del Tahuantinsuyo y los describieron como un indio de unos 35 años, de cabellos largos y mirada feroz, vestido con un traje multicolor, en cuya cabeza relucía una borla de rojo encarnado, la mascapaicha.
Atahualpa miró muy particularmente al osado que lo había llamado «perro», pero se dirigió a Soto, diciéndole que avisara a su jefe que al día siguiente iría a verlo en Cajamarca y que ahí deberían pagarle todo lo que tomaron durante su estancia en sus tierras.
Hernando Pizarro, sintiéndose desplazado, le dijo a Martinillo que le comunicara al Sapa Inca que entre él y el capitán Soto no había diferencia, porque ambos eran capitanes de Su Majestad española. Pero Atahualpa no se inmutó, mientras cogía dos vasos de oro, llenos de chicha o licor de maíz, que le alcanzaron algunas mujeres. Soto le comentó al Inca que su compañero era hermano del Gobernador. El Inca siguió mostrándose indiferente ante Hernando Pizarro, pero finalmente se dirigió a él, diciéndole que su capitán Maizavilca le había informado sobre la manera en que había humillado a varios caciques encadenándolos, y que, de otro lado, el mismo Maizavilca se vanagloriaba de haber matado a tres cristianos y a un caballo; a lo que el impulsivo Hernando contestó que Maizavilca era un bellaco y que él y todos los indios no podrían nunca matar cristianos ni caballos porque eran todos unas gallinas, y que si quería comprobarlo, que él mismo le acompañara en la guerra contra sus enemigos, para que viera cómo se batían los españoles. 
Luego, el Sapa Inca ofreció a los españoles los vasos de licor, pero aquellos, temerosos de que la bebida estuviera envenenada, se excusaron de tomarla, diciendo que estaban en ayuno. A lo que el Inca replicó diciendo que él también estaba ayunando y que el licor de ningún modo hacía romper el ayuno. Para que se disipara cualquier temor, el Inca probó un sorbo de cada uno de los vasos, lo que tranquilizó a los españoles, que bebieron entonces el licor. Soto, montado en su caballo, quiso enseguida lucirse y comenzó a galopar, haciendo cabriolas ante el Sapa Inca; de repente avanzó sobre el monarca como queriendo atropellarle, pero paró en seco. Soto quedó asombrado al ver que el Inca había permanecido inmutable, sin hacer el menor gesto de miedo. Algunos de los servidores del Inca mostraron temor y por ello fueron castigados. Atahualpa ordenó luego traer más bebida y todos bebieron. Finalizó la entrevista con la promesa de Atahualpa de ir al día siguiente a encontrarse con Francisco Pizarro.
El Sapa Inca, una vez que se fueron los españoles, ordenó que veinte mil soldados imperiales se apostasen en las afueras de Cajamarca, para capturar a los españoles: estaba seguro de que al ver tanta gente, los españoles se rendirían. Atahualpa ideó un plan para capturar a los españoles poniendo a cargo a Rumiñahui para que lo ejecutara. Sin embargo, Rumiñahui huyó cuando se produjo la captura de Atahualpa.

### Captura de Atahualpa

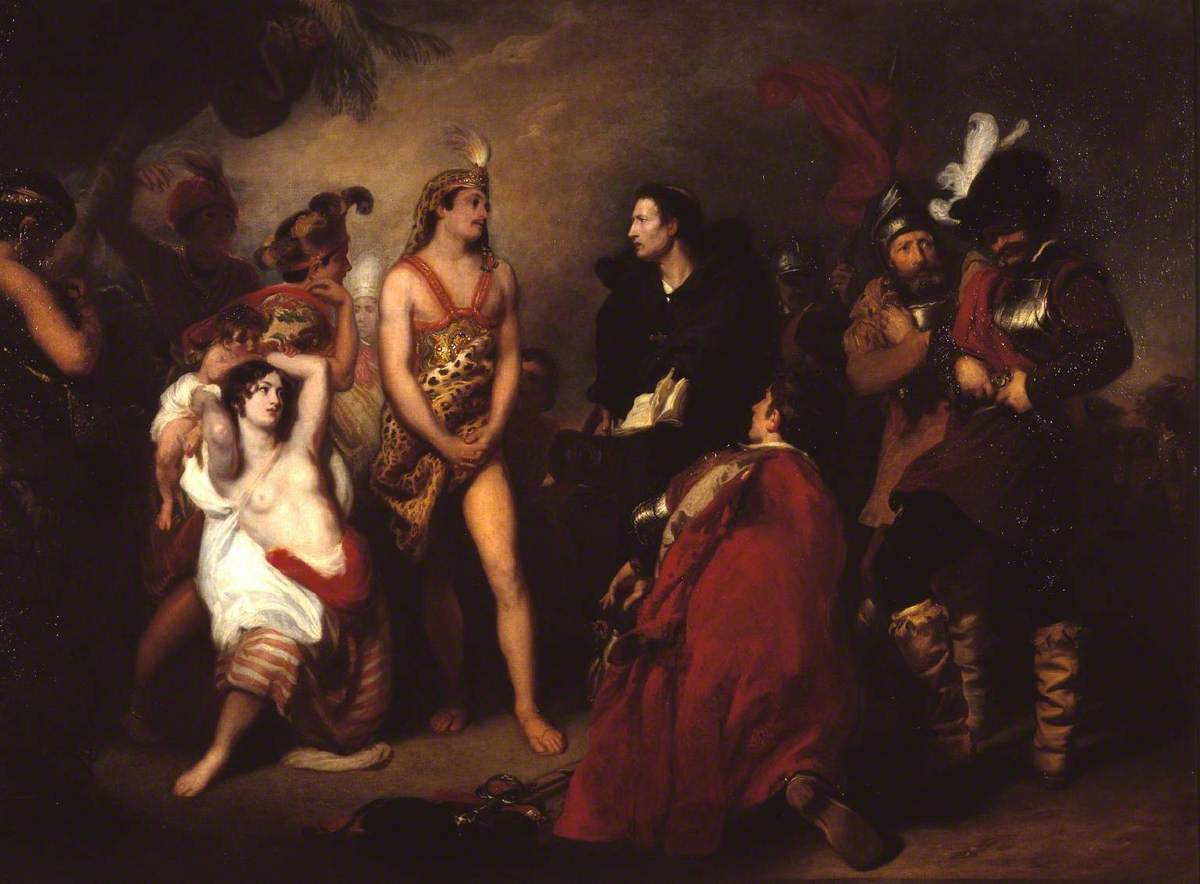
La primera entrevista entre españoles y peruanos, pintura de Henry Perronet Briggs que representa el encuentro entre Atahualpa y el fray Vicente de Valverde.

La hueste española constaba de 165 hombres de guerra:  63 jinetes, 93 infantes, 4 artilleros, 2 arcabuceros y 2 trompetas. Además de Pizarro, únicamente Soto y Candía eran soldados de profesión. Contaban además con tres intérpretes indígenas: Felipillo, Francisquillo y Martinillo. Los esclavos negros y nicaraguas venidos con los españoles eran muy pocos y debieron actuar solo como escuderos. No tenían perros de guerra, pues estos se habían quedado en San Miguel.
Era inevitable que en la noche del 15 de noviembre de 1532, previa al encuentro con el Sapa Inca, cundiera el miedo entre la tropa española. Pedro Pizarro dice: «Pues estando así los españoles, fue la noticia a Atahualpa, de indios que tenía espiando, que los españoles estaban metidos en un galpón, llenos de miedo, y que ninguno aparecía por la plaza. Y a la verdad el indio la decía porque yo oí a muchos españoles que sin sentirlo se orinaban de puro temor».  Los conquistadores a las órdenes de Pizarro velaron armas durante la noche, Francisco Pizarro sobre la base de los largos relatos que le hacía Hernán Cortés sobre la conquista de los mexicas, tenía en mente capturar al Inca imitando a Cortés en México.

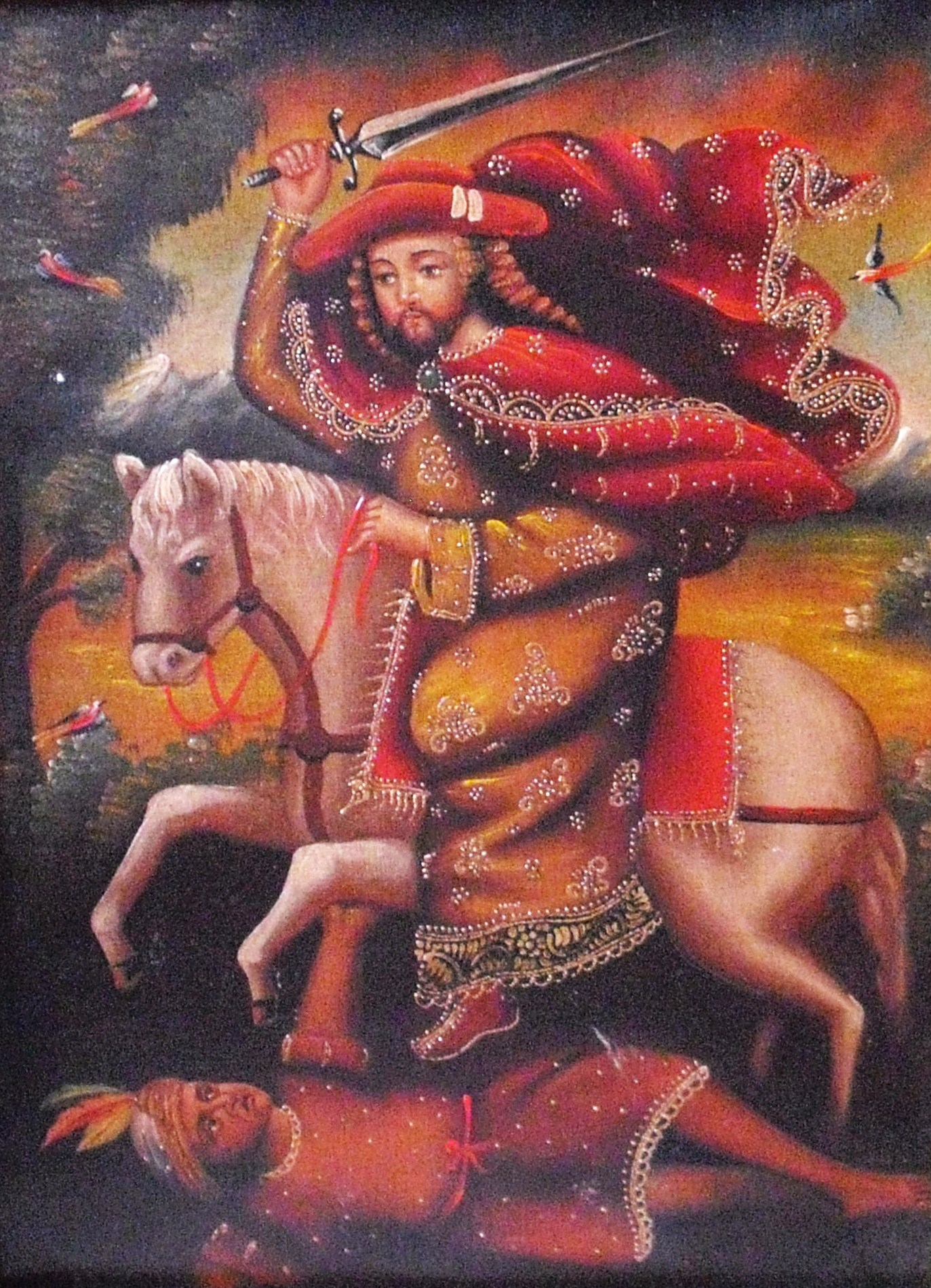
Esta imagen representa a Santiago Mataindios, una extensión en América de Santiago Matamoros (santo que ayudó a España contra los musulmanes). Para animar a sus tropas, los conquistadores decían que en los momentos más difíciles llegaba al apoyo divino. El grito de batalla era "Santiago, a ellos".

Pizarro dispuso que el griego Pedro de Candía se colocase en lo más alto de la fortalecilla o tambo real, en el centro de la plaza, con dos o tres infantes y dos falconetes o cañones pequeños, adjuntándoles además dos trompetas. A los de caballo los dividió en dos fracciones, al mando de Hernando de Soto y de Hernando Pizarro, respectivamente. La infantería también fue dividida en dos fracciones, una al mando de Francisco Pizarro y la otra al mando de Juan Pizarro. Todos debían estar escondidos en los edificios que rodeaban la plaza, esperando la llegada del Inca y hasta escuchar la señal de ataque. Esta sería un arcabuzazo disparado por uno de los que estaban con Pizarro, y el sonoro grito de ¡Santiago!. Si por alguna razón el disparo no fuera oído por Candia, se agitaría un pañuelo blanco como señal para que el griego disparara su falconete e hiciera sonar las trompetas (los trompeteros eran Juan de Segovia y Pedro de Alconchel). La orden era causar estragos entre los indios y capturar al Sapa Inca.
Antes de entrar en combate, Pizarro en forma de arenga alentó a sus hombres:

Tened todos ánimo y valor para hacer lo que espero de vosotros y lo que deben hacer todos los buenos españoles y no os alarméis por la multitud que dicen tiene el enemigo, ni por el número reducido en que estamos los cristianos. Que aunque fuésemos menos y el enemigo contrario fuese más numeroso, la ayuda de Dios es mayor todavía, y en la hora de la necesidad Él ayuda y favorece a los suyos para desconcertar y humillar el orgullo de los infieles y atraerles al conocimiento de nuestra Santa Fe.

Los cronistas fijan las cuatro de la tarde como la hora en que Atahualpa ingresó a la plaza de Cajamarca, pensado que su ejército de 20.000 hombres sería suficiente para que los españoles se retiraran sin luchar, sus hombres no estaban armados. Miguel de Estete dice: «A la hora de las cuatro comienzan a caminar por su calzada delante, derecho a donde nosotros estábamos; y a las cinco o poco más, llegó a la puerta de la ciudad». El Inca comenzó su entrada en Cajamarca, antecedida por su vanguardia de cuatrocientos hombres, ingresó a la plaza con toda su gente, en una «litera muy rica, los cabos de los maderos cubiertos de plata...; la cual traían ochenta señores en hombros; todos vestidos de una librea azul muy rica; y él vestido su persona muy ricamente con su corona en la cabeza y al cuello un collar de esmeraldas grandes; y sentado en la litera en una silla muy pequeña con un cojín muy rico». Por su parte, Jerez señala: «Entre estos venía Atahualpa en una litera aforrada de plumas de papagayos de muchos colores, guarnecida de chapas de oro y plata». Detrás del Sapa Inca venían otras dos literas, donde iban dos personajes importantes del Imperio: uno de ellos era el Chinchay Cápac, el gran señor de Chincha, y el otro probablemente era el Chimú Cápac o gran señor de los chimúes (otros dicen que era el señor de Cajamarca). Los guerreros incas que ingresaron al recinto se calcula en número de 6.000 a 7.000 y ocupaban media plaza.

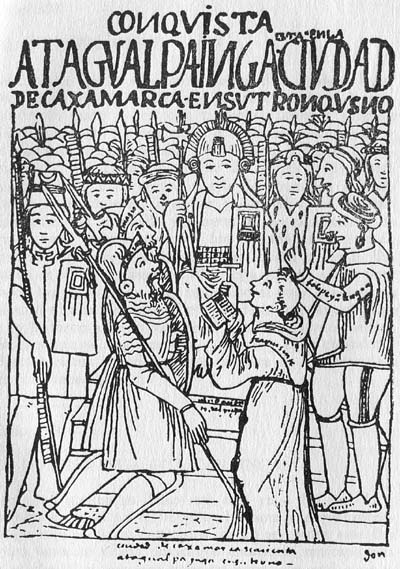
Dibujo de Guamán Poma de Ayala que representa a Atahualpa en Cajamarca, sentado en su trono o usno y acompañado de sus guerreros. Delante de él están Francisco Pizarro y el padre Vicente de Valverde.

Francisco Pizarro envió ante el Sapa Inca al fraile dominico, fray Vicente de Valverde, al soldado Hernando de Aldana y al intérprete Martinillo. Ante el Inca, el fraile Valverde hizo el requerimiento formal a Atahualpa de abrazar la fe católica y someterse al dominio del rey de España, al mismo tiempo que le entregaba un breviario o un Evangelio de la Biblia. El diálogo que siguió es narrado de forma diferente por los testigos. Según algunos cronistas, la reacción del Sapa Inca fue de sorpresa, curiosidad, indignación y desdén. Atahualpa abrió y revisó el evangelio minuciosamente. Al no encontrarle significado alguno, lo tiró al suelo, mostrando singular desprecio. La reacción posterior de Atahualpa fue decirle a Valverde que los españoles devolviesen todo lo que habían tomado de sus tierras sin su consentimiento, reclamándoles en especial las ropas que habían tomado de sus almacenes; que nadie tenía autoridad para decirle al Hijo del Sol lo que tenía que hacer y que él haría su voluntad; y finalmente, que los extranjeros «se fuesen por bellacos y ladrones»; en caso contrario los mataría.
Lleno de miedo, el fraile Valverde corrió donde Pizarro, seguido de Aldana y el indio intérprete, al tiempo que gritaba al jefe español: «¡Qué  hace vuestra merced, que Atabalipa está hecho un Lucifer!». Luego, Valverde le contó que el “perro” (idólatra) había arrojado el evangelio a tierra, por lo que prometió la absolución a todo aquel que saliera a combatirlo.

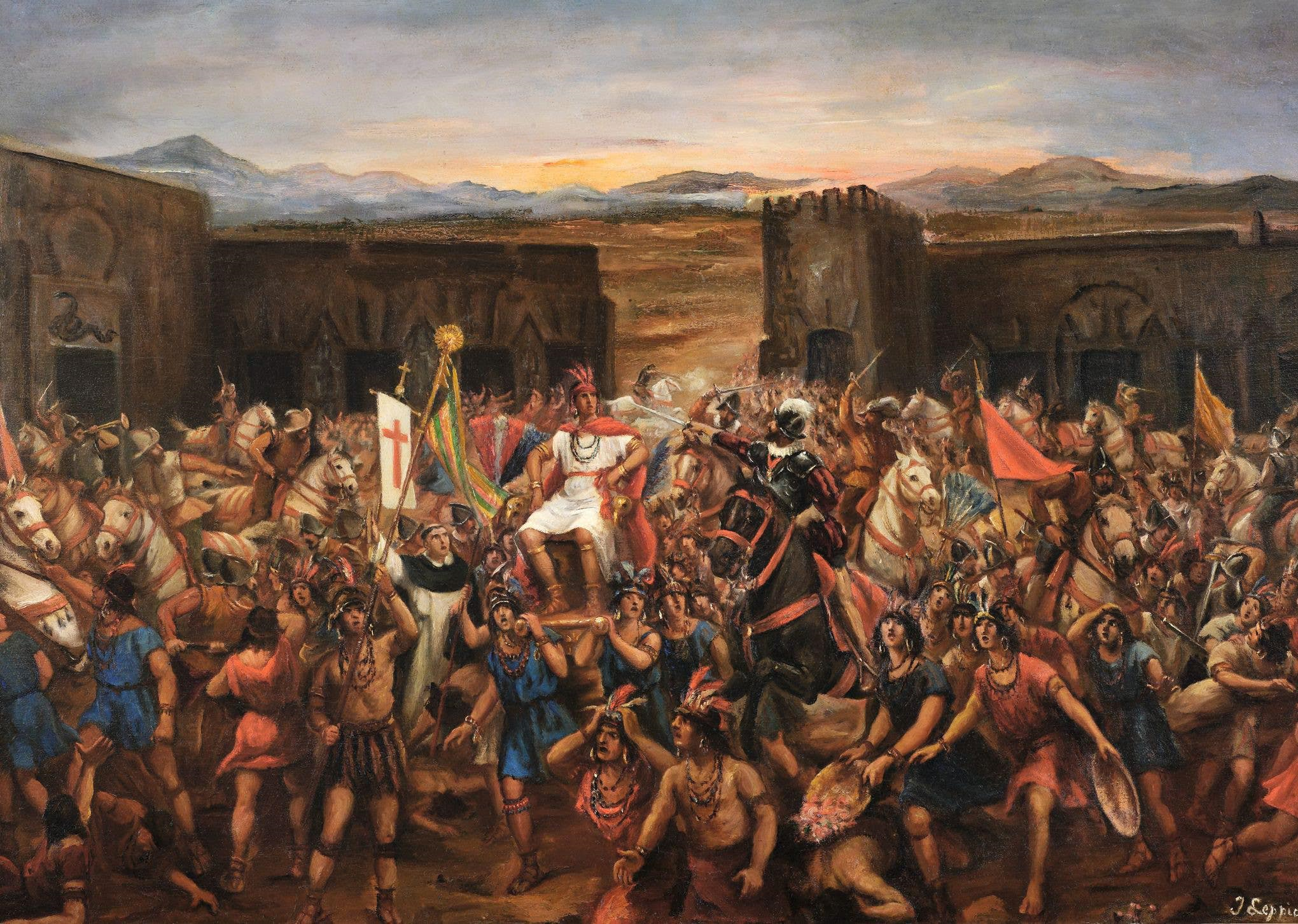
Óleo de Juan B. Lepiani que representa la captura de Atahualpa en Cajamarca.

A una señal de Francisco Pizarro se puso en marcha lo planificado. Candía disparó su falconete, tocaron las trompetas y salieron los jinetes al mando de Hernando de Soto y de Hernando Pizarro. Los caballos fueron los que causaron más pánico a los indígenas, que no atinaron a defenderse y solo pensaron en huir de la plaza; tal era la desesperación, que formaron pirámides humanas para llegar a lo alto del muro que circundaba la plaza, muriendo muchos asfixiados por la aglomeración. Hasta que finalmente, debido a la tremenda presión, el muro se derrumbó, y por encima de los muertos aplastados, los sobrevivientes huyeron por la campiña. Tras ellos se lanzaron los jinetes españoles, dando alcance y matando a todos los que pudieron.
Mientras tanto, en la plaza de Cajamarca, Francisco Pizarro buscaba el anda del Sapa Inca, mientras que Juan Pizarro y los suyos cercaban al Señor de Chincha y lo mataban en su litera. Los españoles arremetieron especialmente contra los nobles y curacas, que se distinguían por sus libreas (uniformes) con escaques de color morado. «Otros capitanes murieron, que por ser gran número no se hace caso de ellos, porque todos los que venían en guarda de Atahualpa eran grandes señores.» (Jerez). Entre esos capitanes del Inca que cayeron ese día figuraba Ciquinchara, el mismo que había oficiado de embajador ante los españoles durante el trayecto entre Piura y Cajamarca.

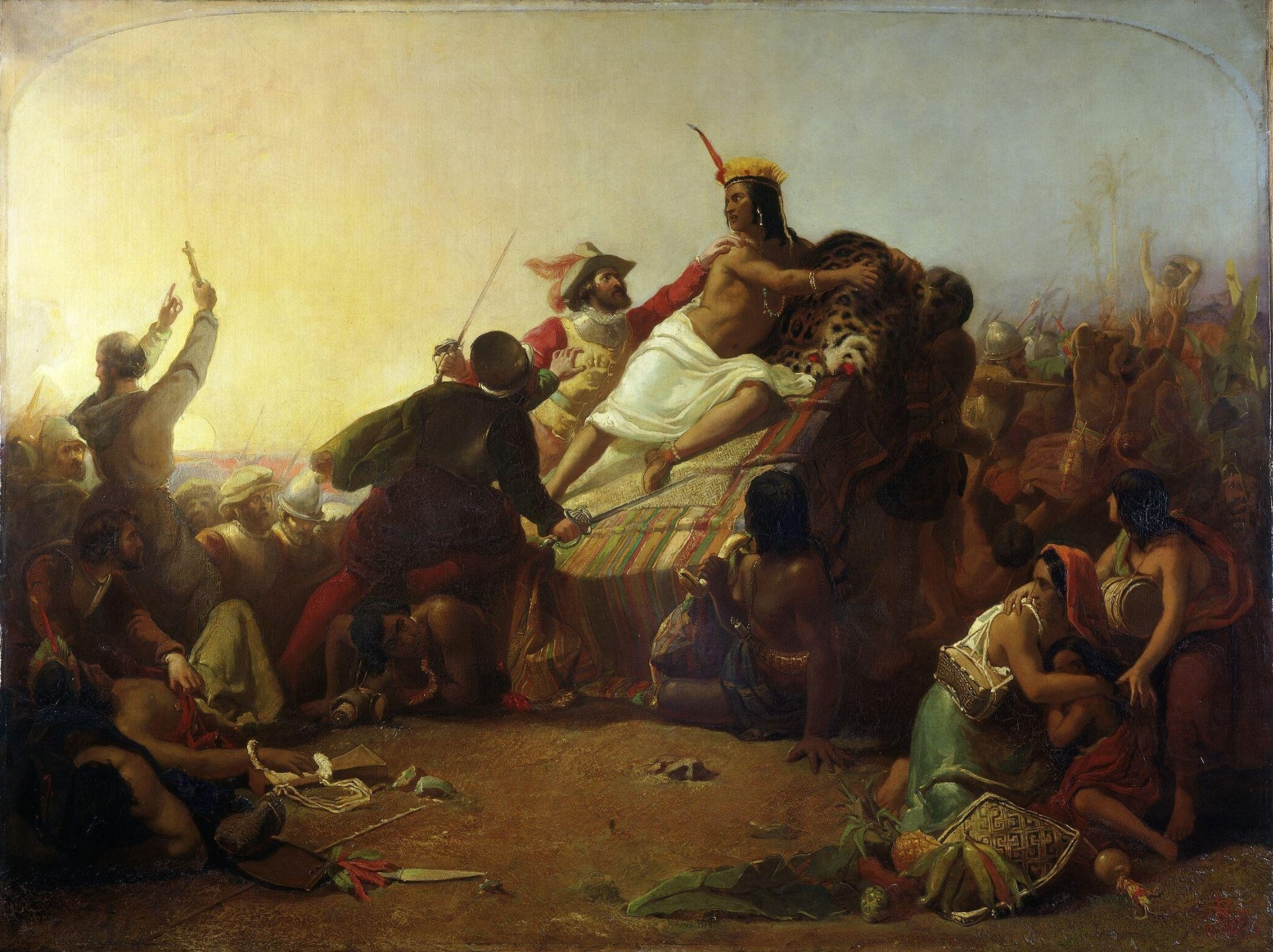
Pintura que representa a Francisco Pizarro en el momento en que captura a Atahualpa, evitando su muerte a manos de un soldado español.

Igual suerte hubiera corrido Atahualpa, de no ser por la intervención de Francisco Pizarro. Sucedía que los españoles no podían derribar la litera del Sapa Inca, a pesar de que mataban a los portadores, pues cuando estos caían, otros cargadores de refresco se apresuraban a reemplazarlos. Así estuvieron forcejeando gran tiempo; un español quiso herir al Inca de un cuchillazo, pero Pizarro se interpuso a tiempo, gritando que «nadie hiera al indio so pena de la vida... »; se dice que en ese forcejeo, el mismo Pizarro sufrió una herida en la mano. Al fin cayó el anda y el Sapa Inca fue capturado, siendo llevado preso a un edificio, llamado Amaru Huasi.
La razón de porque Pizarro quería vivo a Atahualpa fue, aparte de la influencia de una mentalidad propia del caballerismo medieval, por cuestiones implícitas de Protocolos con el soberano, el cual era merecedor de respeto por sus derechos señoriales y que se mantenga representando a sus súbditos en los acuerdos y pactos venideros. También influyo los dictámenes de la propia Corona Española y las Leyes de Burgos que reconocían a los indios con naturaleza jurídica de hombre libre cuyas tradiciones e instituciones debían ser respetadas por sus derechos como personas humanas (incluido su derecho a poder organizarse en sociedad con su propia Civitas). La figura del Inca era garantía para establecer el nuevo orden para integrar su gobernación a la Monarquía.

"La conquista no podía ser sino violenta, sin duda, como lo habían sido las conquistas romanas. Pero, paralelamente la Corona española pensaba que debía intentarse tender puentes que permitieran comunicar a invasores e invadidos, guardando los respetos correspondientes. Es así como el Conquistador Francisco Pizarro, si bien detiene al Inca Atahualpa en tanto que líder político vencido en una guerra, intenta familiarizarse con él posiblemente con el propósito de afirmar el poder español sin derrocar el poder inca (...) desde la perspectiva del programa imperial antes mencionado, Pizarro necesitaba un Inca para desarrollar su modelo político-social. Por ese motivo, de inmediato reconoce como inca a Túpac Huallpa, también llamado Toparpa, quien era el hijo mayor cuzqueño de Huayna Cápac, padre de Atahualpa. Sin embargo, éste muere en el camino entre Cajamarca y el Cuzco. Ya en esta ciudad, reconoce como Inca a otro hijo de Huayna Capac, llamado Manco Inca Yupanqui. Paralelamente, a este reconocimiento inicial de la vigencia del sistema político inca, la Corona española reconoce también la existencia de una nobleza inca que debía actuar como un puente con la república de españoles a nivel de las clases más altas de uno y otro lado. Y es así como se producen matrimonios entre los conquistadores y la nobleza incaica"
Fernando de Trazegnies

Jerez calcula en 2000 los muertos en Cajamarca, todos nativos, quienes durante la media hora que duró la masacre no se defendieron (muchos murieron aplastados por sus compañeros en el intento de huida), por lo que a dicha carnicería es equivocado llamarla “batalla”.

### Reparto del botín
Tras la victoria en Cajamarca los vencedores se repartieron el botín de guerra en Pultumarca o los Baños del Inca. El soldado cronista Estete dice: «... todas esas cosas de tiendas y ropas de lana y algodón eran en tan gran cantidad que a mi parecer fueran menester muchos navíos en que cupieran». Otro cronista dice: «...el oro y la plata y otras cosas de valor se recogió todo y se llevó a Cajamarca y se puso en poder del Tesorero de Su Majestad.» Jerez nos dice: «el oro y plata en piezas monstruosas y platos grandes y pequeños, y cántaros y ollas o braseros y copones grandes y otras piezas diversas. Atahualpa dijo que todo esto era vajilla de su servicio, y que sus indios que habían huido habían llevado otra mucha cantidad». Fueron los primeros trofeos de importancia que tomaron los españoles.
Los metales preciosos llegaron a sumar ochenta mil pesos en oro y siete mil marcos en plata; también encontraron catorce esmeraldas. A su vez, Francisco López de Gomara señala que «ningún soldado se enriqueció tanto en tan poco tiempo y sin riesgo» aunque agrega «nunca se jugó de esa manera, pues hubo muchos que perdieron su parte a los dados.»
Era tanto el botín, que los españoles, al volver a Cajamarca, decidieron solo llevarse las piezas de oro y plata, dejando todo lo demás. Para tal fin, comenzaron a tomar prisioneros entre los nativos, pero, ante su asombro, vieron que estos se ofrecían voluntariamente para realizar la labor de cargueros, llevando a sumar miles. Todos ellos se reunieron en la plaza de Cajamarca; allí, Francisco Pizarro les habló por medio de un intérprete, diciéndoles que el Sapa Inca se hallaba vivo, pero que era su prisionero. Luego, viendo que los indígenas eran pacíficos, ordenó que los liberaran. Sucedía que todos esos pobladores eran huascaristas, partidarios de Huáscar, y por lo tanto, enemigos de Atahualpa, y como tales, se hallaban agradecidos con los españoles, a quienes veían como aliados. De entre ellos Pizarro escogió a los más fuertes para que sirvieran de cargadores; también separó a las nativas más jóvenes y bellas, destinadas a ser las sirvientas de los españoles.

### Atahualpa ofrece un rescate

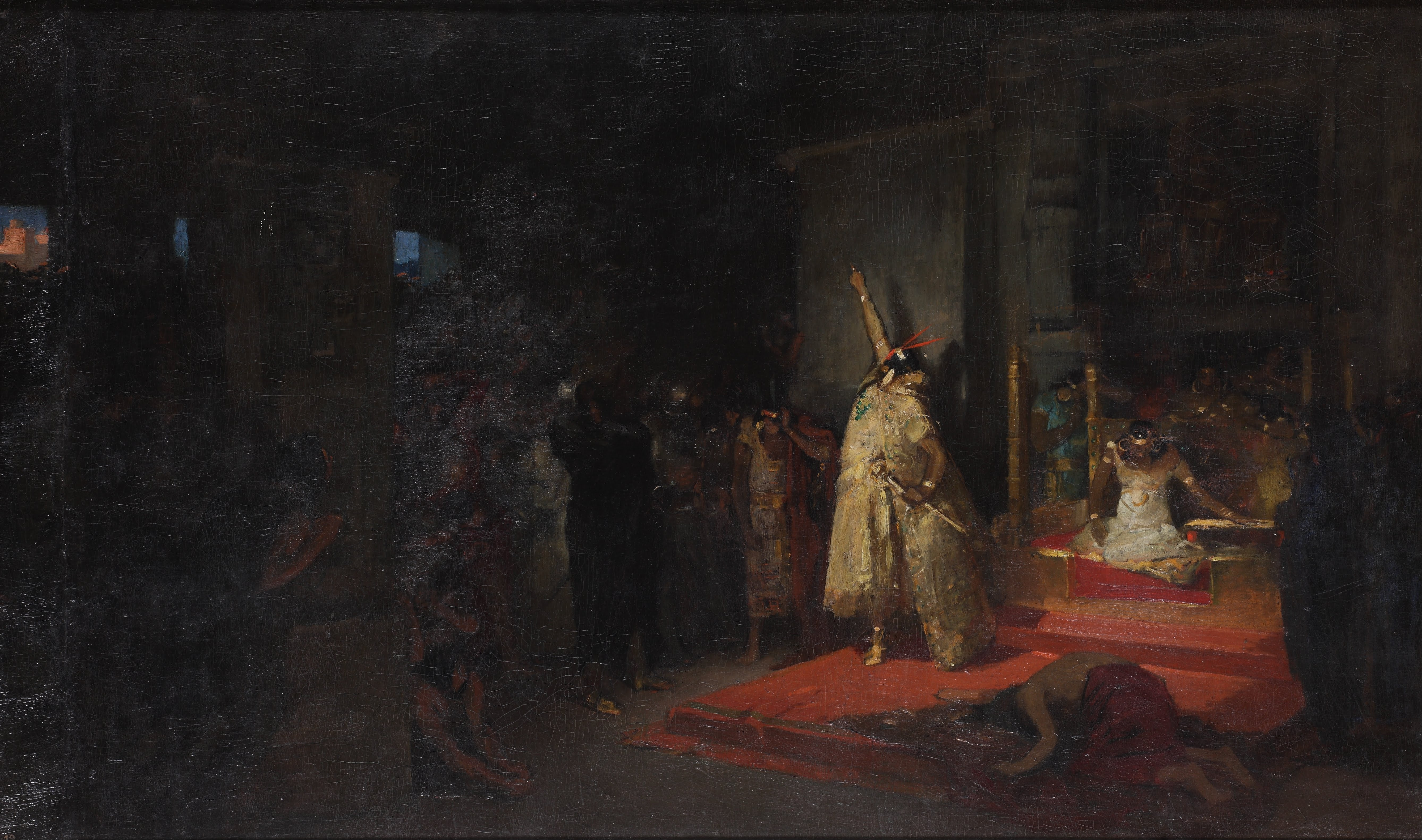
El Rescate de Atahualpa, pintura de Carlos Baca-Flor que representa las negociaciones de Atahualpa en donde el inca está contabilizando la cantidad de oro y plata «hasta donde alcanzara su mano».

Los relatos que nos han dejado los cronistas españoles y en especial los de Pedro Pizarro, que pudo entrevistar al soberano durante su encarcelamiento, permiten conocer las fuertes emociones que sufrió tras las traumáticas situaciones del enfrentamiento en la plaza de Cajamarca.
Una vez conducido al recinto de una casa estrecha, Atahualpa había temido por su vida. Cada vez que un soldado español aparecía en el umbral de su celda, se ponía rígido ante la expectativa de un golpe fatal, pero el tiempo pasaba y nadie lo ofendía. Finalmente apareció Pizarro y, a través de un intérprete, le dijo que se preparara para disfrutar con él de una sencilla cena. El Inca se esforzó por mantener durante toda la velada un porte lo más digno posible, respondiendo en pocas palabras a las muchas preguntas que le hacían. Mientras tanto, estudiaba a sus interlocutores.
Estando en prisión Atahualpa, recibía en visita a los curacas que le traían obsequios, en oro y plata. El Inca se dio cuenta entonces de que esos metales preciosos tenían para los españoles otro valor, diferente, al que él y su pueblo le daban. También se dio cuenta y se convenció de que la única forma de salvarse era ofreciéndoles gran cantidad de oro y plata. Y así lo hizo. Le propuso a Francisco Pizarro que le daría, a cambio de su libertad, una sala llena, hasta donde alcanzaba su mano alzada, con diversas piezas de oro: cántaros, ollas, tejuelos, etc.; y dos veces la misma sala llena de objetos de plata. La sala, conocida ahora como el Cuarto del Rescate, medía 22 pies de largo y 17 de ancho (datos de Jerez). Atahualpa prometió que cumpliría en reunir toda esa cantidad de metales preciosos en un plazo de dos meses. 
Pizarro, incrédulo, no había pensado en un rescate y aún estudiaba cómo sacar el mejor provecho de su prisionero real. Evidentemente, el encarcelamiento hirió al gobernante inca y le provocó alucinaciones. Sin embargo, al ver que el Inca persistía, le siguió el juego, tal vez pensando que aunque solo obtuviera una cantidad mínima de oro, sería mejor que nada. Para evitar dudas, Pizarro hizo venir a un notario y se estipuló un contrato en toda regla.

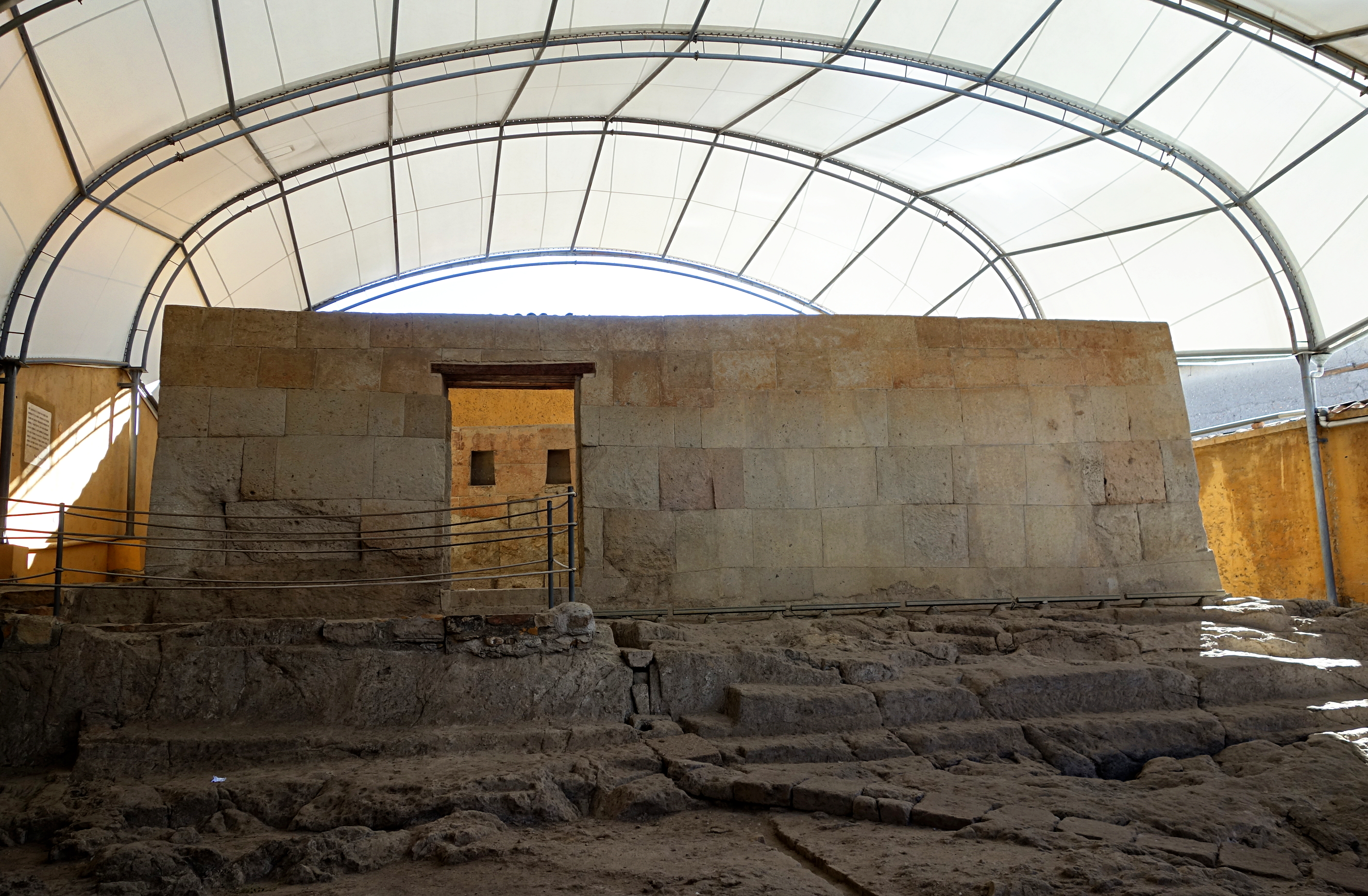
El Cuarto del Rescate (Cajamarca), habitación donde estuvo prisionero Atahualpa.

Pizarro comenzó a tomar una serie de providencias; reforzó la seguridad de Cajamarca, con obras civiles, en las cuales trabajaron «muchos indios huascaristas». La vigilancia se hizo permanente, por rondas, de 50 soldados de a caballo, durante el día y gran parte de la noche. Durante las madrugadas, era de 150 de a caballo, amén de los espías, informantes y vigías de pie; indios y españoles.
El primer cargamento de oro ofrecido por Atahualpa llegó del sur y lo trajo un hermano del Inca, «trájole unas hermanas y mujeres de Atahualpa, y trajo muchas vasillas de oro; cántaros y ollas y otras piezas y mucha plata, y dijo que por el camino venía más; que como es tan larga la jornada, cansan los indios que lo traen y no pueden llegar tan aína; que cada día entrará más oro y plata de los que quedan más atrás». «Y así, entran algunos días veinte mil, y otras veces treinta mil, y otras cincuenta, y otras sesenta mil pesos de oro en cántaros y ollas grandes de tres arrobas y de a dos, y cántaros y ollas grandes de plata y otras muchas vasijas». Pizarro, cambiado de percepción, iba acumulando esas piezas en uno de los aposentos donde estaba Atahualpa, «hasta que cumpla su promesa».
Sin embargo, los soldados españoles comenzaron a murmurar que, al ritmo que iba la recolección, no se llenarían los cuartos o galpones en el plazo fijado. Al darse cuenta de esos comentarios, Atahualpa propuso a Pizarro que, para agilizar el acarreo del oro y la plata, enviara a sus soldados, tanto al santuario de Pachacámac, que se encontraba a «diez jornadas al sur», como a la ciudad del Cuzco, capital del Imperio, lugares que estaban repletos de esas riquezas. Pizarro aceptó la propuesta.

### El avance de Almagro
Mientras ocurrían los sucesos de Cajamarca, arribaron al puerto de Manta (actual Ecuador) seis navíos. El 20 de enero de 1533, Pizarro recibió mensajeros enviados desde San Miguel de Tangarará, avisándole de tal arribo. Tres de las naves mayores venían de Panamá, al mando de Diego de Almagro, con 120 hombres. Las otras tres carabelas llegaron de Nicaragua, con 30 hombres más. En total desembarcaron 150 hombres, además de 84 caballos, refuerzo apreciable para la empresa de la conquista. El curaca de Tumbes entró en rebeldía, mas no levantó a su gente.
Se iniciaba una nueva etapa de la conquista, que fue más de consolidación del triunfo que habían tenido en la plaza de Cajamarca y de reparto del primer botín de guerra. A Francisco Pizarro debió preocuparle no sólo la presión de sus hombres para el reparto del oro y la plata, sino la presión que debían estar recibiendo sus socios en Panamá y Nicaragua para el pago de los fletes y demás pertrechos, para demostrar el éxito de su empresa y poder así reclutar más gente para la empresa, gente que por otro lado debía necesitar con suma urgencia, dada la escasez de hombres con que contaban.

### Expedición a Pachacámac
Siguiendo el consejo de Atahualpa para apresurar la recolecta del oro y la plata, Pizarro envió a un grupo de españoles a Pachacámac, en la costa del valle de Lima; se trataba de un célebre santuario de origen preinca, sede de un oráculo de prestigio, donde iban en peregrinación los nativos. La expedición a Pachacámac estuvo al mando de Hernando Pizarro; lo conformaban 14 jinetes, 9 infantes y un número indeterminado de cargueros indígenas. Entre los expedicionarios se hallaba Miguel de Estete, quien escribiría una Relación de este viaje. Para que les sirvieran de guías, Atahualpa entregó a los españoles al gran sacerdote de Pachacámac y otros cuatro sacerdotes menores; también fueron en la expedición cuatro orejones o nobles incaicos. Atahualpa no sentía ningún respeto por el dios Pachacámac, pues, en una ocasión, no acertó en uno de sus oráculos consultados con respecto a su persona, durante la guerra contra Huáscar.
La expedición partió de Cajamarca el 5 de enero de 1533 y siguió el camino real o Qhapaq Ñan. La primera escala importante fue Huamachuco. Luego siguieron por el Callejón de Huaylas, Huaylas, Huaraz y Recuay, bajando a la costa. Pasaron luego por la fortaleza de Paramonga, Barranca y Chancay, y entrando al valle de Lima, se detuvieron en el pueblo de Surco, antes de llegar a Pachacámac, el 2 de febrero de 1533.

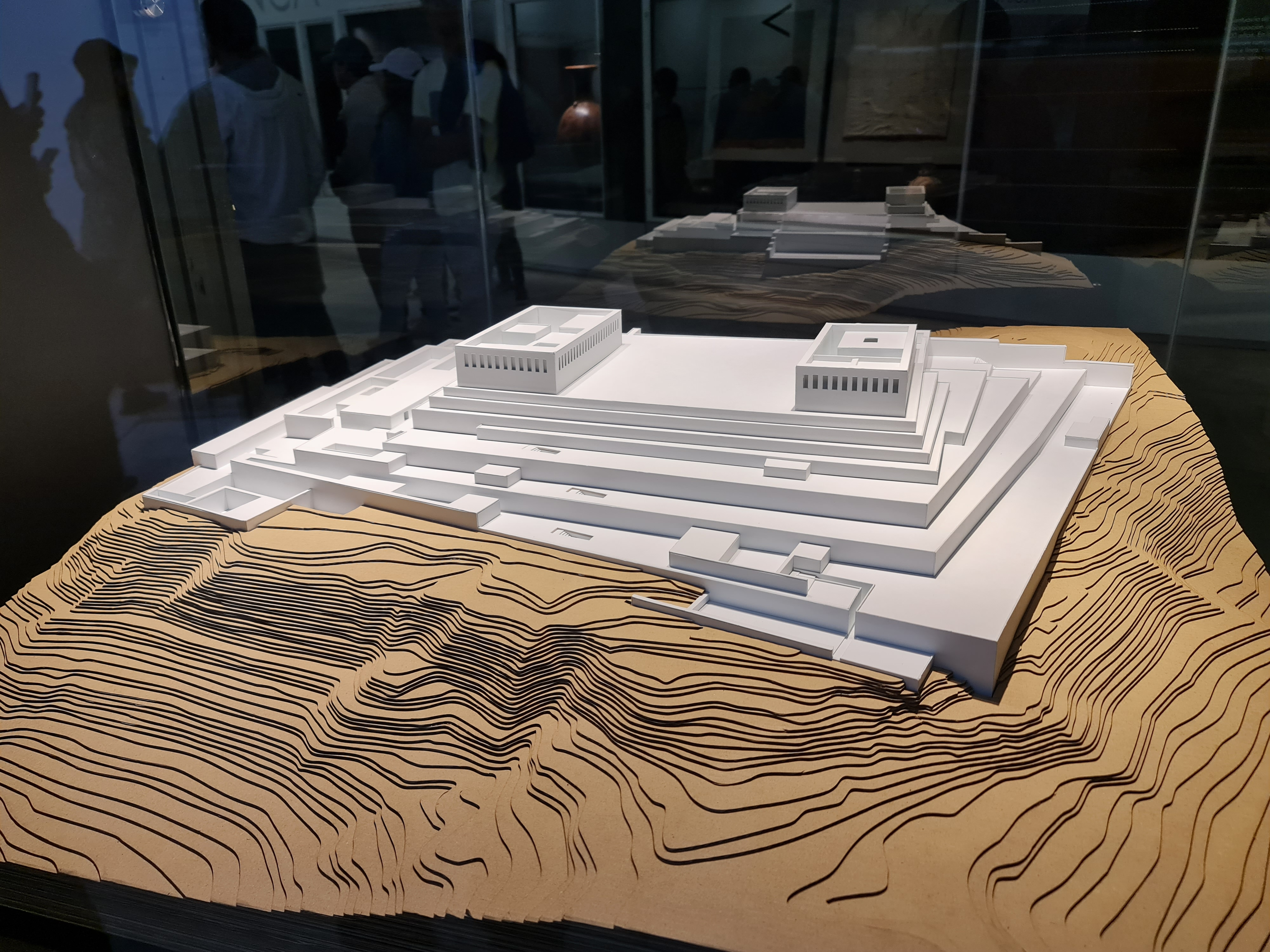
Maqueta que representa la reconstrucción del Templo del Sol en Pachacámac.

Llegado ante el templo principal de Pachacámac (llamado Templo del Sol), que era una pirámide escalonada, Hernando exigió a los servidores del templo que le entregaran todo el oro que guardaban. Estos le dieron una pequeña cantidad, que no contentó al español, quien ingresó al recinto sagrado y subió hasta la cima, donde se hallaba, dentro de una bóveda pequeña, el ídolo del dios Pachacámac, tallado en madera. Viéndolo como cosa de idolatría, Hernando sacó la imagen y lo quemó, aprovechando la ocasión para adoctrinar a los pobladores en la fe cristiana. La profanación conmovió a los nativos, quienes temieron una catástrofe como castigo; sin embargo, nada ocurrió.
Como encontró poco metal precioso en Pachacámac, en los siguientes días, Hernando mandó mensajeros a los curacazgos aledaños, ordenándoles que trajeran todo el oro posible. Llegaron cargamentos de distintas zonas, como de Chincha, Yauyos y Huarochirí. Los españoles reunieron un botín valorado en 90.000 pesos. Según Cieza «es público entre los indios que los principales y los sacerdotes del templo [de Pachacámac] habían sacado [de este] más de 400 cargas de oro, lo cual no ha aparecido ni los indios que hoy son vivos saben donde está».
El 26 de febrero de 1533, Hernando Pizarro partió de Pachacámac y se adentró en la sierra, rumbo a Jauja, pues se enteró de que allí se encontraba el general atahualpista Chalcuchímac, con gente de guerra y más oro. Pasando por la meseta de Bombón y Tarma, Hernando llegó a Jauja, el 16 de marzo. Allí, Chalcuchímac lo recibió con grandes fiestas y comedimientos. Hernando, con astucia, convenció al general atahualpista para que lo acompañara con sus tropas a Cajamarca: "sería un deshonor que tan prestigioso general no visite a su majestad inca".
La expedición de Hernando Pizarro regresó a Cajamarca el 14 de abril de 1533, trayendo «veintisiete cargas de oro y dos mil de plata», pero quizás lo más importante: traía como rehén al feroz Chalcuchímac, así como el conocimiento del vasto territorio en que se extendía el Tahuantinsuyo, al que pudo recorrer gracias a su maravilloso camino o Qhapaq Ñan.

### La misión al Cusco
Mientras tanto, el 21 de enero de 1533, ingresó a Cajamarca otro cargamento de oro y plata, traídos por un hermano de Atahualpa. Fueron «trescientas cargas de oro y plata en cántaros y ollas grandes y otras diversas piezas».
Francisco Pizarro, desde Cajamarca, comisionó a un orejón o noble incaico (posiblemente un hermano de Atahualpa), junto con los españoles Pedro Martín de Moguer, Martín Bueno y Juan de Zárate (que se ofrecieron de voluntarios), para que viajaran hacia el Cuzco. Su misión era apresurar el envío del oro y plata, tomar posesión de la capital del Imperio e informarse de su situación.

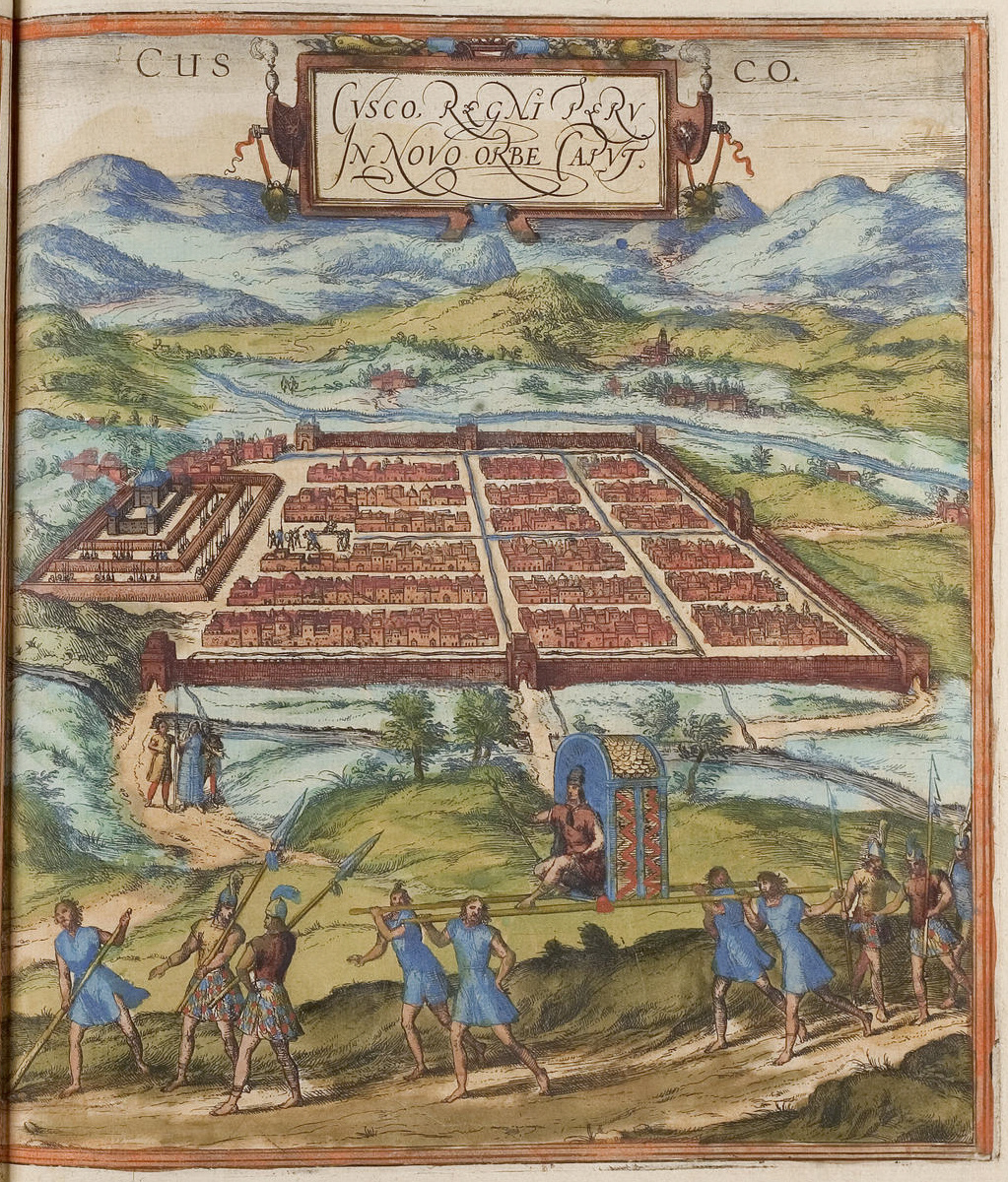
Cuzco en una lámina de Civitates orbis terrarum (segunda mitad del).

Los comisionados salieron de Cajamarca el 15 de febrero de 1533, acompañados de negros esclavos y cientos de nativos aliados. Los españoles iban en hamacas cargadas por muchos indios y con la confianza que les inspiraba la compañía del noble incaico, que garantizaba el respeto de los nativos hacia sus personas.
Los tres españoles llegaron a Jauja, continuando a Vilcashuamán, y finalmente, tras dos semanas de viaje, avistaron la gran ciudad del Cuzco, de la que sin duda quedaron impresionados. Fueron los primeros europeos en ver la capital de los incas. Allí se hallaba acantonado el general atahualpista Quizquiz, con tropas quiteñas que sumaban unos 30 000 hombres. Este acogió amigablemente a los españoles, pues iban acompañados del orejón o noble inca, por lo que les dejó en plena libertad de actuar. Los españoles procedieron a saquear la ciudad todo lo que pudieron, llegando a deschapar las planchas de oro del templo de Coricancha. Al descubrir el acllahuasi o casa de las vírgenes del sol, se dedicaron a violar a las doncellas.
Los tres españoles retornaron a Cajamarca llevando unas 600 arrobas de oro, no pudiendo llevar el cargamento de plata, por ser excesivo, dejándolo al cuidado de Quizquiz, que prometió guardarlo hasta la llegada de Francisco Pizarro. Uno de esos españoles, Juan de Zárate, que era escribano, informó a Pizarro que «se había tomado posesión en nombre de su majestad en aquella ciudad del Cuzco», entre otras cosas, como el número y descripción de las ciudades existentes entre Cajamarca y el Cuzco, de la cantidad de oro y plata recogidas. Un dato importante que informaron a Pizarro fue la presencia en el Cuzco del general Quízquiz con «treinta mil hombres de guarnición.» (marzo de 1533).

### La muerte de Huáscar

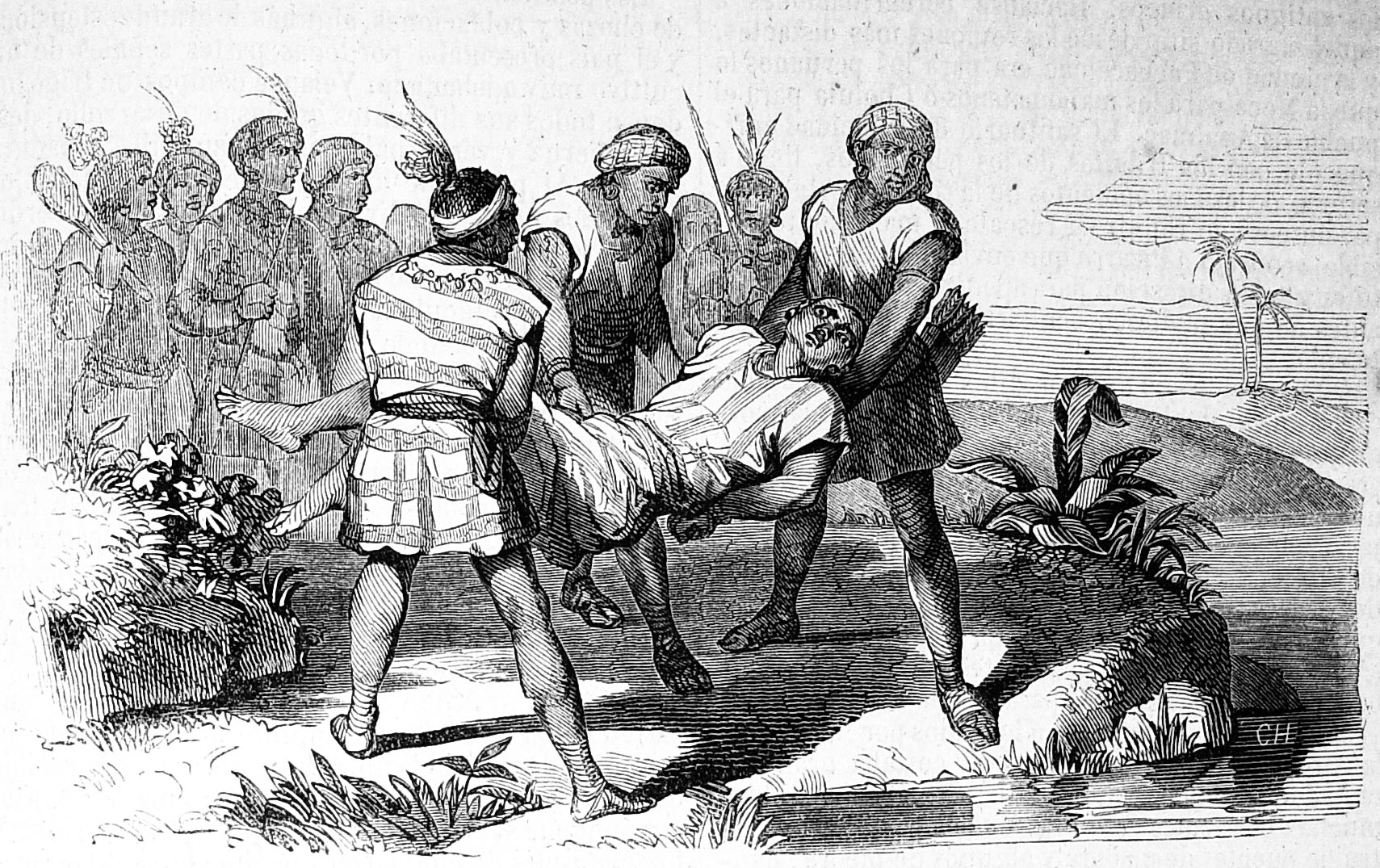
Grabado que representa la muerte del inca Huáscar, arrojado a un río desde un precipicio, por orden de su hermano Atahualpa (en Historia de la conquista del Perú, de William Prescott, edición en español. 1851).

Atahualpa, en su prisión, se mostraba desenvuelto, alegre y conversador con los españoles, aunque sin perder nunca su solemnidad de gran monarca. Sus captores le permitieron tener todas las comodidades, siendo atendido por sus servidores y sus mujeres. Demostraba tener una inteligencia superior. Los españoles le enseñaron a jugar ajedrez y a los dados.
Atahualpa recibía todas las noches la visita de Francisco Pizarro. Ambos cenaban y conversaban a través de un intérprete. En una de esas conversaciones, el español se enteró de que Huáscar, el hermano y rival de Atahualpa, estaba vivo y prisionero de los atahualpistas, en las cercanías del Cuzco. Pizarro hizo prometer a Atahualpa que no mataría a su propio hermano y que lo trajese a Cajamarca sano y salvo.
En efecto, Huáscar fue trasladado con dirección a Cajamarca, a través de los caminos de la cordillera, con los hombros horadados con las cuerdas que arrastraban sus custodios. En algún momento Huáscar, ya enterado de la prisión de Atahualpa a manos de extrañas gentes, se enteró de que aquel había ofrecido un enorme tesoro en oro y plata por su libertad. Se dice que en ese momento, Huáscar dijo en voz alta que él era el verdadero dueño de todos esos metales, y que se los entregaría a los españoles para salvarse y sería Atahualpa el que fuera muerto. Al parecer, ello llegó a oídos de Atahualpa, quien decidió entonces eliminar a Huáscar antes de que se encontrara con los españoles, enviando un mensajero con el encargo. Los atahualpistas cumplieron la misión: arrojaron a Huáscar desde un acantilado al río Andamarca (en la sierra de Áncash). Asimismo, la mujer y la madre de Huáscar, que le acompañaban en su cautiverio, fueron asesinadas. Ello debió ocurrir por el mes de febrero de 1533.

### La llegada de Almagro
El 25 de marzo de 1533, poco antes del retorno de Hernando Pizarro de Pachacámac, arribó Diego de Almagro a Cajamarca. Traía 120 hombres de Tierra Firme y 84 caballos, más los 30 soldados procedentes de Nicaragua que se le sumaron en la bahía de San Mateo. En total, 150 hombres. Entre ellos estaban el tesorero Alonso de Riquelme, y dos de los Trece de la Fama, Nicolás de Ribera y Laredo y Martín de Paz. También estaban Nicolás de Heredia, Juan de Saavedra, entre otros.
Almagro y sus hombres quedaron completamente decepcionados al enterarse de que no les correspondía nada del fabuloso rescate del Inca, pues habían llegado muy tarde. Sin embargo, se tranquilizaron en algo al saber que, en adelante, todo lo recaudado se repartiría entre todos. Pero para que ello pudiera ser viable debía morir el Inca. Fue por eso que Almagro fue uno de los que más instigó la ejecución de Atahualpa, contra la opinión de los hermanos Francisco y Hernando Pizarro, en especial de este último, quien trabó amistad con el Inca cautivo.

### La fundición del oro y la plata

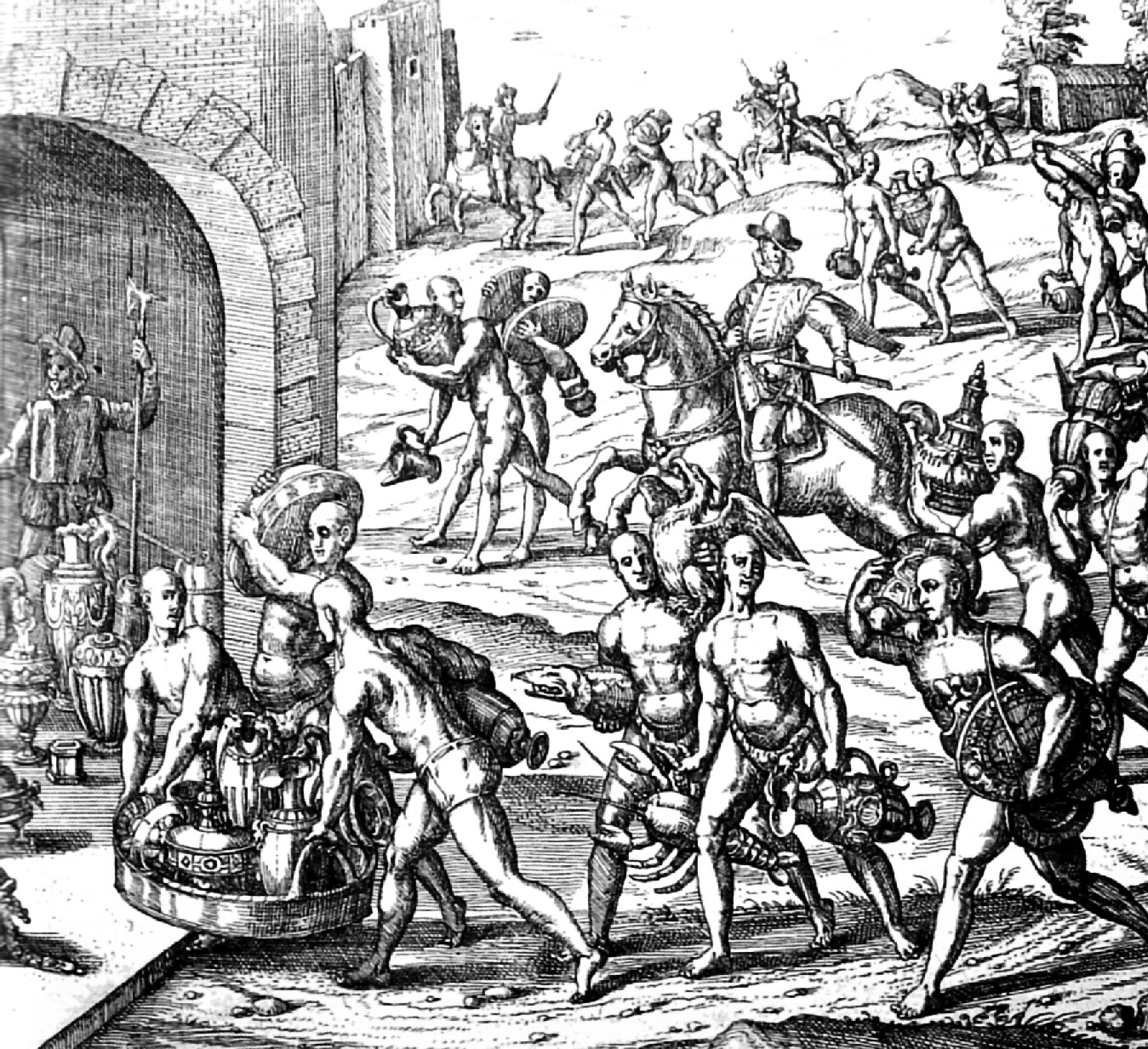
Grabado de Theodor de Bry, que representa el acarreo de oro y plata para el rescate del inca Atahualpa en Cajamarca.

Mientras tanto, seguían llegando a Cajamarca los cargamentos de metales preciosos. El 28 de marzo de 1533 entró un envío de oro y plata procedente de Jauja, que traía «ciento siete cargas de oro y siete de plata.»
Pizarro y los suyos, ansiosos por repartirse el rescate, no esperaron a que se llenaran las habitaciones y dispusieron el inicio de la tarea del reparto. El 13 de mayo de 1533, se empezaron a fundir las piezas de oro y plata, labor que realizaron metalistas indígenas, de acuerdo con su método. Los tomó un mes entero en realizar la labor. Comúnmente se fundían cada día cincuenta o sesenta mil pesos. No entró en la fundición el trono o sitial que el Inca usaba cuando entró en andas en la plaza de Cajamarca, el cual era una pieza de gran valor, pues era oro de 11 quilates y pesaba 83 kilos. Esta pieza quedó en poder de Francisco Pizarro.

### El reparto del tesoro
El 17 de junio de 1533, culminada la fundición, Francisco Pizarro ordenó por bando el reparto del botín. Al día siguiente presidió dicho reparto. La suma total del oro alcanzó «un millón y trescientos veintiséis mil quinientos treinta y nueve pesos de oro» (1.326.539 pesos de oro). El total de plata fundida se valorizó en «cincuenta y un mil seiscientos diez marcos.» (51.610 marcos de plata). Para dar una idea de la magnitud del valor del oro, Prescott dice que «teniendo presente el mayor valor de la moneda en el siglo XVI, vendría a equivaler en el actual (siglo XIX) a cerca de tres millones y medio de libras esterlinas o poco menos de quince millones y medio de duros… La historia no ofrece ejemplos de semejante botín, todo en metal precioso y reducible como era a dinero constante.»
Luego de pagar los derechos del fundidor español (1% del total, que da 13.421 pesos), se separó el quinto real para la Corona española, que fue de 262.259 pesos de oro de alta pureza. En cuanto a la plata, a la Corona le tocó 10.121 marcos.
Pizarro, según su criterio, premió a unos con más y a otros les quitó algo. A continuación, reseñamos algunos datos tomados del acta de repartición del rescate de Atahualpa levantada por el escribano Pedro Sánchez de la Hoz. Para el obispado de Tumbes se separó 2220 pesos de oro y 90 marcos de plata. A Pizarro, el gobernador, se le otorgaron 57.220 pesos de oro y 2350 marcos de plata. A Hernando Pizarro le correspondió 31.080 pesos y 1267 marcos; a Hernando de Soto, 1.740 pesos y 724 marcos; a Juan Pizarro, 11.100 pesos y 407,2 marcos; a Pedro de Candía, 9.909 pesos y 407,2 marcos; a Sebastián de Benalcázar, 9.909 pesos y 407.2 marcos… Los de a caballo recibieron en total 610.131 pesos de oro y 25.798,60 marcos de plata, lo que da un promedio individual de 8880 pesos de oro y 362 marcos de plata. Los de infantería recibieron en total 360.994 pesos de oro y 15.061,70 marcos de plata, lo que da un promedio individual de 4.440 pesos de oro y 181 marcos de plata. Algunos más o algunos menos; se trata solo de promedios.
También se entregó unos 15.000 pesos de oro a los vecinos que quedaron en San Miguel. A pesar de que a Diego de Almagro y su hueste no le correspondía nada del rescate, Pizarro quiso mostrarse algo generoso y les otorgó 20.000 pesos de oro para que se repartieran entre todos ellos (150 hombres), es decir, a cada uno les correspondió muchísimo menos que a los caballeros e infantes que intervinieron directamente en la captura de Atahualpa (si tenemos en cuenta que a cada uno de estos se les dio una cifra que va de 4.000 a 8.000 pesos). Almagro había pedido que a él y a sus compañeros les tocase la mitad que a los de Cajamarca. Como no se pusieron de acuerdo, fue otro motivo para que ambos socios se distanciasen más, arrastrando en sus diferencias a los soldados que estaban bajo el mando de cada uno de ellos.
Pablo Macera nos da cifras calculando el peso del oro y la plata en kilogramos: «El Rescate de Atahualpa consistió en 6,087 kilogramos de oro y 11,793 kilogramos de plata. A cada soldado a caballo le tocaba 40 kilogramos de oro y 80 kilogramos de plata. A los peones, la mitad. A los soldados con perros más que a los peones. A Pizarro 7 veces lo que a un jinete de caballo, además del trono de Atahualpa que pesaba 83 kilogramos de oro. Los sacerdotes recibieron la mitad de un peón.»

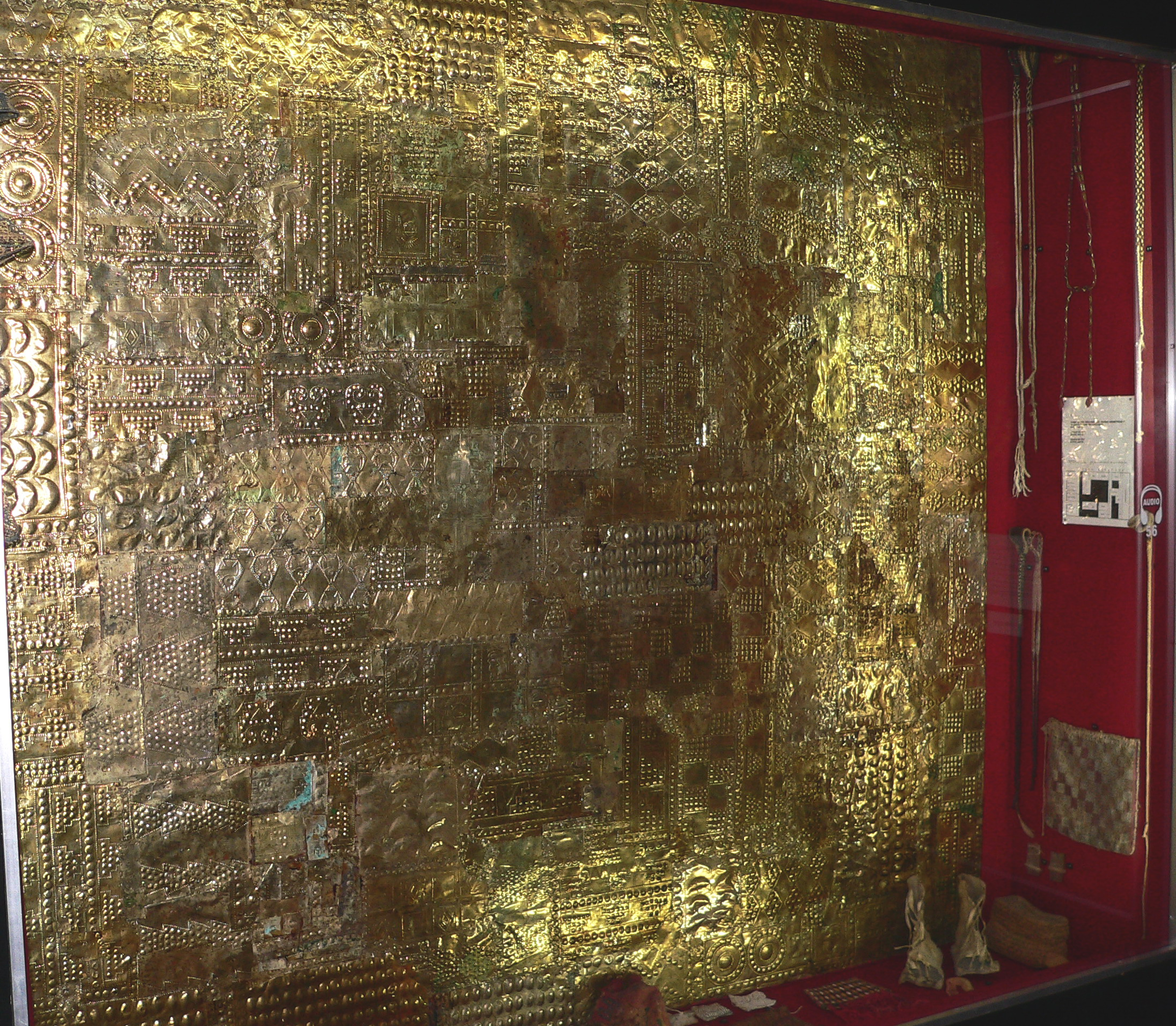
Lámina gruesa de oro que revestía un muro inca. Museo del oro. Lima-Perú.

Muchos españoles decidieron entonces retornar a España, con miras a disfrutar en su patria de las riquezas que habían conseguido; y así fue que unos treinta de los que participaron en la captura del Inca, colmados de oro y plata, arribaron a principios de 1535 a Sevilla. Sin embargo, no habían podido enterarse de que, por orden de Carlos I, todos sus bienes les serían confiscados apenas al desembarcar, ya que el emperador estaba reuniendo fondos para costear sus empresas de conquista en el norte de África.
Dice el cronista Jerez, uno de los que abandonó la conquista, que era tanta la abundancia de dinero que hizo que aumentara enormemente el valor de las cosas. Se ha dicho que fue la primera inflación de la historia del Perú. Este fenómeno se produjo también en España, cuando llegaron a Sevilla los tesoros procedentes del Perú.
Los conquistadores pudieron hacer todo ello gracias a la cooperación prestada por los indígenas y a la tranquilidad que reinaba en el Imperio. Nada turbó la paz de los españoles: ninguno de los generales de Atahualpa, ni Rumiñahui en el norte, ni Chalcuchímac en el centro, ni Quizquiz en el sur, movilizaron sus ejércitos, posiblemente en acatamiento de lo ordenado por el Sapa Inca que esperaba confiado su libertad. Ya vimos que incluso Chalcuchímac fue traído a Cajamarca por Hernando Pizarro, donde quedó vigilado; incluso, fue torturado con fuego para que revelara el lugar donde ocultaba el tesoro del rescate proveniente del Cuzco. El general atahualpista se limitó a responder que todo el oro lo guardaba Quizquiz en dicha ciudad. Sufrió quemaduras en las piernas y quedó bajo la custodia de Hernando Pizarro.

### Viaje de Hernando Pizarro a España
El 12 de junio de 1533, Hernando Pizarro partió de Cajamarca, rumbo a España, comisionado para llevar lo que hasta ese día se había separado del Quinto Real. Francisco Pizarro se deshacía así de uno de los más fervorosos defensores de la vida del Inca; evidentemente planeaba acabar ya con el problema que significaba la prisión de Atahualpa.
Hernando llegó a San Miguel de Tangarará; ahí embarcó rumbo a Panamá. Cruzando el istmo, se embarcó nuevamente, rumbo a Sevilla, España. La primera de las cuatro naos, llegó a Sevilla, el 5 de diciembre de 1533, con los españoles Cristóbal de Mena y Juan de Sosa (misionero de la Orden de La Merced); el oro y la plata que se desembarcó de dicha nao, ascendía a 38.946 pesos. El 4 de enero de 1534, arribó y ancló en Sevilla la nao Santa María del Campo, en donde estaba embarcado Hernando Pizarro.
Desembarcó con 153.000 pesos de oro y 5.048 marcos de plata. Todo lo traído de Perú, fue depositado en la Casa de la Contratación de Indias; de ahí fue trasladado al aposento del rey de España. Finalmente, el 3 de junio de 1534, llegaron las otras dos naos, en donde estaban embarcados Francisco de Jerez, primer secretario del gobernador Francisco Pizarro y Francisco Rodríguez, en una y otra nao; se desembarcó de estas naos, 146.518 pesos de oro y 30.511 marcos de plata. Villanueva dice que el total desembarcado por las cuatro naos  «… fue valorizado en 708.580 pesos. El peso y el castellano eran monedas equivalentes; pero cada uno era igual a 450 maravedíes. Sólo el oro fundido (convertido en barras y otros pedazos) se valorizó en 318.861.000 maravedíes. La plata fundida valió 180.307.680 maravedíes».

### El proceso de Atahualpa

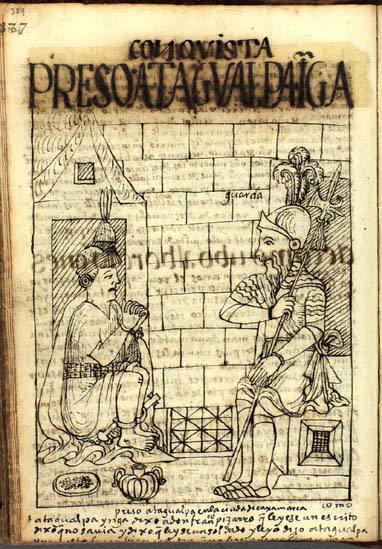
Grabado de Guamán Poma de Ayala, que representa a Atahualpa prisionero y custodiado por un soldado español.

Uno de los acontecimientos de la conquista del Perú del cual se carece de documentación fidedigna es el proceso que se le siguió al Inca Atahualpa. Todo indica que Pizarro nunca tuvo la intención de dejar libre al Sapa Inca. Cuando terminó el reparto del rescate, la situación de los españoles en Cajamarca se tornó espinosa para Pizarro. Especialmente por la gente que había llegado con Almagro, que estaban ansiosos por entrar en acción y marchar al sur, hacia los territorios aún desconocidos.
El carácter del Inca y su digno comportamiento, hicieron que muchos de los capitanes de Pizarro tomaran partido por su persona (incluido el propio Pizarro). De entre ellos sobresalen Hernando de Soto y Hernando Pizarro, que se opusieron tenazmente a la muerte del Atahualpa. En especial, se resalta la amistad que trabó Hernando Pizarro con el Inca. En cuanto a Soto, se dice que quería que Atahualpa fuera llevado a España. Pero otros, los más, deseaban la eliminación del Inca, entre los que se contaban Almagro y los suyos (quienes querían de una vez salir de Cajamarca y continuar con la conquista), el cura Valverde (que se escandalizaba por los “pecados” del Inca), el tesorero Riquelme y otros más.
También es de mencionar el papel desempeñado por el intérprete Felipillo, que puso sus ojos en una de las jóvenes prometidas de Atahualpa, Cuxirimay Ocllo, lo que le atrajo la ira del Inca. Tuvo que intervenir el mismo Pizarro para obligar a Felipillo a desistir de sus pretensiones. El intérprete se vengó del Inca transmitiendo noticias alarmantes a los españoles, fingiendo que aquel preparaba su fuga en connivencia con sus generales y planeaba la muerte de todos los cristianos.
Pizarro solo habría fallado por la ejecución por presión de sus socios almagristas que argumentaban que más importaba la seguridad de la empresa (ya que los soldados españoles no tendrían posibilidad de ganarle al ejército incaico, en caso volviera la hostilidad), mientras que los pizarristas eran más partidarios de enviar a Atahualpa a España a entablar relaciones con Carlos I de España (mientras la facción almagrista rechazo tal opción arguyendo falta de tiempo, influyendo en que Francisco Pizarro se deshiciera de los defensores de Atahualpa para evitar una guerra civil entre españoles). 
Francisco Pizarro utilizó una vez más la astucia, urdiendo todo un esquema para deshacerse de Atahualpa. Su hermano Hernando ya estaba lejos, comisionado para llevar el Quinto Real a España. Solo quedaba Hernando de Soto como único opositor prominente de la muerte del Inca. Pizarro, aprovechando las denuncias formuladas contra el Inca, en el sentido de que estaba en secretas connivencias con sus capitanes para atacar a los españoles por sorpresa, despachó a Hernando de Soto con una fuerte dotación hacia Huamachuco, a fin de comprobar y batir si era preciso a los nativos que se hallaran en pie de guerra. Apartado así Soto, Pizarro hizo abrir un proceso al Inca con la finalidad de justificar la sentencia de muerte que le tenía reservada.
El tribunal que juzgó a Atahualpa fue un consejo de guerra. Lo presidió el mismo Francisco Pizarro. Lo integraba un “doctor” (no identificado) y un escribano (posiblemente Pedro Sánchez de la Hoz). También es probable que lo conformasen el tesorero Alonso de Riquelme, el alcalde mayor Juan de Porras, el fraile Vicente de Valverde y algunos capitanes como Diego de Almagro, Pedro de Candía, Juan Pizarro y Cristóbal de Mena. También se nombraron un fiscal, un defensor del reo y se citaron diez testigos. El juicio fue sumario y se realizó en Cajamarca, iniciándose el 25 de julio de 1533, y culminando al amanecer siguiente. Se dice que las respuestas del Inca, como las declaraciones de los testigos debieron ser amañadas y modificadas por el intérprete Felipillo, quien así remataba su venganza contra el Inca.
Vargas Ugarte dice que sobre el proceso, «no conocemos ni ha llegado a nuestras manos y por lo tanto, sobre el mismo no existen sino conjeturas». Agrega que las famosas preguntas del proceso mencionadas en la Historia General del Perú (Libro 1, capítulo 37) del Inca Garcilaso de la Vega, «o fueron un amaño del Inca Historiador, bastante propenso a tejer estas marañas, o bien, se las sugirió a él, o a alguno de los cronistas de entonces los partidos del Cuzco que, en el hermano de Huáscar no veían sino un usurpador sanguinario». Sin embargo, el historiador Del Busto considera que esas preguntas bien pueden merecer alguna credibilidad. Las preguntas que transcribe Garcilaso fueron las siguientes:

¿Qué mujeres había tenido Huayna Cápac? ¿Si Huáscar era hijo legítimo y Atahualpa bastardo? ¿Si Huayna Cápac había tenido otros hijos fuera de los citados? ¿Cómo había llegado Atahualpa a adueñarse del Imperio? ¿Fue Huáscar declarado heredero de su padre o lo destituyó éste? ¿Cuándo y cómo tuvo lugar la muerte de Huáscar? ¿Atahualpa forzaba a sus súbditos a sacrificar a sus dioses mujeres y niños? ¿Habían sido justas las guerras que movió Atahualpa, pereciendo en ellas mucha gente? ¿Habían derrochado las riquezas del Imperio? ¿Favoreció a sus parientes en estos derroches? ¿Hallándose preso, dio órdenes para que se diese muerte a los españoles?

Atahualpa fue hallado culpable de idolatría, herejía, regicidio, fratricidio, traición, poligamia e incesto y fue condenado a morir quemado en la hoguera. La sentencia se dio el 26 de julio de 1533 y para ese mismo día se programó la ejecución de la misma. Atahualpa rechazó todas las acusaciones y solicitó hablar en privado con Pizarro, pero este se negó.

### La ejecución de Atahualpa

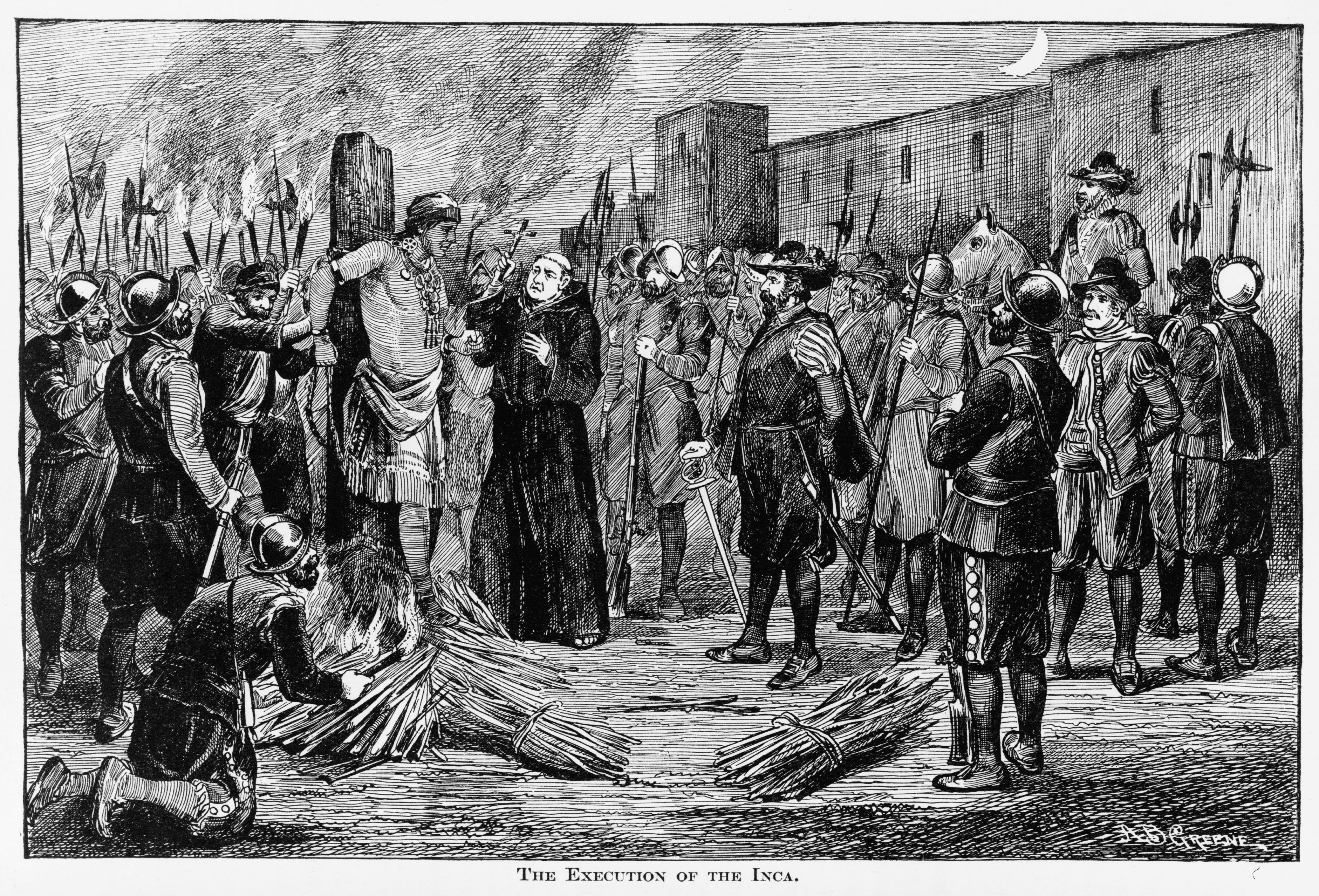
Ejecución de Atahualpa, según grabado del.

A las 7 de la noche Atahualpa fue sacado de su celda y llevado al centro de la plaza, donde se hallaba clavado un tronco. Allí, rodeado de los soldados españoles que portaban antorchas y del cura Valverde, fue puesto de espaldas al tronco y luego atado fuertemente, mientras que a sus pies eran arrimados leños. Un español se acercó con una tea encendida. Viendo que iba a ser quemado, Atahualpa entabló un diálogo con Valverde. Preocupado por el hecho de que su cuerpo fuera consumido por las llamas y no conservado como se estilaba entre los incas, aceptó la oferta que Valverde le hizo, es decir, bautizarse como cristiano para de esa manera cambiar la pena de hoguera por la del garrote (ahorcamiento); de esa manera su cuerpo sería enterrado. Fue bautizado allí mismo y le pusieron de nombre Francisco (no Juan, como algunas versiones dicen). Luego se le enrolló una soga al cuello ajustándola al tronco, y aplicando un torniquete, se procedió a su estrangulamiento (26 de julio de 1533).
Ha habido mucha discusión sobre la fecha de este acontecimiento. Prescott menciona el 29 de agosto como la fecha de la ejecución del Inca. Pero María Rostworowski la considera errónea:

«…parece lógico suponer que la muerte del Atahualpa ocurriera después del 8 de junio y antes del 29 de julio de 1533. Los españoles se quedaron aún unos días en Cajamarca preparando la partida que tuvo lugar hacia mediados de agosto. El día 26 [de agosto] ya estaban en Andamarca y el dos de septiembre en Huaylas. Es importante aclarar la fecha de la muerte de Atahualpa y rectificar que no tuvo lugar el 29 de agosto como ha sido sugerido sin fundamento alguno».

Fue el historiador peruano Rafael Loredo quien fijó la fecha en el 26 de julio, basándose en un documento que halló en el Archivo de Indias de Sevilla en 1954, donde se dice lo siguiente:

“Y en dicho pueblo de Caxamalca en treinta y un días del dicho mes de julio en presencia de los dichos oficiales de S.M. manifestó Francisco Pizarro mil ciento ochenta y cinco pesos en piezas labradas de indios que dijo que se le había dado el cacique Atahualpa y manifestóles después de la muerte de dicho Atahualpa cinco días”.

 Lo que, haciendo cuentas, nos da la fecha de 26 de julio de 1533. El historiador Del Busto apoya esta fecha.
De hecho, y pese a la creencia popular, cronistas como Pedro Cieza de León o Pedro Pizarro mencionan que Pizarro quedó deprimido por haber asesinado a quien ya había logrado apreciar y considerar como un amigo (pues ambos comían y jugaban a cartas, ajedrez o dados), a palabras de Pedro Pizarro: «Yo vide llorar al marqués de pesar por no podelle dar la vida…».

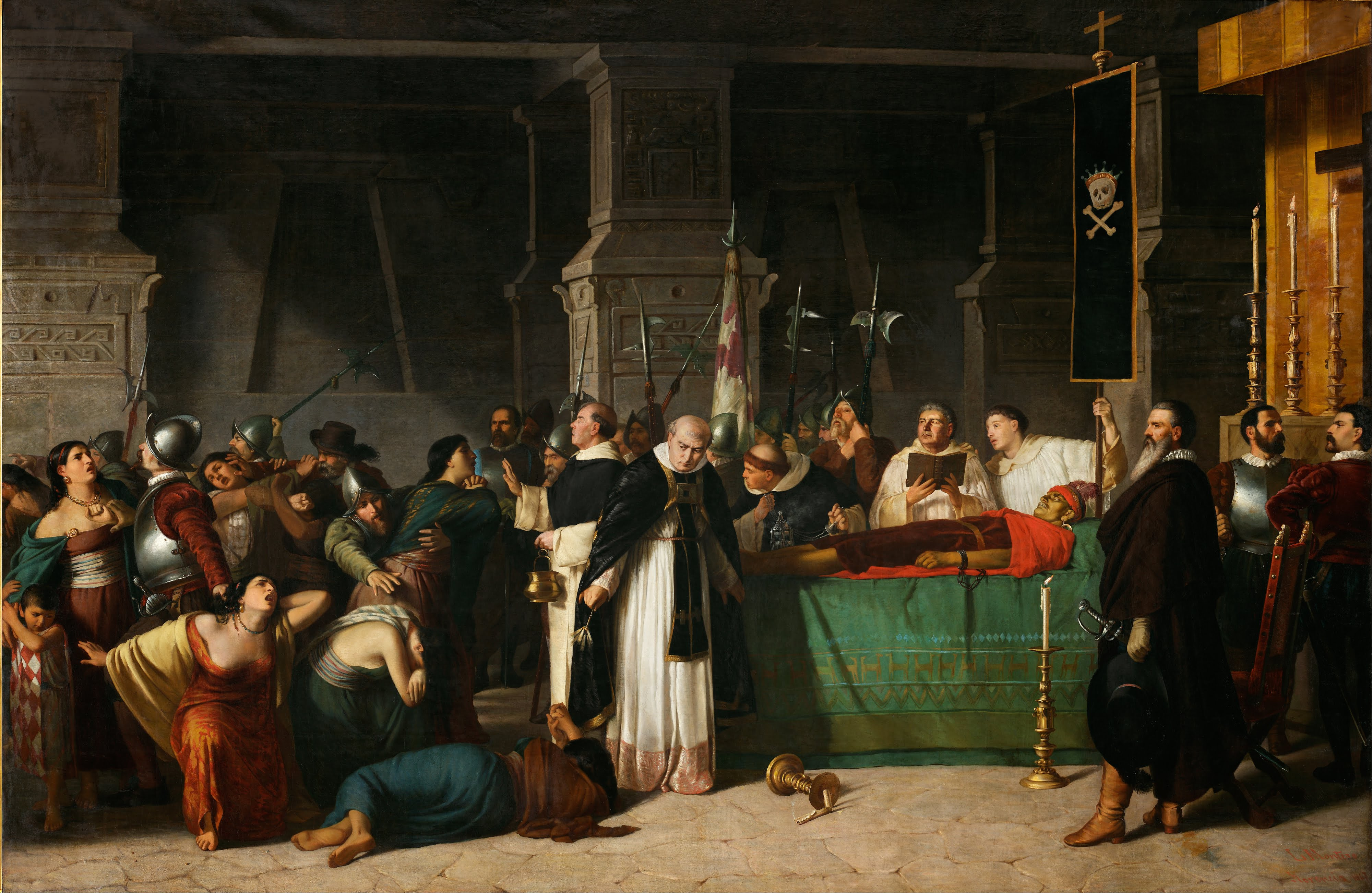
Los funerales de Atahualpa, pintura de Luis Montero que representa a Atahualpa muerto.

Muerto Atahualpa, terminó la dinastía de los Incas, que gobernaron el Imperio más grande de la América precolombina (aunque Atahualpa no fuera reconocido por las panacas reales cusqueñas, los españoles si lo consideraron Sapa Inca). Para guardar las apariencias, y tener un seguro hasta la toma del Cuzco, Francisco Pizarro, decidió nombrar otro Inca, título que recayó en otro de los hijos del inca Huayna Cápac: Túpac Hualpa, que los cronistas españoles nombran como Toparpa, un gobernante títere, que reconoció vasallaje al rey de España.

### Empieza la marcha al Cusco
A pesar de tener casi dominado el norte del Imperio incaico, de tener de rehenes a varios curacas y haber asesinado al Inca y contar con el apoyo de muchos indios huascaristas y de las diversas etnias o naciones esperanzadas en ser liberadas del yugo inca, los españoles aún no habían consolidado la conquista. Sabían los españoles que el camino que iba al Cuzco, la capital del Tahuantinsuyo, estaba amenazado por las tropas atahualpistas, cuyo caudillo era Quizquiz.
Pizarro decidió partir de Cajamarca, rumbo al sur, con dirección al Cuzco. Previamente, envió una comitiva de 10 soldados a San Miguel con la finalidad que esperasen en ese lugar al primer navío procedente de Panamá o de Nicaragua. Con lo desembarcado, deberían reunirse con él en el trayecto.

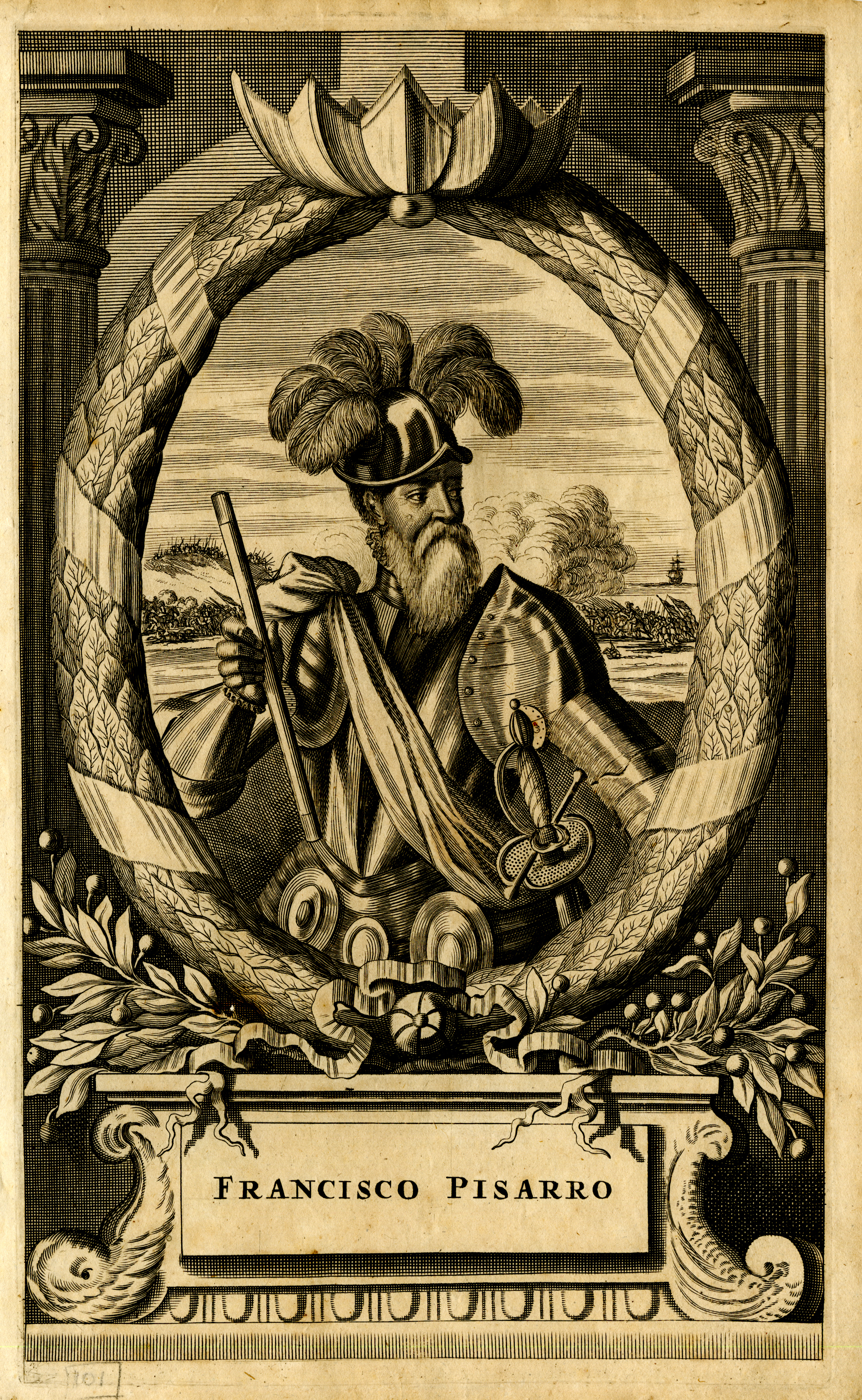
Grabado que personifica el retrato del Marqués Pizarro como Gobernador de la Nueva Castilla posteriormente llamada Perú o Pirú.

La hueste española salió de Cajamarca el lunes 11 de agosto de 1533, muy de mañana. Eran aproximadamente 400 españoles y un número desconocido pero grande de guerreros indios aliados de los españoles, así como cargueros nativos, mayormente indios cajamarcas, que transportaban el oro y la plata. Iba también, como prisionero, el general atahualpista Chalcuchímac, todavía con las secuelas de las torturas que había sufrido en Cajamarca, pero que aún era temido por su calidad de caudillo militar.
En la vanguardia iba Túpac Hualpa o Toparpa, el Sapa Inca coronado por los españoles, acompañado por un gran séquito de cortesanos, todos alegres porque iban a recuperar el Cuzco. Detrás avanzaban los infantes españoles, luego seguían los cargueros indios, vigilados por los negros esclavos y los indios nicaraguas; al final iban los jinetes españoles.
En el primer día de viaje, luego de avanzar algunas leguas, acamparon cerca del río Cajamarca. Fue allí donde se enteraron de la muerte de Huari Tito, hermano de Túpac Hualpa, quien había salido a verificar el buen estado de los puentes y caminos. Los autores del crimen fueron los atahualpistas.
Llegaron a Cajabamba el 14 de agosto y a Huamachuco el 17 de agosto. Esta última era una ciudad de piedra, cuyo trazo recordaba a Cajamarca; se trataba de la capital de un gran señorío y centro religioso donde se rendía culto al dios Catequil. Aún se recordaba la profanación cometida tiempo atrás por Atahualpa, que había derribado el ídolo y asesinado a su anciano sacerdote; por ellos, los huamachucos eran huascaristas y recibieron a los españoles como libertadores. Luego de reponer fuerzas por dos días, Pizarro continuó la marcha al sur, enviando previamente una avanzada al mando de Diego de Almagro. Ambos se encuentran en Huaylas, el 31 de agosto de 1533, donde descansaron una semana.

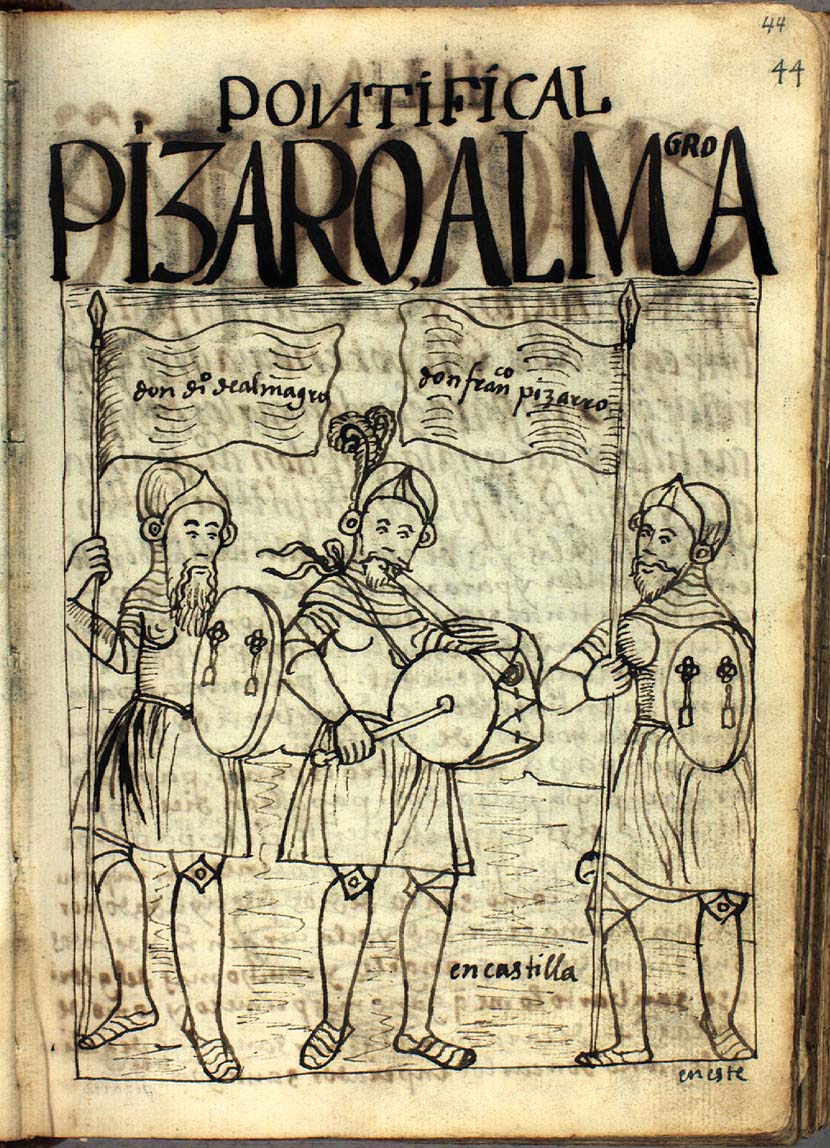
Grabado de Guamán Poma de Ayala, que representa a Diego de Almagro en lado izquierdo y a Francisco Pizarro en el derecho.

El 8 de septiembre, los españoles continuaron la marcha al sur a través del llamado callejón de Huaylas. Pasaron por Andamarca, Corongo, Yungay, Huaraz y Recuay.
El 1 de octubre los españoles llegaron a Cajatambo. Ahí, Pizarro reforzó su vanguardia y retaguardia, ante el temor de levantamientos y ataques de los naturales, preocupándole el hecho de que los pueblos por donde pasaban siempre estaban abandonados.
El 2 de octubre los españoles partieron de Cajatambo, llegando al día siguiente a Oyón, a 4.890 m s. n. m. El 4 de octubre continuaron la marcha, virando hacia el camino que cruza la cordillera de Huayhuash. Avistaron la laguna de Chinchaycocha, bordeándola por su lado occidental y avistaron el río Mantaro. En el camino, Francisco Pizarro se enteró, por informantes, que los generales atahualpistas Yncorabaliba, Yguaparro y Mortay, venían reclutando gente de guerra en Bombón (Pumpu); y que conocían los movimientos de los españoles por noticias enviadas por Chalcuchímac. Pizarro ordenó entonces que se vigilara rigurosamente a este. El cronista Sancho de la Hoz, dice que el motivo de los atahualpistas era que «querían guerra con los cristianos, porque veían la tierra ganada por los españoles y querían gobernarla ellos».
Los españoles prosiguieron a Bombón, pueblo que ocuparon el 7 de octubre. Pizarro redobló la vigilancia, pues temió un ataque de los atahualpistas. Por la noche se enteró de que a cinco leguas de Jauja se habían reunido los quiteños y otros indios de guerra, cuyo plan era replegarse al Cuzco y unirse a Quizquiz, no sin antes dejar arrasada toda la localidad jaujina para que los españoles no encontraran nada para aprovisionarse. Pizarro no quiso perder tiempo y se adelantó rumbo a Jauja (9 de octubre). Llevaba a Chalcuchímac encadenado, tal vez con el propósito de usarlo como rehén.
Los españoles llegaron a Chacamarca, donde hallaron 70.000 pesos en oro, parte del rescate de Atahualpa, que se había quedado allí tras la muerte del Inca. Pizarro dejó el oro al cuidado de dos jinetes y continuó su marcha. Todo el paisaje era silencioso. No se veían ni espías. Al atardecer del 10 de octubre los españoles arribaron a Tarma, sin encontrar resistencia. Allí pasaron la noche, padeciendo hambre, sed, lluvia y granizo. Al amanecer reemprendieron la marcha hacia Jauja.

### Batalla de Jauja o Huaripampa
A dos leguas de Jauja, Pizarro dividió su ejército. Ya cerca, se dio cuenta de que el pueblo estaba íntegro; más aún, tuvieron un recibimiento cordial de parte de los indígenas, «celebrando su venida, porque con ella pensaban que saldrían de la esclavitud en que les tenía gente extranjera». El valle de Jauja era tan hermoso, que los españoles no pudieron reprimir su admiración.
Pero Pizarro no solo encontró en Jauja a gente amistosa, sino también a las tropas atahualpistas de los generales Yurac Huallpa e Ihua Paru, en pie de guerra. El enfrentamiento resultó una atroz matanza de indios; los españoles y los indios auxiliares, emboscaron a las tropas atahualpistas, haciendo una gran matanza. Los mismos lugareños, enemigos de los quiteños, ayudaron a los españoles a exterminar a estos, indicándoles donde se escondían. A este encuentro bélico se le conoce como la batalla de Jauja o de Huaripampa.
Esas tropas quiteñas habían sido enviadas por los generales Yncorabaliba, Yguaparro y Mortay, que se encontraban con el grueso de su ejército a 6 leguas de Jauja y en permanente contacto con el ejército de Quizquiz, que se hallaba acantonado en el Cuzco. Enterado Francisco Pizarro, envió a un grupo de sus soldados para hacerles frente, más los atahualpistas los hicieron retroceder. Pizarro, ante esto, pretendió atacarlos por sorpresa; pero fue engañado y cuando quiso continuar hacia el Cuzco, se dio cuenta de que los puentes estratégicos habían sido cortados.

### Muerte de Túpac Hualpa
En Jauja murió misteriosamente Túpac Hualpa. Se dice que ya se hallaba enfermo desde la partida de Cajamarca y que en Jauja empeoró: de pronto perdió el conocimiento y cayó desvanecido. El rumor que corrió fue que Chalcuchímac lo había envenenado, dándole un bebebizo de acción letal retardada en Cajamarca. Pero por lo pronto Pizarro obvió esta sospecha y convocó a Chalcuchímac y otros nobles incas colaboracionistas que viajaban con él, para que propusieran un nuevo Sapa Inca. En esta reunión y frente al enemigo común, nuevamente se notaron las diferencias entre huascaristas y atahualpistas, lo que fue explotado hábilmente por Francisco Pizarro. Chalcuchímac, propuso a Aticoc, hijo quiteño de Atahualpa, mientras que los nobles cuzqueños propusieron a un hermano del Sapa Inca muerto, pero de origen cuzqueño. Como estaban cerca del Cuzco, Pizarro, hábilmente, se decidió por el Inca de origen cuzqueño.
Mientras los nobles incas buscaban a ese Sapa Inca cusqueño, Pizarro enviaba expediciones a la costa, con la finalidad de encontrar lugares idóneos para instalar puertos marítimos, y esperando los resultados, se quedó en Jauja. Entre tanto, envió otra tropilla con rumbo al Cusco, a fin de que fueran reponiendo los puentes que estuvieran cortados.

### Asentamiento español en Jauja
Pizarro se percató que se había alejado mucho de San Miguel de Tangarará, la primera ciudad que fundara en el Perú, sin dejar en el camino acantonamientos para conservar lo ganado. Atraído por la comarca en que ahora se hallaba, que era abundante de mantenimientos y muy poblada de nativos amistosos (los huancas), decidió hacer en ella la segunda población de españoles. Fue en ese entonces cuando se originó la frase “país de Jauja”, para indicar un lugar pródigo en riquezas. Se entiende que los huancas se mostraran demasiado serviciales con los españoles, pues los vieron como aliados para luchar contra los incas, sus jurados enemigos.
Pizarro informó a su gente de su proyecto, recibiendo buena acogida. Unos ochenta españoles pidieron ser admitidos como vecinos y se ofrecieron a guardar el oro y la plata de sus compañeros, mientras estos continuaban su marcha al Cusco. Se empezaban a realizar los preparativos para la fundación, cuando Pizarro recibió noticias alarmantes de parte de sus aliados huancas: los atahualpistas asolaban los campos, destruían sus cosechas y cada vez eran más numerosos. De modo que pospuso la fundación y decidió continuar la marcha.
Dejando una pequeña guarnición al mando del tesorero Alonso de Riquelme, Pizarro partió con el resto de su ejército, continuado el viaje al Cusco. Era el 27 de octubre de 1533; había permanecido 15 días en Jauja. El capitán Hernando de Soto se le había adelantado, al mando de una avanzada de jinetes.

### Batalla de Vilcas o Vilcashuamán

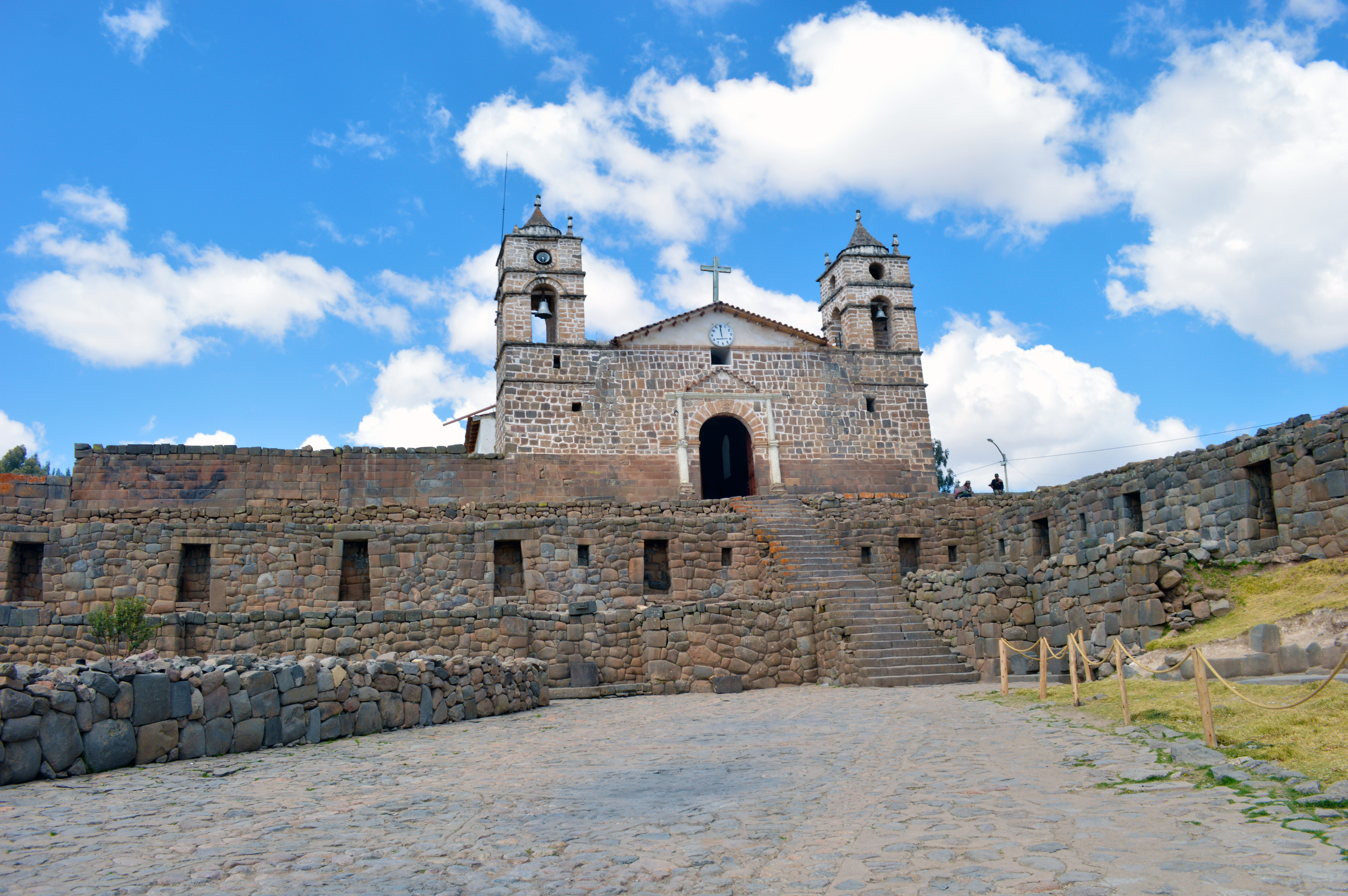
Iglesia de Vilcashuamán elevada sobre un antiguo Templo del Sol incaico.

Los españoles, en su viaje por todo el valle del Mantaro, continuaron recibiendo el apoyo de los huancas, alianza que sería de vital importancia para la conquista. Llegaron al pueblo de Panarai (Paucaray) el 30 de octubre de 1533, encontrándolo destruido, aunque pudieron hallar algo de comida. Continuando el viaje, el 31 de octubre de 1533 llegaron al pueblo de Tarcos (Parcos), donde los recibió un curaca que les agasajó con comida y bebida, y les informó acerca del paso de Hernando de Soto, que se preparaba para luchar contra los atahualpistas atrincherados en las cercanías. Continuando la marcha, Pizarro llegó a un pueblo semidestruido (posiblemente el actual Tambillo de Illahuasi), donde recibió una carta de Hernando de Soto, que le refería el combate que sostuvo en Vilcas, cinco leguas más adelante. Era el 3 de noviembre.
Efectivamente, Hernando de Soto, que iba de avanzada con un grupo de jinetes españoles y un nutrido ejército de indios jaujas y huancas aliados, había llegado a Vilcas (hoy Vilcashuamán), sede de una imponente ciudadela incaica, guarnecida por los soldados atahualpistas al mando de Apo Maila, pero que en ese momento se hallaban en el campo, dedicados a un gran chaku o cacería. Solo se hallaban en Vilcas las mujeres, que fueron tomadas cautivas por Soto. Enterado Apo Maila de la presencia de los españoles, retornó apresuradamente a defender la fortaleza. Se trabó entonces un recio combate, entre el 27 y 28 de octubre de 1533. Los españoles y sus aliados indígenas se vieron rodeados por fuerzas numerosas, pero pudieron resistir firmemente. Apo Maila cayó en la lucha y sus tropas, desmoralizadas, se retiraron, perseguidos por los jinetes españoles. No obstante, las fuerzas quiteñas se rehicieron y contraatacaron. Para apaciguar a los sitiadores, Soto entabló negociaciones y entregó a las mujeres que había capturado en la ciudadela. Poco después, Quizquiz ordenó a sus tropas retirarse más al sur, ya que el grueso de las tropas españolas, con Pizarro a la cabeza, se acercaba a Vilcas. Los españoles tuvieron varios heridos y un caballo muerto.
Algo que también contribuyó a debilitar los ataques de los atahualpistas, en este tramo del viaje hacia el Cusco, fue el hecho que tuvieran los españoles como rehén al general Chalcuchímac, hombre muy querido por sus tropas. Temían la represalia de Pizarro y la muerte del valiente general atahualpista.

### Continúa la marcha española

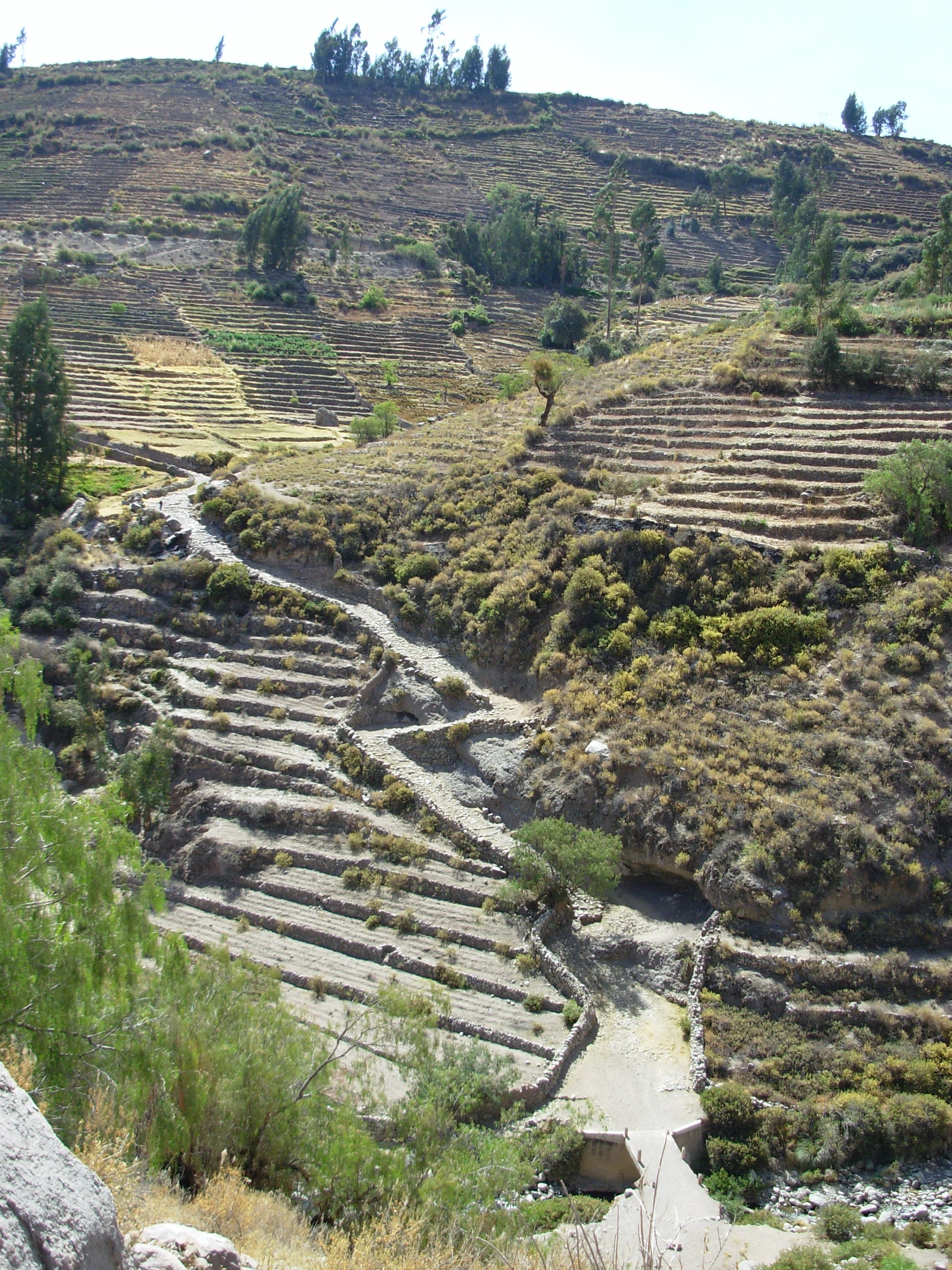
El Qhapaq Ñan (red vial del Tahuantinsuyo) fue uno de los factores que facilitó la conquista española.

Pizarro llegó a Vilcas el 4 de noviembre y se cercioró que Soto había partido de allí hacía dos días. Al día siguiente, Pizarro prosiguió la marcha. A la altura de Curamba notó que había galgas o piedras grandes acomodadas en lo alto de los cerros, con claro propósito bélico, lo que le dio un mal presentimiento. Temiendo que Soto hubiera sido atacado nuevamente, envió a Diego de Almagro en su auxilio, con treinta jinetes.
El 6 de noviembre, Pizarro entró en Andahuaylas (Andabailla, para los españoles), sin ser molestado, donde pasó la noche. Al día siguiente continuaron hasta Airamba, en donde encontraron dos caballos muertos, lo que preocupó a Pizarro sobre la suerte de Hernando de Soto y su gente. Pero enseguida recibió otra carta de Soto, donde este le informaba que se encontraba en el camino al Cusco, que estaba bloqueado, pero que no había tropas indias enemigas y que los caballos habían muerto de «tanto calentarse y enfriarse». No mencionaba a Almagro, señal que no se habían encontrado todavía.
Abandonando Andahuaylas, Pizarro continuó su viaje pasando por Curahuasi y estando cerca de un gran río (el Apurímac), recibió una tercera carta de Soto, con la noticia de que se hallaba acorralado en Vilcaconga por un crecido número de indios guerreros. La carta se interrumpía bruscamente y el mensajero indio no supo dar noticia de lo que había ocurrido con posterioridad, pues salió a traer el mensaje muy entrada la noche. Esto hizo temer a Pizarro que Soto y su tropa habían sido ya exterminados.

### Batalla de Vilcaconga

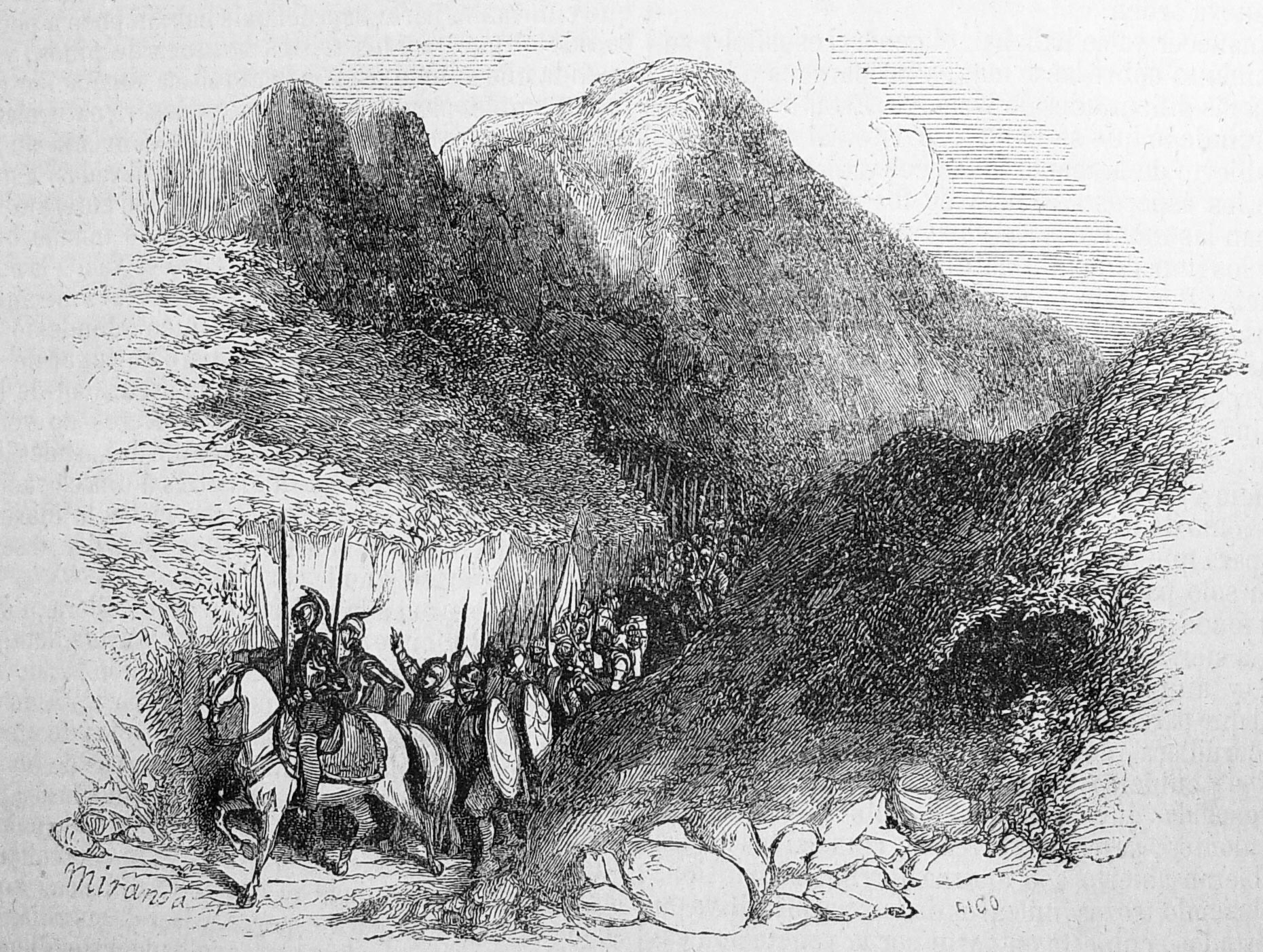
Grabado que representa a la hueste española de Pizarro viajando por la agreste cordillera de los Andes.

Lo que había pasado era que Hernando de Soto y su gente quisieron adelantarse en llegar al Cuzco, para apoderarse de sus riquezas y no compartir con el resto de los españoles. Pero luego de vadear un río, al que había cortado los puentes, se encontró con tropas atahualpistas, que le trabaron batalla en la empinada cuesta de Vilcaconga (8 de noviembre de 1533). Estas tropas pertenecían al ejército de Quizquiz, y tenían como aliados a los indios tarmas; su jefe era Yurac Huallpa. Los tarmas estaban aliados con Quizquiz debido a que anteriormente habían sufrido una grave afrenta de parte de Soto: sus embajadores a los que enviaron para solicitar alianza con los españoles fueron mutilados, pues Soto no confió en ellos y temió un engaño.
Los atahualpistas se habían dado cuenta de que ya los españoles estaban cansados, de igual manera que sus caballos y perros, por lo que, de propia voluntad, a veces sin órdenes de Quizquiz, atacaban a los españoles. Eso fue lo que pasó luego del vadeo del río, al subir la cuesta, fueron atacados por los quiteños, que presionaron con tanta fuerza que mataron a cinco jinetes españoles. «A cinco cristianos cuyos caballos no pudieron subir a lo alto, cargó tanto la muchedumbre, que a dos de ellos les fue imposible apearse y los mataron encima de sus caballos…»; «les abrieron a todos la cabeza por medio, con sus hachas y porras». Los cinco españoles muertos eran: Hernando de Toro (de Trujillo); Francisco Martín, el narigudo; el sastre Rodas; el vasco Gaspar de Marquina y Miguel Ruiz.
Luego de este ataque, los atahualpistas se fueron a una colina cercana, esperando el enfrentamiento franco, «casi concertado, esperando siempre un arreglo amistoso», costumbre de la guerra andina; mientras que Hernando de Soto recurría al engaño, al fingir que se refugiaba en un llano, aparentando huir, mientras que una parte de la tropa imperial, los perseguía a hondazos, hasta que una vez que los hubieron alejado lo suficiente del grueso de las tropas quiteñas, sobreparó la caballería y arremetió contra ellos, aniquilándolos. Cuando el grueso del ejército atahualpista vio esto, se retiró, pero acamparon muy cerca los dos ejércitos, que se oían las voces.
La llegada inesperada de Diego de Almagro, con 40 a caballo, anunciada por la trompeta de Pedro de Alconchel, hizo que los indios se retiraran, sin presentar batalla. Esa es la versión española; según la versión de Titu Cusi Yupanqui, Quizquiz ordenó la retirada, porque fue informado de que Manco Inca, el noble inca del bando cuzqueño o huascarista (es decir, enemigo de los atahualpistas), marchaba contra él a combatirlo, lo que comprometía seriamente su retaguardia. Manco Inca guardaba también el propósito de aliarse con los españoles, y justamente iba ya al encuentro de estos.
Superada la adversidad, Hernando de Soto y Diego de Almagro continuaron juntos el viaje hacia el Cuzco, cuando fueron informados de la presencia de una tropa enviada por Quizquiz, por lo que optaron por atrincherarse en un pueblo, en donde esperaron a Francisco Pizarro.

### Muerte de Chalcuchímac

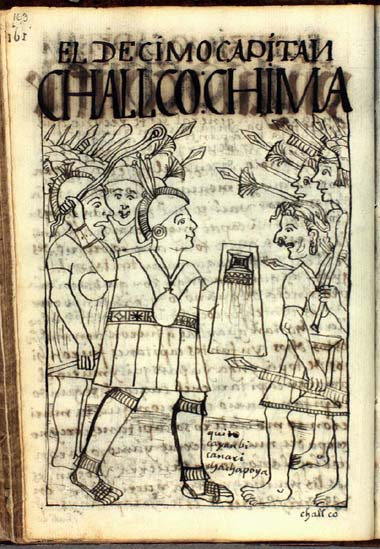
El capitán Chalcuchímac luchando contra las etnias del norte, según un dibujo de Guaman Poma.

Conocedor de los ataques que había sufrido su avanzada encabezada por Soto, Francisco Pizarro sospechó que todos sus movimientos eran espiados y que Chalcuchímac era el que enviaba dichos informes a las tropas atahualpistas. Continuando el camino y estando ya cerca del Cuzco, Diego de Almagro se presentó en el campamento de Pizarro y continuaron hasta donde se encontraba Hernando de Soto. Unidos así, siguieron ese mismo día a Jaquijahuana (Sacsahuana), donde acamparon (12 de noviembre de 1533).
En el trayecto, ocurrió un hecho de mucha trascendencia: los belicosos cañaris, con su caudillo Chilche, ofrecieron su apoyo a los españoles, quienes gustosos aceptaron. Esta etnia, procedente del actual territorio de Ecuador, habían formado parte de las huestes de Quizquiz, pero debido a un desacuerdo con este jefe, se plegaron en masa a los españoles.
Diego de Almagro y Hernando de Soto, convencieron a Francisco Pizarro, de que los ataques de los atahualpistas en Vilcashuamán y en Vilcaconga eran producto de la «infidencia de Chalcuchímac», pues de otro modo no se entendía que el enemigo conociera el movimiento de los españoles al detalle. Pizarro sabía que, en realidad, había sido la indisciplina de Soto la que había propiciado la muerte de los españoles en Vilcaconga, al querer adelantarse a tomar el Cusco, pero disimuló, pues Soto era jefe de una numerosa hueste y no convenía en esos instantes crear divisionismo entre ellos.
Los jefes españoles acordaron condenar a Chalcuchímac a morir en la hoguera. Por intermedio de un intérprete, el cura Valverde trató de persuadir al capitán incaico a que se hiciera cristiano, diciéndole que los que se bautizaban y creían en Jesucristo iban a la gloria del paraíso, y los que no creían en él, iban al infierno. Mas Chalcuchímac se negó a ser cristiano, diciendo que no sabía qué cosa fuese esa ley y comenzó a invocar a su dios Pachacámac para que, por intermedio del capitán Quizquiz, viniera a socorrerlo.
Chalcuchímac murió quemado vivo en la plaza de Jaquijahuana, negándose en todo momento a bautizarse como cristiano (12 de noviembre de 1533). Un cronista asevera que «toda la gente de la tierra se alegró infinito de su muerte, porque era muy aborrecido de todos por conocer lo cruel que era». Pizarro prometió que atraparía y haría lo mismo con Quizquiz , el otro general atahualpista que continuaba en rebeldía. Al día siguiente fue anunciada la visita de un príncipe quechua o cuzqueño al campamento español, lo cual tomó por sorpresa a Pizarro.

### Manco Inca se alía con los españoles
El 14 de noviembre de 1533, se presentó en el campamento de Francisco Pizarro, en Jaquijahuana, Manco Inca, hijo de Huayna Cápac, de ascendencia cuzqueña (es decir, del bando huascarista). Este personaje, llamado también Manco II, era uno de los hijos de Huayna Cápac con la coya imperial, nacido probablemente en 1515, de modo que era todavía muy joven. Había escapado de la matanza de nobles cuzqueños que los atahualpistas hicieron en el Cuzco, durante la guerra civil, y desde esa época había permanecido escondido. Ahora reaparecía, para ofrecer su apoyo a los españoles, en la guerra común que enfrentaban contra las tropas atahualpistas de Quizquiz. Pizarro aceptó gustoso esta alianza, y apresuró la marcha al Cusco, que según Manco, se hallaba amenazada de ser incendiada por los quiteños.
Villanueva Sotomayor opina que los incas habían observado las costumbres de los españoles, y que fatalmente, no pudieron aprovechar las debilidades de los mismos, por las rivalidades, producto de la guerra civil que aún continuaba, a pesar de la presencia del verdadero invasor. Y lo gráfica muy bien, diciendo que Manco Inca, sabía muy bien que los españoles en día domingo, no comían carne roja y habiendo ido a pescar con unos indios la «comida de los españoles del día de guardar», recibió a un chasqui que le avisaba noticias del Cuzco. Regresó Manco Inca al campamento donde Francisco Pizarro para decirle: «… dice que Quízquiz con su gente de guerra va a quemar el Cusco y que está ya cerca, y he querido avisártelo para que pongas remedio».

### Batalla de Anta

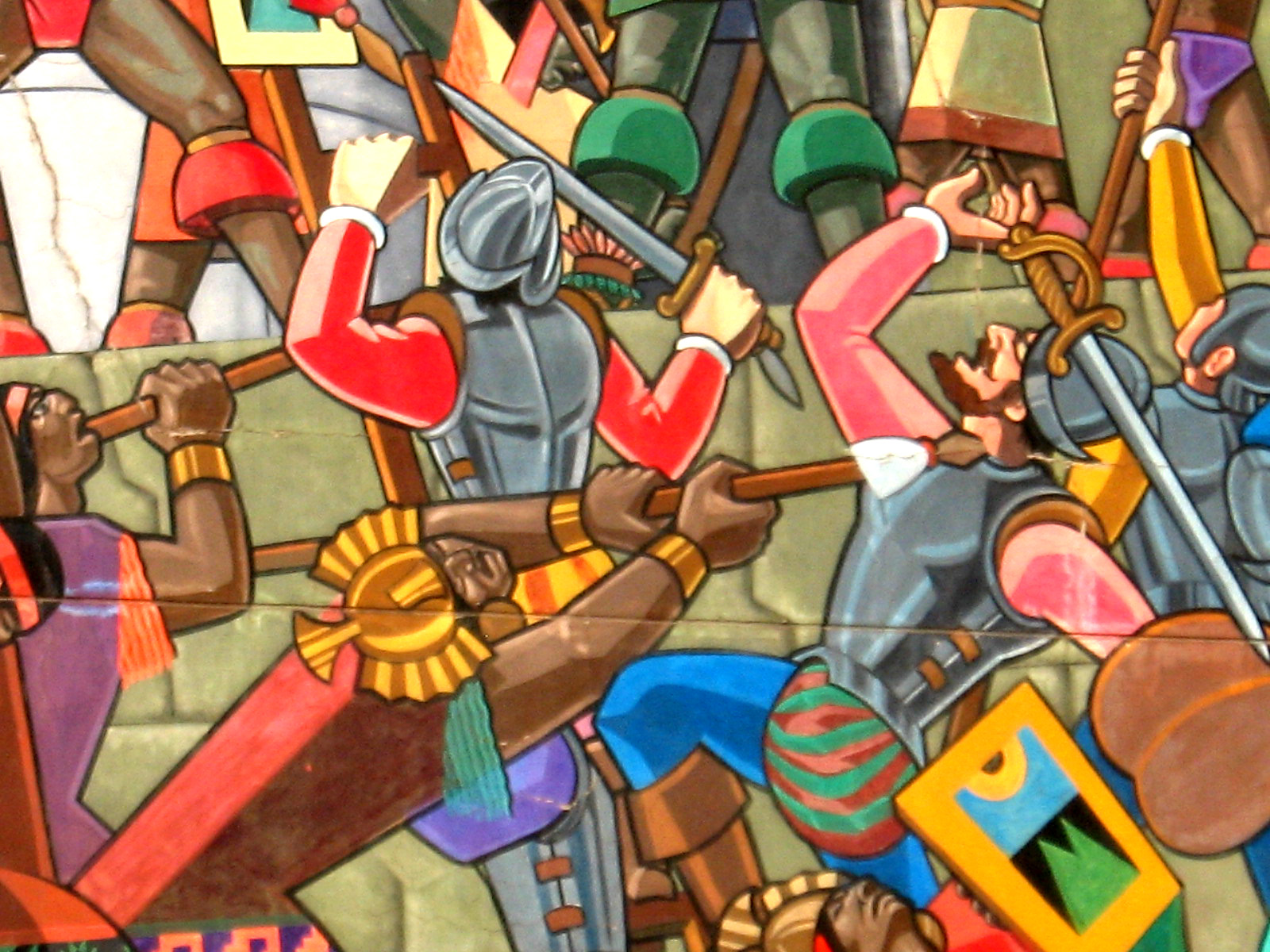
Las tropas de Quizquiz se enfrentaron al ejército combinado de Manco Inca y Pizarro. Pintura de Juan Bravo para la municipalidad del Cuzco.

La adhesión de Manco Inca a los españoles, adicionó más tropas cuzqueñas al lado de Francisco Pizarro; este inesperado apoyo, influyó en el ánimo del conquistador para entrar al Cuzco. Ya cerca de la ciudad imperial, se toparon con las huestes de Quizquiz, a las que presentaron batalla en Anta. Los atahualpistas atacaron y lograron matar a 3 caballos y a herir a muchos más; muchos españoles resultaron también heridos (se salvaban más que nada por estar protegidos con corazas y cascos de metal), y llegaron incluso a retroceder varios grupos de jinetes. Pero finalmente, viendo que era improbable ganar la batalla, los hombres de Quizquiz se retiraron; tampoco quisieron defender el Cuzco, pues vieron lo difícil que sería defender la ciudad imperial calle por calle. Cansados de una larga campaña llevada tan lejos de su tierra, muchos de ellos querían solo volver a Quito.

### Toma y saqueo del Cusco

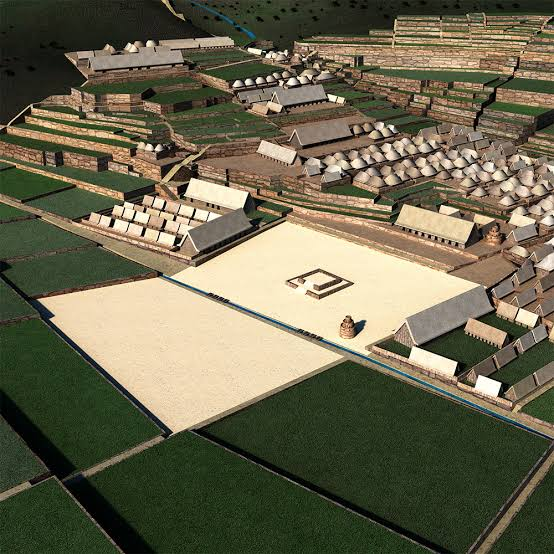
Restauración digital de lo que probablemente fue la ciudad del Cusco en la época incaica. Se puede apreciar en la imagen, la plaza central dividida por el río Saphy en dos sectores, la Huacaypata (lugar del llanto) y la Cusipata (lugar del regocijo).

Sin obstáculos, Pizarro entró al Cusco, junto con Manco Inca, la hueste española y los aliados incas (huascaristas o cusqueños).

«De este modo entró el Gobernador con su gente en aquella gran ciudad del Cusco sin otra resistencia ni batalla, el viernes a la hora de misa mayor, a quince días del mes de noviembre del año del Nacimiento de Nuestro Salvador y Redentor Jesucristo MDXXXIII [año 1533].»

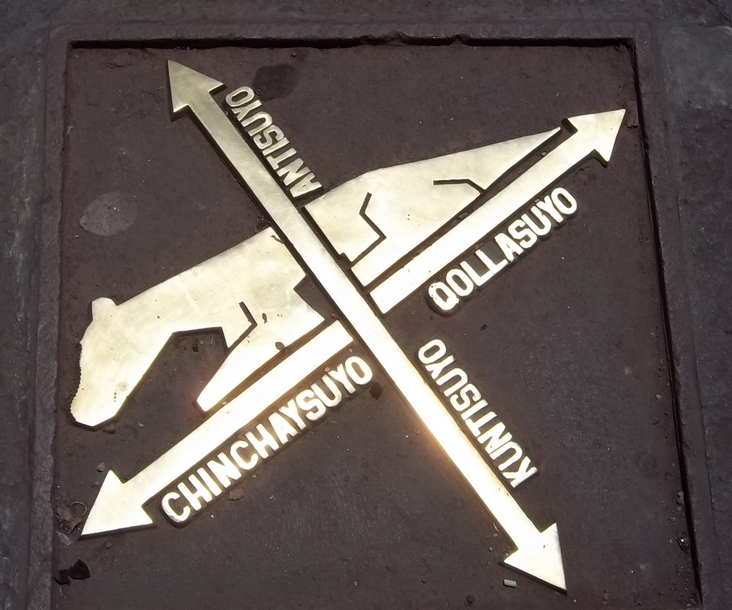
Representación de las cuatro divisiones del Imperio incaico (o Tahuantinsuyu), que partían del Cuzco, la ciudad capital con forma de puma.

No hay duda que en el Cuzco era la ciudad principal de todo el Tahuantinsuyo. Al ser tomada por los españoles, mermó significativamente la resistencia nativa, no sólo porque allí se encontraba toda la organización del imperio, sino por el significado que tenía para los ejércitos incas ver su capital tomada y dominada por los españoles.

Hay en dicha ciudad otros muchos aposentos y grandezas; pasan por ambos lados dos ríos que nacen una legua (5,5 kilómetros) más arriba del y desde allí hasta que llegan a la ciudad y dos leguas (11 kilómetros) más abajo, todos van enlosados para que el agua corra limpia y clara y aunque crezca no se desborde; tienen sus puentes por lo que se entra a la ciudad...

Pizarro llegó con su gente hasta la gran plaza cuadrada y, después de escudriñar sus edificios, mandó a algunos peones para que los visitasen. Como no encontraron nada que los llevase a desconfiar el gobernador tomó para sí el palacio de Casana, morada que fue del inca Huayna Cápac. Almagro se apropió de otro palacio que daba a la plaza ubicado junto al de su compañero. Gonzalo Pizarro hizo lo propio con el de Cora-Cora, mansión edificada por el inca Túpac Yupanqui.
Según explica el historiador José Antonio del Busto; parece que a continuación los soldados pidieron permiso para saquear la ciudad y el gobernador les concedió la gracia; por lo que los españoles entraron en los edificios de piedra, algunos de los cuales habían sido incendiados por los atahualpistas pero la mayoría se encontraba en buen estado. Dentro no hallaron tanto oro como quisieron encontrar pero recogieron, en cambio, muchísima cantidad de plata y piedras preciosas, chaquira reluciente, topos artísticos, cántaros metálicos y plumería multicolor. Después visitaron los depósitos de ropa fina siguiendo por los depósitos de comida, de calzado, de sogas de todos los tamaños, de armas ofensivas y defensivas, de barretas de cobre, los depósitos de coca y de ají; encontraron, también, los depósitos de cuerpos desollados usados para fabricar tambores de guerra.

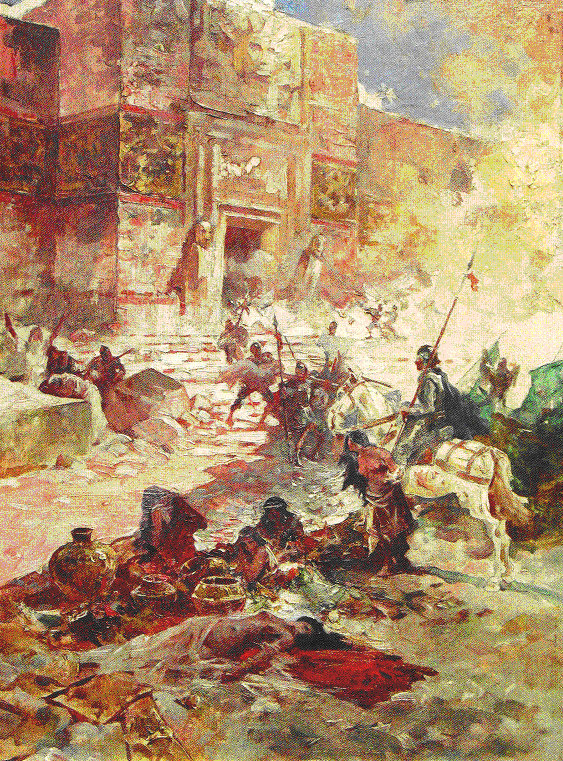
El saqueo de Coricancha (Templo del Sol del Cuzco), por parte de los conquistadores españoles. Cuadro del pintor peruano Teófilo Castillo.

Los españoles prosiguieron el saqueo hacia los barrios sacerdotales. Primero enrumbaron al Acllahuasi o Casa de las Vírgenes, con la intención de violar a las vírgenes del Sol, pero los atahualpistas se las habían llevado para librarlas de ser profanadas junto con el oro y la plata del recinto. Enfadados y llenos de indignación, prosiguieron al Coricancha esperando hallar allí "más oro que en todo el Cuzco junto". Se cuenta que los soldados iban corriendo por las calles de muros pétreos rumbo al Templo del Sol cuando salió de aquel el anciano Víllac Umu o sumo sacerdote "lleno de santa ira" quien, tratando de cerrarles el paso, les advirtió que para entrar al recinto sagrado se debía ayunar un año, además de estar descalzo y con una carga sobre los hombros. Los españoles se detuvieron un instante y alguien tradujo sus palabras. Al entender estas ideas, lanzaron una carcajada y se precipitaron al interior del templo.
El oro y plata recolectados fueron fundidos, obteniéndose 580.200 pesos de «buen oro». El quinto real representó 116.460 pesos de oro; además la plata representó 25.000 marcos: 170.000 «eran de plata buena en vajilla y planchas limpias y buena, y el resto no porque estaba en planchas y piezas mezcladas con otros metales conforme se sacaba de la mina.»

### Proclamación de Manco Inca

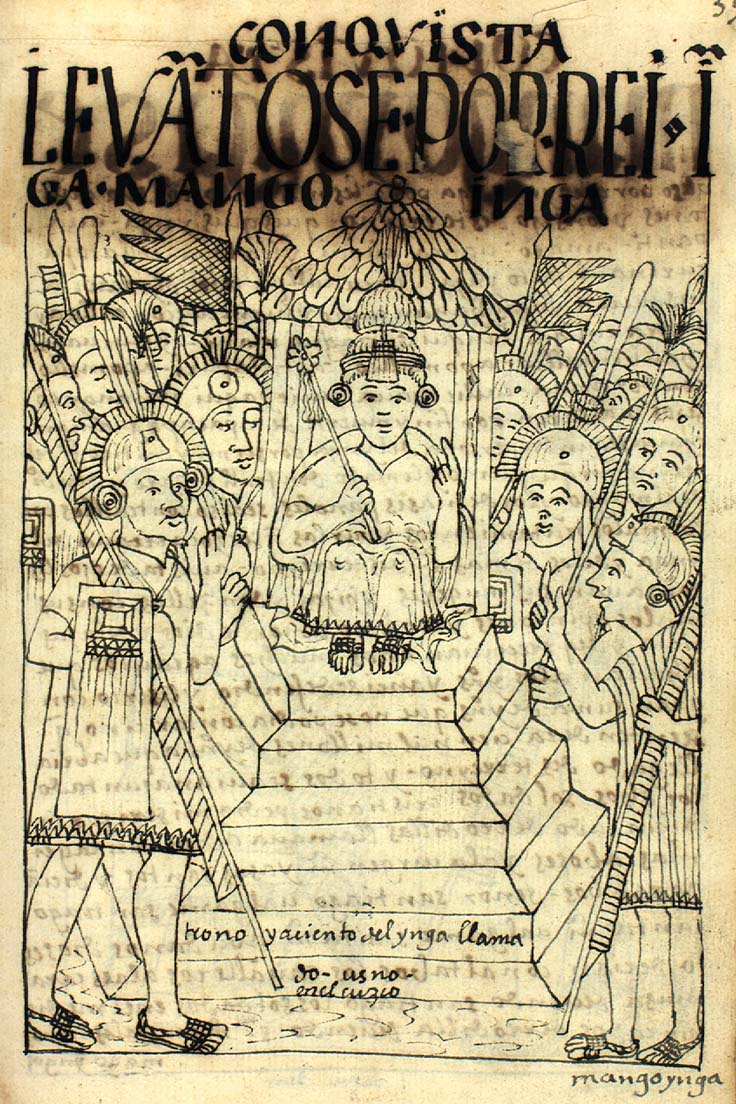
Dibujo de Guamán Poma de Ayala, que representa al inca Manco Inca Yupanqui sentado en su trono o usno.

Francisco Pizarro se apresuró en nombrar Sapa Inca a Manco Inca, por las razones que nos explica Villanueva Sotomayor:

“El 16 de noviembre, a un año de la toma de Cajamarca y de la captura de Atahualpa, Pizarro convirtió a Manco Inca en Sapa Inca. … e hízolo tan presto para que los señores y caciques no se fueran a sus tierras, que eran de diversas provincias y muy lejos unas de otras, y para que los naturales, no se juntaran con los de Quito sino que tuvieran un señor separado al que habían de reverenciar y obedecer y no se abanderizaran, y así mandó a todos los caciques que lo obedecieran por señor e hicieran todo lo que les mandara”.

Era costumbre inca que cada curaca tuviera en el Cuzco su alojamiento, porque tenía que venir a la ciudad imperial para entregar sus tributos al Sapa Inca, a las fiestas (principalmente, al Inti Raymi) y a toda convocatoria que se le hiciera desde el «Ombligo del mundo». Pero, además, el auqui del curaca (su hermano o uno de sus hijos) siempre estaba en el Cusco, disfrutando de los favores de la corte del Inca. Su permanencia era la garantía del vínculo entre el Estado cuzqueño y los dominios del curaca. Era una especie de rehén. Si Pizarro no optaba por darle el mando imperial a Manco Inca, los auquis y los curacas que estaban en esos momentos en el Cuzco, podían romper ese vínculo y actuar a su manera. Tal vez, podrían haberse unido a las tropas rebeldes de Quizquiz u organizar de otro modo la resistencia.
Los nobles del Cusco no se daban cuenta aún de que Francisco Pizarro estaba manipulando el gobierno del Imperio al nombrar como Sapa Inca primero a Túpac Hualpa y luego a Manco Inca, manteniéndolos como rehenes, incluso. Para organizar mejor la resistencia inca, bien pudieron haber nombrado los curacas del Cusco al nuevo Inca de entre las panacas reales y manejar el gobierno con más independencia, pero la guerra civil ya había llegado a la capital del imperio. Lo cierto es que ni huascaristas ni atahualpistas lo hicieron, con lo que se perdió la oportunidad de unir nuevamente al Imperio y ofrecer a los españoles una resistencia más organizada y efectiva.
El otro concepto que podría explicar la aislada resistencia sería el modo de combatir de ambos ejércitos: mientras los incas ofrecían batalla en campo abierto de manera franca; los españoles apelaban a argucias para derrotarlos incluso antes de presentar batalla.
Manco Inca fue proclamado Sapa Inca, pero a la vez vasallo de la Corona española. Los españoles lo llamaron Manco II, pues se enteraron de que el primer Inca se llamaba también Manco (Manco Cápac). Francisco Pizarro hizo legalizar el vasallaje de Manco Inca un día domingo saliendo de misa a la que había asistido junto con él. Los hizo salir a la plaza al Sapa Inca, y le ordenó a su secretario Sancho de la Hoz que leyera la «demanda y requerimiento.» Pizarro siguió el protocolo español tradicional para estos casos; al final Pizarro abrazó a Manco Inca y este retribuyó el gesto, ofreciéndole chicha en un vaso de oro.

### Batalla de Capi
Pizarro, entre tanto, al no ser hostilizado cuando tomó el Cusco, organizó otro ejército con gente de Manco Inca que logró reunir «cinco mil guerreros». Pizarro ordenó a Hernando de Soto, que apoyara a dicha tropa indígena con 50 de a caballo, saliendo del Cuzco para presentar batalla a Quizquiz a 5 leguas de la ciudad, en donde estaba su campamento. En la localidad de Capi, se enfrentaron ambos ejércitos, de donde salió victoriosa la tropa combinada de Manco Inca y los españoles, pero sin poder redondear su triunfo. Luego de esta batalla, regresaron al Cusco. El general Paullu Inca, que comandaba las tropas de Manco Inca, persiguió al ejército de Quizquiz, siendo derrotados en esa persecución; en el Cuzco se recibió la noticia «que les habían muerto mil indios». Entre tanto Manco Inca solicitó a los curacas «gente de guerra», y en menos de diez días, tenía en el Cuzco un ejército de 10 mil guerreros.

### Segunda batalla de Jauja
Llegado el verano y las copiosas lluvias estivales, no se organizó ninguna campaña contra las tropas de Quizquiz. En febrero de 1534, el ejército de Manco Inca, que a la sazón contaba con 25 mil soldados y los 50 de a caballo de Hernando de Soto, se puso en movimiento, persiguiendo al general atahualpista, por la ruta de Vilcashuamán. Llegando a Vilcashuamán, el ejército de Manco Inca, descansó; allí fueron noticiados de que el ejército de Quizquiz marchaba sobre Jauja. Esto preocupó sobremanera a la tropa española, porque en Jauja, se encontraba la guarnición que había dejado Pizarro, durante su avance sobre el Cuzco. No pudiendo cruzar el río Pampas en balsas, demoraron 20 días en rehacer el puente destruido por los atahualpistas.
Mientras tanto, en Jauja se producía una cruenta batalla, entre el capitán Gabriel de Rojas y Córdova y el general Quizquiz. El primero tenía a su mando 40 españoles, 20 de ellos jinetes, y estaba apoyado por 3000 huancas, especialmente jaujinos, enemigos mortales de los atahualpistas. Los españoles alinearon también en su bando a los indios yanaconas, que por primera vez participaban como soldados. La alianza indo-española surtió efecto y las tropas de Quizquiz tuvieron que retirarse sin lograr tomar Jauja.
Por su parte, los jinetes de Hernando de Soto más 4.000 guerreros del ejército de Paullu Inca, se apresuraron a ir en auxilio de los españoles de Jauja. Manco Inca y el resto de su ejército, regresó al Cuzco.

### Fundación española del Cusco
El 23 de marzo de 1534, Francisco Pizarro realiza la fundación española de la ciudad del Cuzco con el título de «La Muy Noble y Gran Ciudad de Cuzco». Se hizo el acta de fundación, extendida por el escribano Pedro Sancho de la Hoz, que firmaron Diego de Almagro, Hernando de Soto, Juan Pizarro y el capitán Gabriel de Rojas y Córdova. Al día siguiente se formó el primer Cabildo: como alcaldes ordinarios figuraban Francisco Beltrán de Castro y Pedro de Candía; y como regidores, Juan Pizarro, Rodrigo Orgóñez, Gonzalo Pizarro, Pedro del Barco, Juan de Valdivieso, Gonzalo de los Nidos, Francisco Mexía y Diego Bazán. Como en toda ciudad española, se escogió la Plaza Mayor, el sitio de la iglesia, y se procedió a hacerse el reparto de solares, tierras e indios, entre los 40 españoles que decidieron instalarse como vecinos.
Bajo el pretexto de «los enseñaran y doctrinarán en las cosas de nuestra santa fe católica», se entregó a los españoles una cantidad de indios para su uso en trabajo e impuestos. Pizarro favoreció a sus amigos en el reparto de solares, tierras y nativos. Ello disminuyó la ya frágil cohesión española, aumentó las diferencias y ahondó los resentimientos entre ellos.
Por ese tiempo llegó la noticia de que Pedro de Alvarado, el conquistador que actuó en México y Guatemala, se hallaba proyectando un expedición al Perú, reuniendo barcos y gente, con el evidente propósito de arrebatarle a Pizarro y a sus hombres la conquista del imperio incaico. Esa fue una de las razones que impulsó a Pizarro la fundación del Cuzco, a fin de que Alvarado no arguyera que la tierra carecía de dueño y que podía reclamar derechos sobre ella. Pizarro envió también a Diego de Almagro a que bajara a la costa y la tomara en posesión del rey de España. Luego, como ya vimos, envió a Hernando de Soto con una partida de jinetes e indios aliados en persecución de Quizquiz. Por su parte, Pizarro se alistó para regresar a Jauja, donde dejara una guarnición al mando de Alonso de Riquelme; se proponía fundar allí una ciudad destinada a ser la capital de su gobernación.

### Fundación española de Jauja
Preocupado por la situación de Jauja, Francisco Pizarro, en compañía de Manco Inca y de su ejército, salió del Cuzco con dirección al norte, en busca de Quizquiz. En el trayecto encontró las señales de guerra que dejaron los atahualpistas en su retirada: puentes quemados, campos de cultivo arrasados, tambos saqueados. En Vilcas, se enteró de que Quízquiz y su ejército se hallaban en retirada hacia el norte, tras haber sido rechazados por los españoles de Jauja y sus aliados huancas. Pero junto con esta noticia alentadora, llegó otra preocupante: un hijo de Atahualpa bajaba desde Quito con un gran ejército de indios caníbales, dispuesto a vengar la muerte de su padre. Pizarro le pidió entonces a Manco Inca que avisara a los suyos el envío de un refuerzo de 2000 indios; luego continuó a Jauja, donde entró el 20 de abril de 1534. Allí le recibió alborozado Riquelme, quien le puso al tanto de los sucesos ocurridos.
El 25 de abril de 1534, Pizarro fundó la nueva ciudad española de Jauja, con el propósito de convertirla en la capital de su gobernación. Se realizó el reparto de solares y demás actos protocolares de la ocasión. En este ínterin llegaron los refuerzos del Cuzco, consistente en otros 2000 indígenas, que se sumaron a los españoles.

### Batalla de Maracaylla

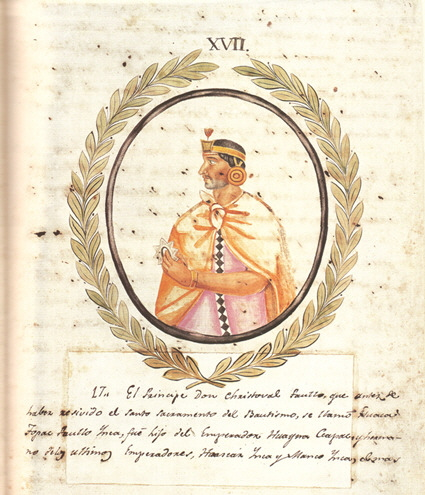
Paullu Inca en Recuerdos de la monarquía peruana de Justo Sahuaraura Inca (1850).

Hernando de Soto y Paullu Inca, al frente de 20 españoles de a caballo y 3000 guerreros incas, fueron en búsqueda de Quizquiz, alcanzándolo en Maracaylla, en donde se produjo el enfrentamiento (posiblemente a fines de mayo de 1534). Villanueva, dice que el enfrentamiento fue duro, aunque no de «cuerpo a cuerpo», ya que un ejército se encontraba en una orilla del río Mantaro y el otro, en la otra orilla; las armas que más se usaron en esta batalla, fueron la ballesta, flechas y «arcos como de piedra». Los españoles, decidieron cruzar el río, mientras las tropas atahualpistas iniciaron la retirada del lugar, siendo perseguidas por las tropas de Paullu Inca «hasta hacerlas ocultar en un monte». Como no salían de él, las tropas de Paullu Inca, las atacaron en ese monte, muriendo varios curacas comarcanos y miles de las tropas de Quizquiz, que se retiraron, siendo perseguidos por Paullu Inca, «tres leguas». Maracaylla significó la derrota definitiva de Quizquiz.
El ejército atahualpista se retiró a Tarma. Allí, el curaca lugareño le impidió la entrada al pueblo, presentándole batalla. Quizquiz continuó entonces su retirada hacia Quito.

### Conquista de Quito

Principales asentamientos españoles entre 1532 a 1547 en las rutas de los conquistadores.

Por su parte, Diego de Almagro recorría la costa. Cerca de la antigua ciudad chimú de Chan Chan realizó la primera fundación de la ciudad de Trujillo.

Siguiendo más al norte, Almagro llegó a San Miguel de Tangarará (Piura), donde se enteró de que el capitán Sebastián de Belalcázar (que había quedado allí al frente de la guarnición española), había partido rumbo a Quito, al frente de 200 hombres, atraído por las inmensas riquezas que, según se decía, poseía esa región.

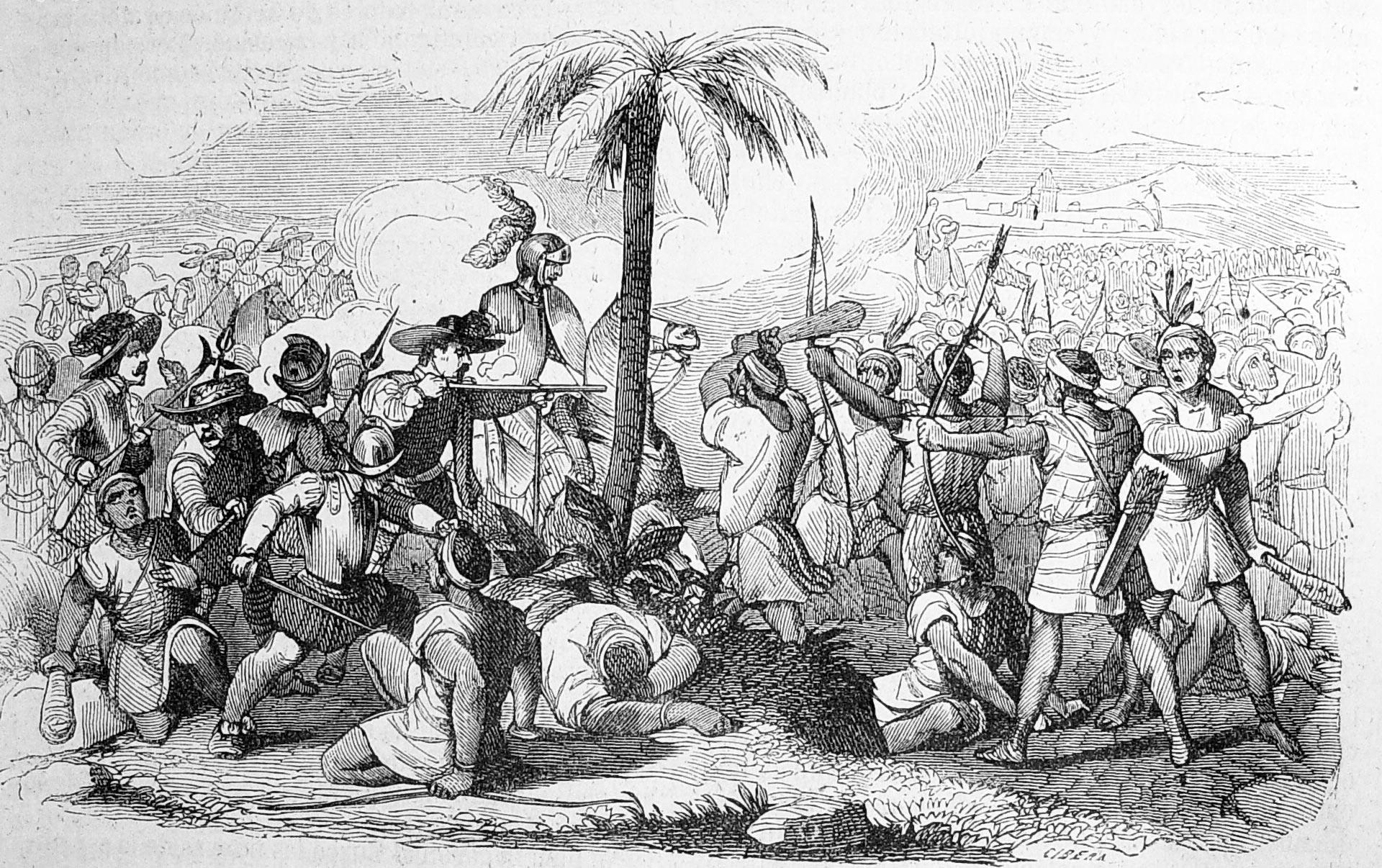
Grabado de la historia de Prescott que representa una de las batallas libradas en Riobamba entre españoles y nativos.

Belalcázar emprendió así, por su cuenta la conquista de Quito, donde se hallaba en pie de guerra el general atahualpista Rumiñahui, que había levantado un numeroso y aguerrido ejército de quiteños. Los cañaris, que hasta entonces formaban parte de la confederación quiteña, se aliaron con los españoles, y juntos marcharon contra Rumiñahui. Se libró la sangrienta batalla de Tiocajas o Teocaxas. En ella se revelaron los cañaris como excelentes guerreros, convirtiéndose así en valiosos auxiliares de los españoles. Las tropas hispano-cañaris lograron romper el cerco de los quiteños y maniobrando con la caballería, atacaron al enemigo por la retaguardia, derrotándole. Rumiñahui se fortificó en Riobamba, donde los españoles y cañaris le atacaron; aunque estos en un primer momento fueron rechazados, luego contraatacaron dando un rodeo y capturaron la ciudad. Otra victoria española se produjo en Pancallo, cerca de Ambato.
Es muy célebre un episodio de esta guerra, que cuenta que, estando Rumiñahui a punto de ganar a las tropas españolas y cañaris, erupcionó el volcán Tungurahua (julio de 1534), lo que causó que parte de su ejército, temiendo la ira divina, se desmoralizara y se retirara, pudiendo así los españoles contraatacar y hacerse del triunfo.
Los quiteños se retiraron más hacia el norte. Rumiñahui, viendo que era imposible defender la ciudad de Quito, la abandonó, llevándose sus riquezas y matando a las acllas o vírgenes del sol, para evitar que cayeran en poder de los hispanos. Belalcázar ingresó a Quito, encontrándola incendiada.
Rumiñahui, con los últimos restos de sus diezmadas tropas, puso todavía alguna resistencia en Yurbo, hasta que se adentró en la selva y no se supo de él por algún tiempo.
Tras la retirada de Rumiñahui, Almagro y Benalcázar se encontraron cerca de Riobamba, donde fundaron, en las llanuras de Cicalpa, cerca de la laguna de Colta, la ciudad de Santiago de Quito (antecedente de la actual Quito), el 15 de agosto de 1534.  Pero antes de consolidar la conquista, los dos capitanes españoles se pusieron de acuerdo para enfrentar otro peligro que se cernía: la presencia del adelantado Pedro de Alvarado, que pretendía arrebatarles sus conquistas.

### La expedición de Pedro de Alvarado
Efectivamente, una expedición de cuatro navíos, procedente de Guatemala y al mando Pedro de Alvarado, había arribado a las costas del actual Ecuador, desembarcando en Puerto Viejo, más precisamente en la Bahía de Caráquez, el 10 de febrero de 1534. En total eran 500 soldados españoles, de los cuales 150 eran de a caballo, así como 2000 indios centroamericanos y considerable número de negros. Enrumbaron hacia Quito, a través de una región tropical poblada de pantanos y maleza. Fue una de las más desgraciadas expediciones de la conquista española. El hambre y el frío causaron grandes estragos. Murieron 85 españoles y 6 mujeres castellanas; así como un crecido número de indios auxiliares y negros esclavos, aunque nadie se preocupó en llevar la cuenta exacta. La marcha por la cordillera fue igualmente penosa, en medio de la nieve que cegaba la vista y en el preciso momento en que erupcionaba el volcán Cotopaxi. Pero Alvarado insistió en su empeño de llegar a Quito y no torció de rumbo.
Preocupado Francisco Pizarro por la presencia de Pedro de Alvarado en el Perú, instruyó a Diego de Almagro para que celebrase negociaciones con él. Almagro dejó a Sebastián de Benalcázar como gobernador en Quito y fue al encuentro de Pedro de Alvarado. En el trayecto, trabó un encuentro con los indios rebeldes, a quienes derrotó en la batalla de Liriabamba.
El encuentro entre Almagro y Alvarado se produjo en Riobamba. En un principio se temió un enfrentamiento bélico entre ambos, a tal punto que el intérprete de Almagro, el célebre Felipillo, viendo que las fuerzas de Alvarado eran más numerosas, se pasó al campamento de este y le ofreció su apoyo, llevando consigo a algunos curacas o caciques indios. Pero ambos capitanes españoles optaron por celebrar conversaciones para solucionar el problema de manera pacífica. Alvarado sostenía que la ciudad del Cuzco no estaba incluida dentro de los límites de la gobernación de Pizarro, por lo que cualquiera podía ir a marchar a conquistar esa ciudad y los territorios situados más al sur. Alvarado se equivocaba, pero se dice que Almagro, al principio, quiso negociar con él una alianza para ir a conquistar juntos las regiones situadas al sur del Cuzco. Pero luego de tres días de conversaciones, Almagro notó que los títulos de Alvarado no estaban del todo claros, por lo que optó por defender la causa de Pizarro. Almagro aprovechó también la ocasión para ganarse a los soldados de Alvarado, quienes se pasaron a su bando. Pedro de Alvarado, viendo que tenía las de perder, optó por transar con Almagro: decidió retornar a Guatemala, dejando en el Perú a su tropa, buques y todo el parque, a cambio una crecida suma de dinero: 100.000 pesos de oro. Esa compensación significaba el doble del oro que recibió Francisco Pizarro en la repartición de Cajamarca. Por solo llegar hasta el Perú, Alvarado recibió más oro que la que obtuvo por todas sus conquistas de Mesoamérica. El acuerdo se firmó el 26 de agosto de 1534.
Posteriormente, a principios de 1535, Alvarado se entrevistó con Pizarro en Pachacámac, y recibió su pago en oro. Hubo festejos por este acontecimiento. Se dice que Pizarro, no tan conforme con el abultado precio acordado, adulteró el oro con cobre. De todos modos, para Pizarro y Almagro, fue un gran negocio haber adquirido las tropas, los navíos y los pertrechos traídos por Pedro de Alvarado, pues con ellos podían consolidar la conquista.

### Fundación española de Quito
Poco después de la firma del pacto con Alvarado, Almagro fundó la villa de San Francisco de Quito, el 28 de agosto de 1534. Esta fundación se realizó en la llanura de Cicalpa, en el mismo sitio donde poco antes fundara la ciudad de Santiago de Quito. Sentó el acta respectiva el escribano Gonzalo Díaz. Se nombró a los funcionarios del cabildo y se designó a Sebastián de Benalcázar como teniente de gobernador. Sin embargo, se trataba solo de disposiciones nominales, ya que la conquista aún no se había definido.
Benalcázar se quedó en Quito, mientras que Diego de Almagro y Pedro de Alvarado, iniciaron su marcha hacia el sur, rumbo al Perú, al encuentro de Pizarro.
Benalcázar se encargó de asentar la conquista española de Quito, lo que le llevó algunos meses. Finalmente, el 6 de diciembre de 1534, ingresaba, por segunda vez, en el centro de la ciudad incaica de Quitu, fundando, sobre los escombros que dejara Rumiñahui, la villa de San Francisco de Quito, actual ciudad de Quito.

### Campaña de Quizquiz en el norte
Mientras que Almagro y Alvarado avanzaban al sur, Quizquiz, que había escapado de la persecución de Hernando de Soto y Manco Inca, reorganizaba sus fuerzas y marchaba hacia la región de Quito. Planeaba recuperar esta ciudad. Actuando con habilidad, el general atahualpista logró separar a las fuerzas de Almagro y Alvarado, y se abalanzó sobre este último. Pero Alvarado, hábil militar fogueado en la conquista de México, pasó a la ofensiva y capturó al general Socta Urco, jefe de la vanguardia de Quizquiz.
Envalentonado, Alvarado prosiguió su avance hacia el sur, sin esperar a Almagro, que se había quedado rezagado. En una pelea que entabló con Quizquiz perdió a 14 españoles. Por su parte, Almagro enfrentaba a un lugarteniente atahualpista, Huayna Palcón (un noble de sangre inca), sin lograr desalojarlo de las posiciones que ocupaba.
En otro ocasión, Quizquiz atacó a los españoles cuando subían por una cuesta luego de cruzar un río, logrando matar a 53 de ellos y a un buen número de caballos. Fue la primera batalla en la que murieron un número crecido de españoles, si se compara con el número total de la hueste hispana. Sin embargo, unos 4.000 hombres atahualpistas desertaron y se pasaron al bando español (posiblemente eran los cargadores, reclutados a la fuerza). A partir de entonces, Quizquiz sufrió grandes derrotas, hasta que finalmente, los últimos restos de sus tropas fueron deshechas por Benalcázar en la segunda batalla de Riobamba.

### Muerte de Quizquiz
Quizquiz, junto con Huayna Palcón, se replegó hacia la selva para planear la estrategia a seguir en la lucha contra los invasores hispanos. Quizquiz quería desarrollar una lucha de guerrillas hasta rehacer sus fuerzas, a lo que Huayna Palcón se opuso. Este, al parecer, deseaba un entendimiento con los españoles. En medio de la acalorada discusión que se desató, Huayna Palcón cogió una lanza y atravesó el pecho de Quizquiz, matándolo.
Así terminó la vida el indómito general de Atahualpa que en todo momento se mantuvo fiel a su señor. Se sabe que, al igual que Chalcuchímac, era cuzqueño, de origen plebeyo, y que por sus hazañas militares mereció su ascenso a la nobleza de privilegio. Su nombre quechua significa “langosta” y dícese que lo adoptó pues al igual que el sonido de las langostas atemorizaba a sus enemigos. Cabe señalar que del famoso trío de generales atahualpistas –Rumiñahui, Quisquis y Chalcuchímac–, solo el primero era quiteño; sin embargo, hay que destacar que todos ellos condujeron tropas quiteñas en apoyo de Atahualpa, enfrentando al bando cusqueño u huascarista, durante la guerra civil incaica.

### El fin de Rumiñahui

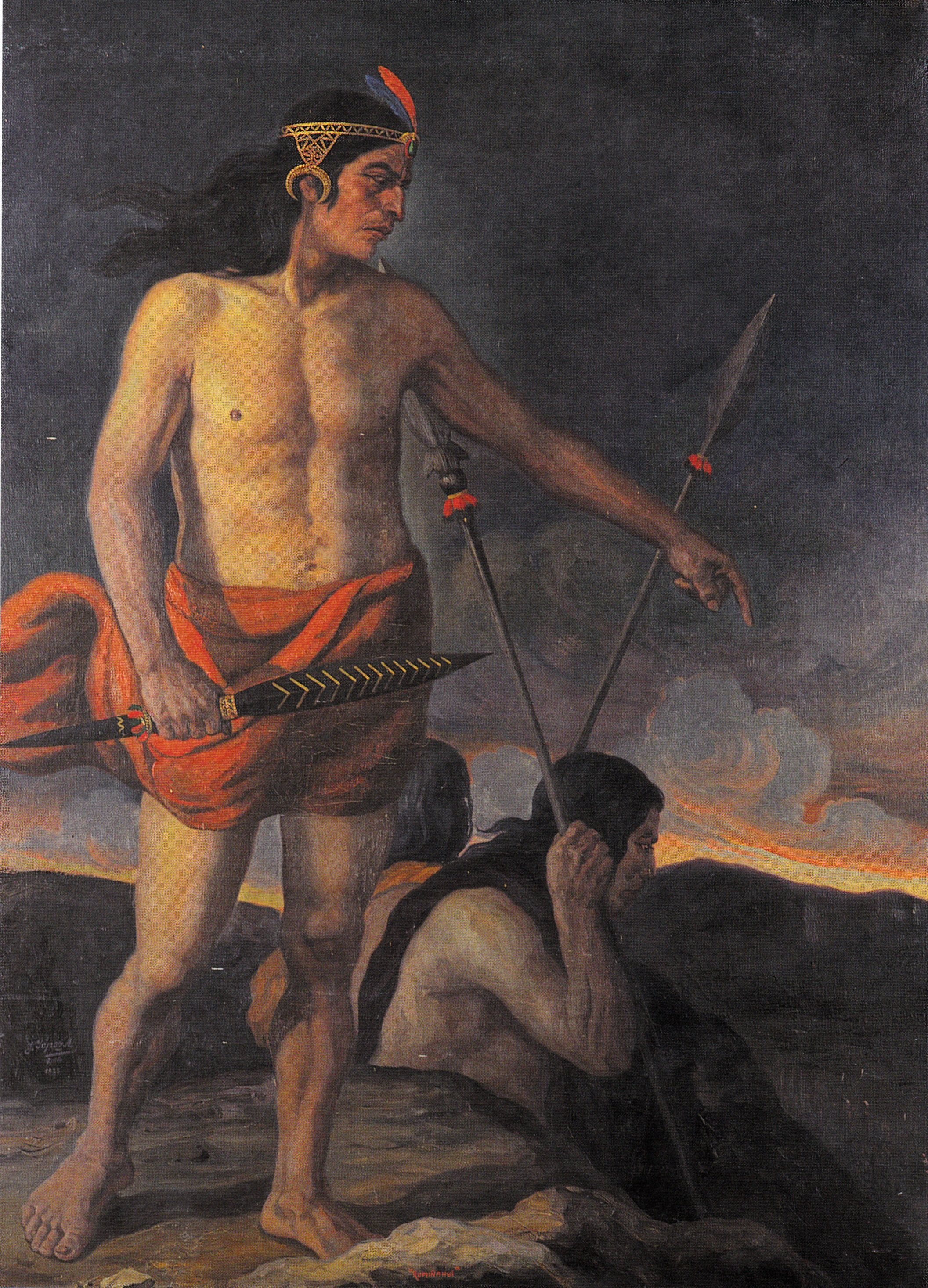
Representación del jefe militar inca Rumiñahui, óleo sobre lienzo del artista quiteño José Yépez.

Rumiñahui intentó reorganizar la resistencia indígena y recuperar Quito, pero fracasó ante la poderosa alianza forjada entre españoles e indios. Si bien los españoles eran solo unos cientos, sus aliados indígenas eran miles; estos últimos fueron sin duda los que inclinaron la balanza a favor de los invasores europeos. No solo eran los cañaris los que apoyaban a los españoles, sino también los cuzqueños, traídos por Almagro, que clamaban venganza contra los quiteños por las masacres que estos habían cometido en el Cuzco durante la guerra civil incaica. Los cuzqueños pensaban que los españoles les ayudaban a recuperar la comarca de Quito; pronto se darían cuenta de su error. El indómito Rumiñahui fue finalmente reducido y capturado junto con algunos de sus capitanes, siendo ejecutado en Quito, en junio de 1535. Posiblemente fue ahorcado,  aunque una leyenda muy popular dice que fue quemado vivo en la actual Plaza Grande de Quito.
Con la muerte de Quizquiz y Rumiñahui, se cerró todo un ciclo de la conquista española del Tahuantinsuyo. En resumen, esta etapa se vio marcada por la resistencia que los atahualpistas, al mando de Quizquiz y Rumiñahui, dieron a los españoles, mientras que estos eran apoyados por los cusqueños o huascaristas, así como por diversas etnias del imperio incaico, como los cañaris y los huancas. En la siguiente etapa, sería un grupo de rebeldes incas propiamente dichos, es decir, pertenecientes a la etnia del Cuzco, quienes, al mando de Manco Inca, emprenderían un levantamiento armado que se convertiría en una cruzada por la reconquista, enfrentando a los españoles, los demás nobles incaicos y a sus aliados nativos de otras etnias.

## La resistencia inca y los inicios de la era virreinal

### La fundación de la Ciudad de los Reyes (Lima)

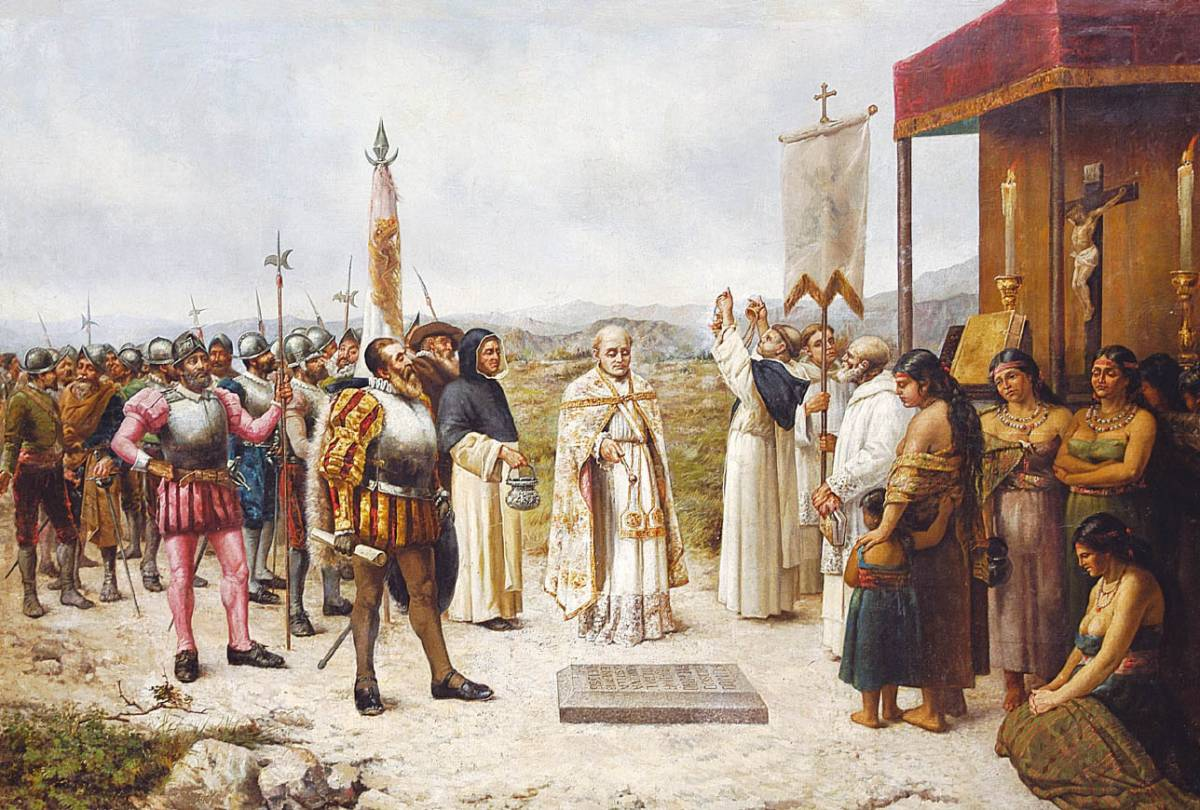
Fundación de Lima. Óleo sobre tela de José Effio (1845-1920) en el Museo Nacional de Antropología, Arqueología e Historia del Perú.

Con la entrada de los españoles en la ciudad del Cuzco en noviembre de 1533, concluyó la conquista militar del Tahuantinsuyo llevada a cabo por Francisco Pizarro, y dio comienzo el desarrollo del asentamiento español en el área dominada hasta ese momento por el Imperio inca. La Corona española nombró a Pizarro gobernador de las tierras que había conquistado, éste emprendió la búsqueda de un lugar adecuado para establecer su capital.
Su primera elección fue la ciudad de Jauja, sin embargo, esta ubicación fue considerada inconveniente por su altitud y su lejanía del mar al estar situada en medio de los Andes. Exploradores españoles dieron cuenta de un mejor lugar en el valle del Rímac, cerca del océano Pacífico, con abundantes provisiones de agua y madera, extensos campos de cultivo y un buen clima. Se trataba del pueblo de Rimac (pronunciado por los Yungas como Limac), habitado aproximadamente por 20.000 habitantes y ubicado en territorios del curaca de Rímac, Taulichusco. 
En la que sería la Plaza Mayor de Lima, Pizarro, como era costumbre entre los conquistadores españoles, fundó su nueva capital sobre una ciudad ya existente, el 18 de enero de 1535 con el nombre de "Ciudad de los Reyes", denominada de esta forma en honor a la epifanía. Con todo, al igual que había sucedido con la región, en un principio llamada Nueva Castilla y después Perú, la Ciudad de los Reyes perdió pronto su nombre en favor de "Lima". Pizarro, con la colaboración de Nicolás de Ribera, Diego de Agüero y Francisco Quintero trazaron personalmente la Plaza de Armas y el resto de la cuadrícula de la ciudad, construyendo el Palacio Virreinal (hoy día transformado en el Palacio de Gobierno del Perú, que de ahí conserva el nombre tradicional de "Casa de Pizarro") y la Catedral, cuya primera piedra puso Pizarro con sus propias manos.
En agosto de 1536, la floreciente ciudad fue sitiada por las tropas de Manco Inca, pero los españoles y sus aliados indígenas consiguieron derrotarlas. En los siguientes años Lima ganó prestigio al ser designada capital del Virreinato del Perú y sede de una Real Audiencia en 1543.

### Expedición de Almagro al Collasuyo
Reforzada el dominio español por el norte del Tahuantinsuyo, Almagro inició los preparativos de su expedición al Collasuyo con buenos auspicios. Le llegaron noticias de los incas de que la región al sur del Cuzco estaba poblada de oro, por lo que juntó fácilmente 500 españoles para la expedición, muchos de los cuales no lo habían acompañado al Perú. Iban también en la expedición unos 100 esclavos negros y unos 1500 yanaconas para el transporte de las armas, ropas y víveres.
Las noticias que les llegaban del valle de Chile eran absolutamente falsas, pues los incas planeaban una rebelión contra sus dominadores y deseaban que aquel grupo tan numeroso de españoles se alejara del Perú, sabiendo que al sur solo encontrarían indígenas hostiles. Para convencerlos, Almagro le pidió a Manco Inca que les preparara el camino junto a tres soldados españoles, el Inca les entregó a Vila Oma (sumo sacerdote inca) y a su hermano Paullu Inca como guías.
Almagro encomendó a Juan de Saavedra que se adelantase con una columna de 100 soldados para que, a la distancia de unas 130 leguas, fundase un pueblo y lo esperase con los alimentos e indios de relevo que pudiera reunir en aquellas comarcas.

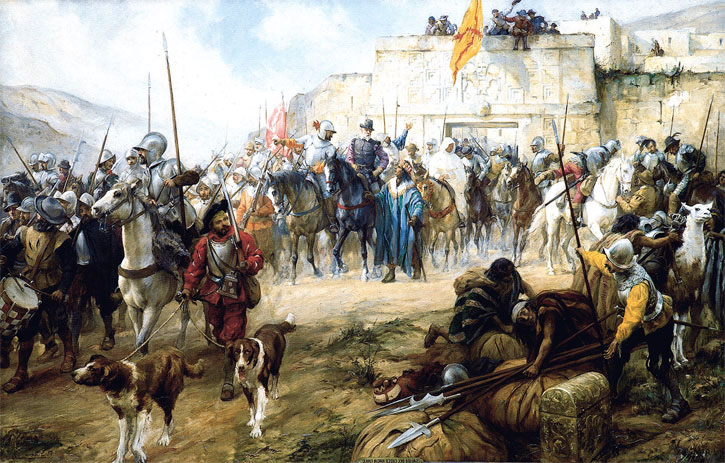
Expedición de Almagro a Chile, pintura de fray Pedro Subercaseaux.

Terminada los preparativos, el conquistador español salió del Cuzco el 3 de julio de 1535 con 50 hombres y se detuvo en Moina (a 5 leguas al oeste del Cuzco) hasta el 20 de ese mes, detenido por el inesperado arresto de Manco Inca por Juan Pizarro, acción que le dio problemas. En el Cuzco Almagro dejó a Rodrigo Orgóñez reclutando soldados para unirse a la expedición, cumpliendo Juan de Rada la misma comisión en la Ciudad de los Reyes.
Dejada atrás Moina, Almagro se encaminó por el Qhapaq Ñan recorriendo el área occidental del lago Titicaca. Cruzó el río Desaguadero y se encontró con Saavedra en Paria (Bolivia) a principios de agosto, quien había reunido a sus fuerzas a 50 españoles más, que pertenecían al grupo del capitán Gabriel de Rojas, y que decidieron abandonar a su jefe y dirigirse a Chile.
En Tupiza, Paullu Inca y Vila Oma habían recolectado oro de los tributos de la región. Los tres españoles que los acompañaban, mientras esperaban a Almagro, se habían dedicado al pillaje y continuaron el viaje sin esperarlo. Una caravana que supuestamente provenía de Chile con 90 000 pesos de oro fino de los tributos al Inca fue entregada a Almagro. En dicha ciudad, el conquistador se informó de los dos caminos posibles para llegar a Chile, desechando el del inhóspito desierto de Atacama.
Antes de que Almagro llegara a Tupiza, Vila Oma se escapó de la expedición con todos los porteadores y volvió al norte con planes de aprovechar la división de las fuerzas españolas. Pero Almagro y sus hombres siguieron adelante, ya que aún contaban con Paullu Inca como aliado.
En el otoño austral de 1536 llegaron al pie de la cordillera de los Andes, Almagro inició la transmontada con aproximadamente 2.500 hombres entre españoles, yanaconas y esclavos negros. En su avance por la cordillera, los expedicionarios sufrieron muchas penalidades, ya que caminaban agotados por el frío y el congelamiento de sus manos y pies, y además las penurias aumentaron al internarse por ese paisaje helado, inhóspito y silencioso, llegando incluso a detener el avance por falta de ánimos.
Después de cruzar la cordillera llegaron al valle de Copiapó y continuaron hacia el sur. En el valle de Aconcagua los indígenas fueron amistosos, gracias a la influencia que Gonzalo Calvo de Barrientos tenía sobre el cacique. Calvo era un español que se había establecido entre los indígenas luego de que en el Perú le cortaran las orejas como castigo por robo. Instalaron allí su campamento base y en el invierno de 1536, Gómez de Alvarado, con cerca de 90 hombres, avanzó por el valle central hasta el río Itata, donde se enfrentaron por primera vez con los mapuches en la batalla que después se conoció como Reinohuelén.
La ausencia de oro y ciudades indígenas, pero principalmente la noticia de que los representantes de la capitulación para resolver la jurisdicción sobre el Cuzco, habían llegado de España, decidieron a Almagro regresar a Copiapó. Allí, dos de sus capitanes que habían salido más tarde del Cuzco, le informaron que los españoles se encontraban sitiados en esa ciudad por un levantamiento por parte de Manco Inca. Tal situación reafirmó su intención de regresar al Cuzco, ayudar a los españoles, y después reclamar la ciudad de Cuzco para su gobernación. Una vez en Perú, el conflicto entre Almagro y Pizarro se agudizó convirtiéndose en una cruenta guerra civil.

### Manco Inca se subleva contra el régimen español

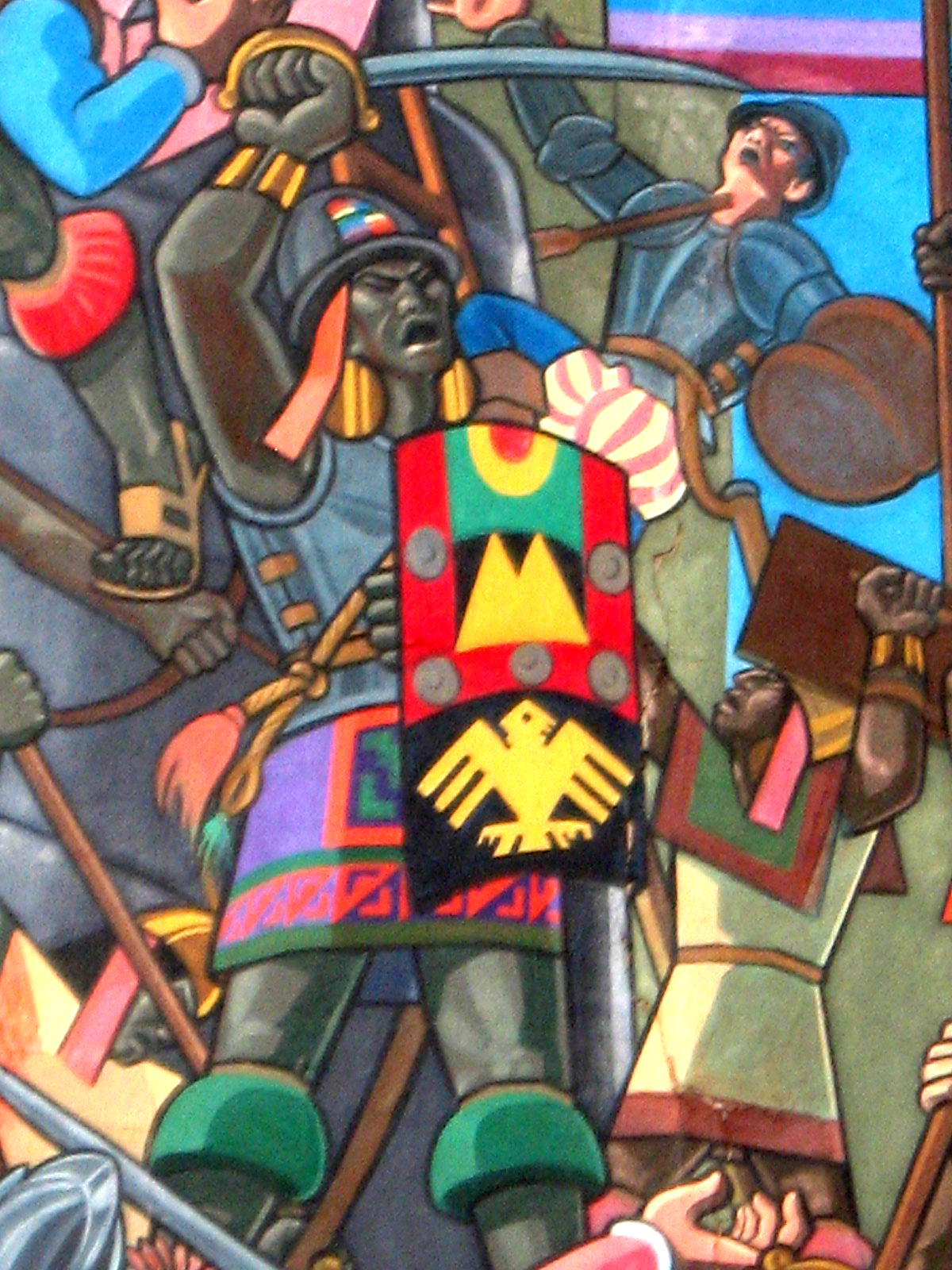
Manco Inca liderando la rebelión, detalle de pintura de Juan Bravo, en la municipalidad del Cuzco.

Finalizada la guerra contra los que acabaron con su panaca, se esperaría que existiese una armonía entre Manco Inca y los españoles, sin embargo la realidad fue diferente. Pronto el nuevo monarca se dio cuenta del craso error de confiar en los peninsulares por la serie de razones siguientes:
1. Estando en el palacio de sus antepasados, no podía reinar.
2. No podía recibir a sus súbditos sin ser vigilado.
3. No podía circular por el Cuzco con libertad.
4. Veía múltiples abusos que cometían los españoles contra las mujeres de la nobleza, pueblo y vírgenes del sol.
5. Se burlaban de él con bromas muy pesadas.
6. Era, desde el principio, un rehén de los conquistadores, llegando a ser en dos ocasiones un vilipendiado prisionero.

Por estas y otras razones planeó sacudirse de la influencia española. No obstante, sus planes fueron descubiertos y fue hecho prisionero a mediados del año 1535.
Mientras seguía prisionero Manco Inca, llegó a la capital imperial el conquistador Hernando Pizarro, incipiente teniente de gobernador general del Cuzco, quien prontamente lo puso en libertad en febrero de 1536, aunque sin que pudiera salir de la ciudad de Cuzco.
El monarca escondió su ira y se mostró resignado ante el español, al cual en señal de agradecimiento le regaló una vajilla, estatuas, vigas del Coricancha y aríbalos, todos hechos enteramente de oro. Notando el aumento de la ambición de Hernando le ofreció traerle la estatua del Inca Huayna Cápac «toda de oro, incluso las tripas». El comandante español mordió el anzuelo y dejó salir al Inca y a Vila Oma (mismo que se había escapado de la expedición de Almagro) de la ciudad, el 18 de abril de 1536, haciéndoles prometer su retorno. Sin embargo, la verdadera intención de Manco era reunir a sus generales y capitanes en Calca para rebelarse contra los españoles.
Hernando Pizarro, tras darse cuenta de su error, encabezó una expedición contra el ejército inca, que se había reunido en el cercano valle de Yucay. Este ataque fue un fracaso debido a que los españoles subestimaron gravemente el tamaño del ejército de Manco Inca. Éste, sin embargo, no atacó Cusco directamente sino que esperó hasta que reunió a todo su ejército, de entre 100.000 y 200.000 soldados con los que el 3 de mayo de 1536, de acuerdo con la cronología establecida por el historiador José Antonio del Busto, inició el cerco del Cusco contra las tropas españolas compuestas por 190 españoles (80 de ellos a caballo) y algunos miles de auxiliares indios.

### Asedio del Cuzco
Manco Inca dividió su ejército en cuatro cuerpos: las tropas del Chinchaysuyo eran conducidas por los generales Coyllas, Osca, Curi Atao y Taype; las del Collasuyo, las más numerosas, eran conducidas por el general Lliclli; las del Contisuyo, por los generales Sarandaman, Huaman Quilcana y Curi Huallpa; y las del Antisuyo, mayormente flecheros y cerbataneros, por los generales Rampa Yupanqui y Anta Allca.
El ejército inca lanzó un ataque a gran escala contra la plaza principal de la ciudad, conquistando gran parte de esta. Los 190 conquistadores comandados por Hernando, Juan y Gonzalo Pizarro, junto con esclavos negros, nicaraguas, guatemalas, chachapoyas, cañaris, huascaristas y miles de indios auxiliares a su servicio, se hicieron fuertes en dos grandes edificios cercanos a la plaza central, desde donde consiguieron rechazar los ataques incas y lanzaron frecuentes contraataques.
La estrategia inicial de los españoles fue resistir el ataque perpetrado en los edificios. Ello generó burlas por parte del ejército de Manco Inca, quienes desde sus posiciones avanzaron sobre la ciudad, logrando incendiar los tejados de las casas. Los españoles, presas del pánico, creyeron ver al Apóstol Santiago el Mayor luchando contra los incas y a la Virgen María apagando los incendios.
Nuevamente la situación de los conquistadores se logró empeorar, cuando las tropas de Manco Inca tomaron Sacsayhuamán, lugar estratégico para dominar el Cuzco. Una vez roto el cerco, impetuosamente se dirige el ataque español a la fortaleza, chocando varias veces con las enormes murallas del complejo.

### Batalla de Sacsayhuamán

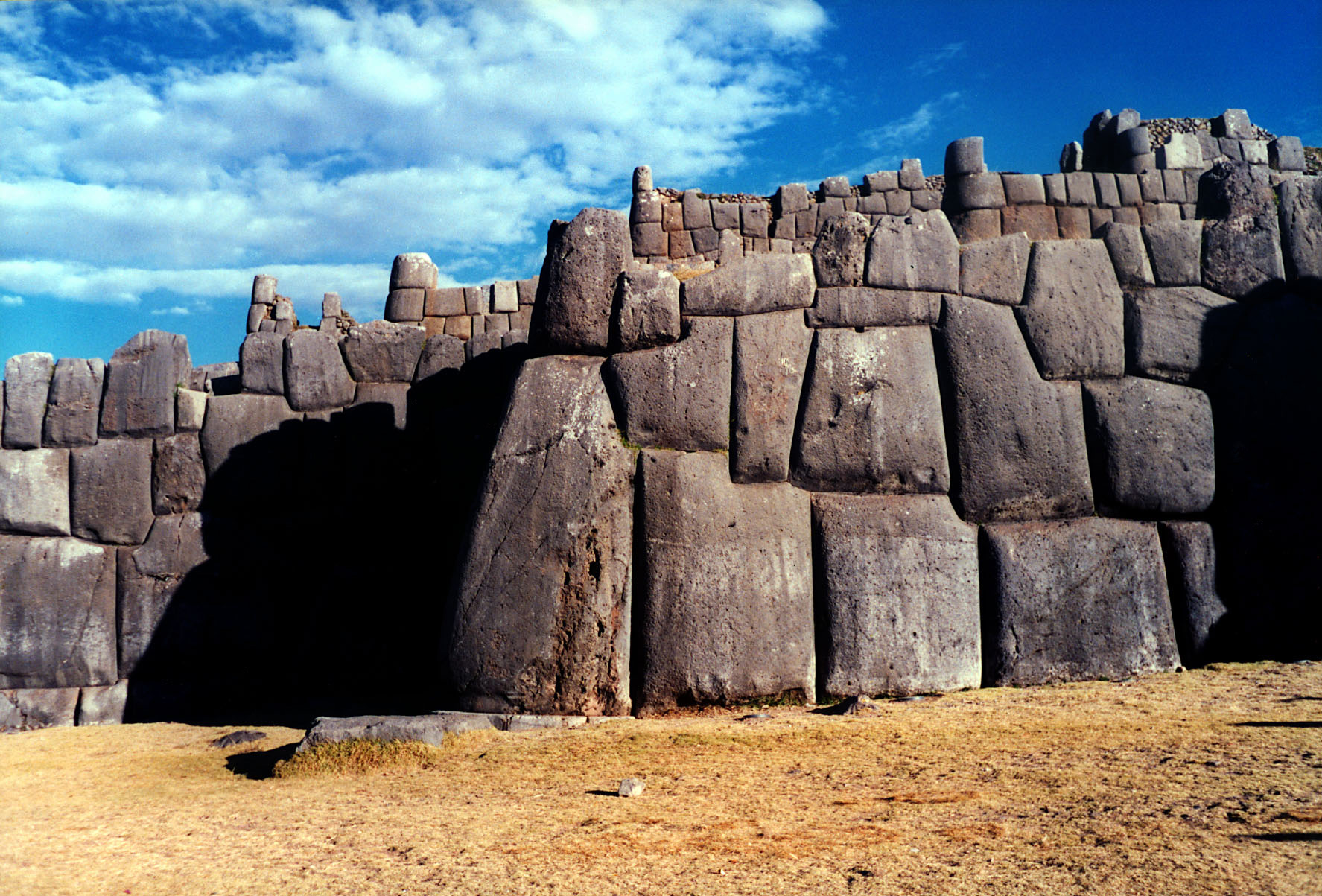
Sacsayhuamán, escenario del conflicto bélico.

Tras varios días de lucha, las tropas incas conquistaron la fortaleza de Sacsayhuamán desde la que se dominaba la ciudad, lo que ponía en graves dificultades a los defensores españoles.
Como respuesta, cincuenta soldados a caballo al mando de Juan Pizarro, acompañados por auxiliares indios, fingieron una retirada y salieron del Cusco, rodearon la ciudad y atacaron Sacsayhuamán desde el exterior de la ciudad. Durante el ataque, Juan Pizarro fue alcanzado por una piedra en la cabeza y murió varios días después debido a sus heridas. Muchos españoles cayeron de la misma forma y tuvieron que ser retirados de la lucha en dirección a la ciudad.
Al día siguiente, las fuerzas españolas y sus aliados indígenas rechazaron varios contraataques incas e intentaron un nuevo asalto nocturno con escalas. En este ataque consiguieron el control de las murallas de Sacsayhuamán y el ejército inca tuvo que refugiarse en dos torres del complejo. El comandante inca Paúcar Huaman decidió abandonar las torres con parte de sus soldados para dirigirse hacia Calca (donde se encontraba el cuartel de Manco Inca) y volver con refuerzos. Con el número de defensores disminuido, los españoles consiguieron conquistar el resto de la fortaleza, y cuando Paúcar Huaman volvió con refuerzos, la encontró bajo firme control español.
La lucha había sido tan intensa que comenzó a disminuir el número de flechas y piedras que llovían de la fortaleza. El agua, así mismo, empezó a escasear y el ánimo de los cusqueños comenzó a decaer. El sumo sacerdote Vila Oma dispuso que se abandone la lucha, pero muchos de sus capitanes decidieron permanecer en el lugar. 
Dado esto, los españoles apreciaron que un gran número de soldados enemigos se retiraban, por lo que presionaron con mayor continuidad hasta ganar las terrazas y llegar a los torreones de la fortaleza.

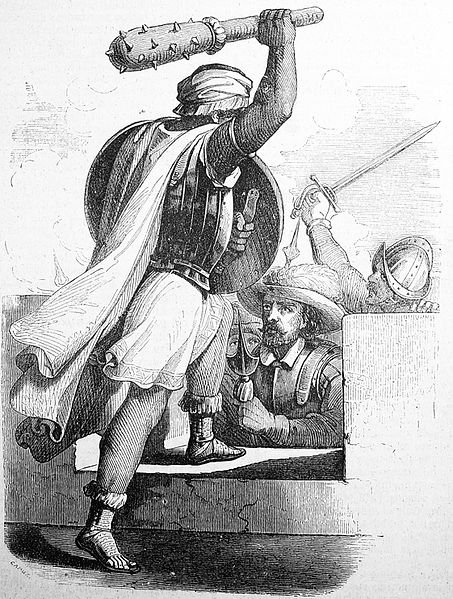
El capitán inca Cahuide defendiendo la fortaleza de Sacsayhuamán de las manos españolas.

En la defensa de una de los torres de Sacsayhuamán se destacó un "jefe orejón" (de la realeza incaica), llamado Cahuide por los españoles, quien, con una maza de puntas de cobre y armado de coraza y escudos españoles, causó estragos entre los españoles que escalaban la fortaleza. Al fin, estos atacaron con más número, aniquilando la poca resistencia que quedaba. Hernando Pizarro, admirado del valor del capitán incaico ordenó que lo capturaran vivo. Pero Cahuide cuando fue evidente que los españoles iban a conquistar la torre se lanzó al vacío envolviéndose en su manto, "se arrojó al vacío donde se hizo muchos pedazos".

### Campañas de Quizu Yupanqui en la sierra central
Iniciada la rebelión inca, Quizu Yupanqui fue nombrado capitán general (apuquispay) del ejército de la sierra central, por Manco Inca y Vila Oma (sumo sacerdote inca). Salió de Tambo para atacar Lima y acabar con la recién fundada ciudad española, de manera simultánea al sitio del Cusco.
En su avance hacia Lima, derrotó a cuatro expediciones de españoles, que partiendo de Lima iban en auxilio de la guarnición sitiada en el Cusco:
- La primera, que estaba al mando del capitán Gonzalo de Tapia, fue derrotada en Huaytará.
- La segunda, que estaba al mando del capitán Diego Pizarro, fue derrotada en Parcos.
- La tercera, al mando del capitán Juan de Mogrovejo y Quiñones, fue derrotada en el camino a Vilcashuamán.
- La cuarta, al mando del capitán Alonso de Gaete, fue derrotada en Jauja.

Todos los expedicionarios españoles, incluyendo sus indios auxiliares, fueron exterminados por Quizu Yupanqui. Solo se salvaron dos soldados españoles, quienes en su huida a la costa se tropezaron con el capitán y alcalde de Lima, Francisco de Godoy, quien subía a la sierra al frente de una quinta expedición. Enterado de los hechos, Godoy ordenó el repliegue total de sus tropas a Lima (120 españoles y miles de aliados indígenas). En total, durante estas expediciones frustradas, los españoles perdieron casi 200 hombres y cuatro capitanes experimentados. Pizarro llegó a creer que los indios habían acabado con todos los españoles que se hallaban en el Cusco, entre ellos sus hermanos Hernando, Gonzalo y Juan.
Luego de sus triunfos, y contando con la colaboración de capitanes como Illa Túpac, Páucar Huamán, Puyo Vilca, Allin Sonco Inca, entre otros, Quizu Yupanqui prosiguió su marcha hacia Lima, aunque perdió mucho tiempo reclutando gente en el valle de Jauja. Esto permitió que llegaran refuerzos desde el norte a Francisco Pizarro.

### Cerco de Lima

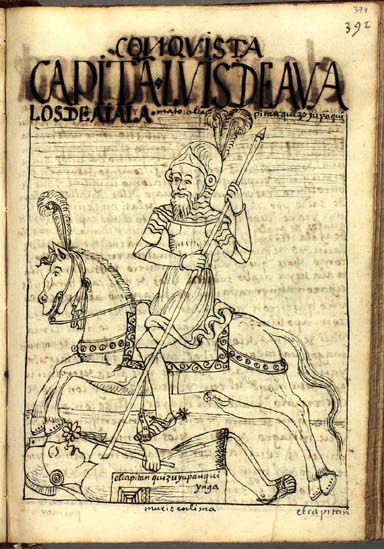
Dibujo de Guamán Poma de Ayala que muestra el asesinato de Quizu Yupanqui, líder inca, por un soldado español durante el asedio de la Ciudad de los Reyes.

Con una fuerza aproximada de 40.000 hombres, Quizu Yupanqui inició la marcha hacia Lima. Iba acompañado de los capitanes Illa Túpac y Puyo Vilca. Algunas crónicas mencionan también los nombres de otros capitanes, como Páucar Huamán, Yanqui Yupanqui, Hualpa Roca, Apu Siloalla y Allín Songo Inca.
Quizu Yupanqui descendió sobre la sierra de Huarochirí, por el pueblo de Mama y acampó en las faldas del actual cerro San Cristóbal, previamente capturado antes de entrar en Lima y destruida la cruz que allí se encontraba. En Lima los vecinos españoles se refugiaron en el puerto a la espera de que los barcos los recojan para Panamá mientras los defendía Francisco Pizarro y unos mil soldados españoles, quienes se prepararon para la lucha, contaban, además, con el valioso apoyo de miles de indios aliados. 
Una avanzada del ejército incaico trabó combate con un contingente español-indígena al mando de Pedro de Lerma, en el lecho seco del río Rímac. Los cuzqueños lograron matar un caballo y a un español, y a herir a varios españoles; sin embargo, la lucha más recia se trabó entre las fuerzas indígenas rivales. Luego de la lucha, ambas fuerzas se retiraron a sus posiciones.
Según una Relación Anónima de 1539, Quizu Yupanqui, al sexto día de asedio, reunió a sus capitanes y les dijo:

”Yo quiero entrar hoy en el pueblo y matar todos los españoles que están en él, y tomaremos sus mujeres con quien nosotros nos casaremos y haremos generación fuerte para la guerra, los que fueren conmigo han de ir con esta condición, que si yo muriese mueran todos y si yo huyese huyan todos”.

Tras estas palabras, el ejército inca, luciendo sus estandartes y sus indumentos de vistosa policromía, y al compás de sus pututos y tambores, inició el asalto de la ciudad de Lima, al grito de “¡A la mar barbudos!”.
Quizu Yupanqui, que iba adelante, cargado en andas, junto con un selecto número de sus capitanes, cruzó el río Rímac, pero cuando ya comenzaba a entrar por las calles de la ciudad, en la zona donde después se elevaría el barrio de Santa Ana, fue emboscado por la caballería española. Según fuentes españolas, Quizu, que combatía desde su litera, recibió un lanzazo en el pecho, que le privó de la vida; la autoría de esa hazaña se le atribuye a Pedro Martín de Sicilia. Los demás jefes incas que acompañaban a Quizu sufrieron la misma suerte.  En otras versiones se asegura que Quizu Yupanqui recibió un disparo de arcabuz que le destrozó una pierna, herida que le causó la muerte, cuando ya se hallaba retirado en la meseta de Bombón, cerca al lago Chinchaycocha, en la sierra central del Perú.
A pesar de ello, la lucha continuó por algún tiempo más, aunque con resultados desfavorables a los incas, pues no sólo tenían que enfrentar a la caballería, armas de fuego y ballestas españolas sino también a los miles de aliados indios de estos (entre ellos los huaylas, que según una teoría moderna, fueron llamados enviados por Contarhuacho, curaca de Huaylas y madre de Inés Huaylas, la concubina de Pizarro) y un último contingente indígena-español que acudió a Lima para apoyar a los españoles.
Ante los resultados desfavorables del asalto a la ciudad, los capitanes Páucar Huamán e Illa Túpac, convencidos de la inutilidad de sus esfuerzos, decidieron levantar el cerco y replegarse por el valle del Chillón, obligando a Puyo Vilca hacerlo por el de Lurín.
Según una interpretación del historiador José Antonio del Busto, influyó mucho en la retirada de las tropas incas el hecho que Manco Inca no les enviara capitanes de relevo (los soldados incas, acostumbrados a la disciplina militar, seguían la costumbre de imponer la retirada al perder a la mayoría de sus jefes).  Pero para Juan José Vega, el fracaso del cerco de Lima se debió, fundamentalmente, a la deserción de los huancas y otras etnias, las cuales debían penetrar por el sur en apoyo de Quizu Yupanqui. Los huancas, en especial, se convirtieron en los más entusiastas aliados de los españoles. Los mismos españoles reconocieron que, de haberse puesto en práctica el plan completo de Quizu, no habría sobrevivido ningún español en Lima.

### Batalla de Ollantaytambo
Con la conquista española de Sacsayhuamán, la presión sobre la guarnición de Cusco se aligeró, y la lucha se convirtió en una secuencia de escaramuzas diarias, interrumpidas solo por la tradición religiosa inca de suspender la lucha durante la Luna nueva.
Alentado por el éxito, Hernando Pizarro lideró un ataque contra el cuartel general de Manco Inca, que se encontraba en ese momento en Ollantaytambo, más alejado de Cusco. Los españoles enviaron un contingente de 100 soldados españoles y unos 30 000 aliados indígenas a atacar a Manco Inca.
Contra los españoles, Manco Inca tenía más de 30 000 soldados reunidos en Ollantaytambo, entre ellos había una gran cantidad de reclutas provenientes de tribus de la selva amazónica. El ejército de Manco Inca era una milicia compuesta en su mayoría de agricultores conscriptos con solo una buena capacitación militar como mayor ventaja en el conflicto. Esta era la práctica habitual en el Imperio Inca, donde el servicio militar formaba parte del deber de todos los hombres casados entre la edad de 25 y 50 años. En combate, estos soldados eran organizados por grupo étnico y conducidos a la batalla por sus propios líderes étnicos, llamados curacas.
Al llegar a la fortaleza, Hernando Pizarro decide mandar una expedición de flanqueo al mando de un capitán. Luego, momentos después, se dirige al pie de la misma, con intención de capturar al monarca inca topándose con una situación completamente inesperada....

"...Llegado pues Hernando al amanecer sobre Tambo halló las cosas muy diferentes de lo que esperaba porque había puestas muchas centinelas en el campo y por los muros, y muchos cuerpos de guardia tocando al arma con gran gritería como los indios suelen... era cosa notable ver salir algunos ferozmente con espadas castellanas, rodelas y morriones, y tal indio hubo que armado de esta manera se atrevió a embestir con un caballo... aparecía el Inca a caballo entre su gente con su lanza en la mano, teniendo al ejercito recogido y arrimado al lugar que estaba muy bien fortificado de muralla y de un río, con buenas trincheras y fuertes terraplenes, a trechos y en buen orden."
crónicas de Antonio de Herrera. Historia general de los hechos de los castellanos en las Islas y Tierra Firme del mar Océano . Madrid (1601 – 1615).

Oportunamente informado Manco Inca descubrió el plan de Hernando y mandó que se sacara al río de su lecho, con fin de inundar la tierra de tal forma que los españoles no pudieran usar bien su caballería. Se desata el combate con una carga frontal coordinada entre caballería española e infantería indígena por oleadas hacia los andenes del lugar, siendo repelido por una enorme cantidad de piedras y flechas con una puntería mortal.
La batalla se tornaba más sangrienta y la lucha era heroica en ambos bandos. Si bien es cierto los españoles podían resistir mejor los ataques de los rivales, los aliados indígenas se hallaban en igualdad de armamento con los soldados cusqueños por lo que la cantidad de bajas entre ellos era enorme, además las armas y caballos capturados a los españoles muertos en los enfrentamientos anteriores eran ahora hábilmente utilizados por los guerreros incas, más aún estos sustrajeron prácticas hispanas de combate como los perros y las aplicaban a su modo presentándose en esa fase del combate un escuadrón de pumas amaestrados que causaron gran mortandad entre los atacantes y sus aliados. [cita requerida]

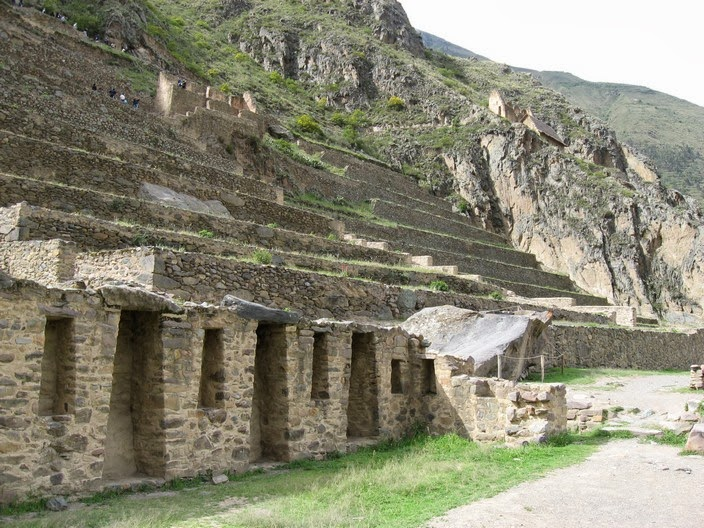
Ollantaytambo, posible escenario bélico de este acontecimiento.

Mientras más dura se tornaba la lucha, Hernando Pizarro recibió noticias de que la tropa que había enviado para flanqueo resultó vencida por los soldados incas. Para empeorar la situación, un grupo de soldados había pasado inadvertido y los atacó desde un flanco. Hernando había ido a atrapar al inca en su propia base, pero ahora los papeles habían cambiado. Era Manco el que quería capturar vivo al capitán español. La victoria cuzqueña empezaba a tomar forma y el comando español dispuso una retirada pronta antes del anochecer.
El plan de Hernando era sacar a su ejército en orden, pero las medidas tomadas por el comando cuzqueño hicieron que los españoles cayeran en la desesperación, por lo que la retirada se transformó en fuga, los españoles huyeron precipitadamente del campo de batalla, olvidando a sus aliados indígenas en el camino, quienes fueron siendo eliminados por los soldados cuzqueños que los perseguían.
La persecución fue feroz, otro pariente del conquistador Francisco Pizarro, su primo Pedro Pizarro al perder su montura estuvo a punto de ser víctima de los guerreros incas...

"...acudieron tantos indios sobre Pizarro y su caballo que se le soltó, y a él le cercaron defendiéndose valerosamente con su espada y su adarga, acudieron a socorrerle dos de a caballo, que tomandole en medio aunque trabajosamente le sacaron de la furia y porque para salir de entre ellos era necesario correr, hallandose Pedro Pizarro muy cansado se ahogaba y rogó a los compañeros que le aguardasen porque más quería morir peleando que huyendo ahogado ... ."
crónicas de Antonio de Herrera. Historia general de los hechos de los castellanos en las Islas y Tierra Firme del mar Océano . Madrid (1601 – 1615).

La victoria había sido tan contundente que, al día siguiente, un grupo de cuzqueños que había ido a perseguir a los rivales que huían, encontraron el campamento español completamente abandonado. Dice la crónica de Titu Cusi Yupanqui que los cuzqueños rieron ruidosamente porque los españoles habían huido de miedo.

### Instalación inca en Vilcabamba y acciones posteriores

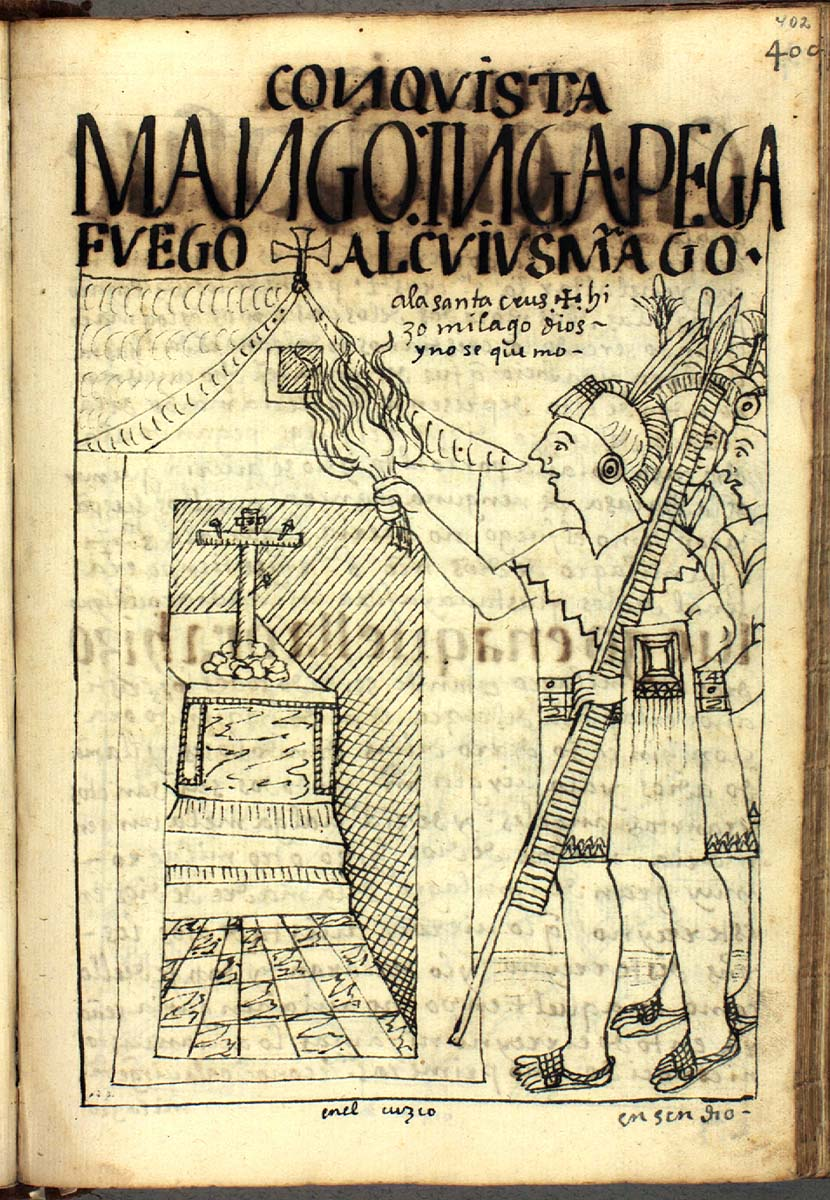
Dibujo de Guamán Poma de Ayala, que representa a Manco Inca incendiando al parecer una capilla cristiana.

Con la llegada de las tropas de Almagro desde Chile, Manco Inca se retiró a Ollantaytambo para pasar de allí hacia Vilcabamba. Desde allí, e invitado por los antis, marchó hacia Chachapoyas, derrotando en Ongoy a un ejército español que intentó sorprenderlo, obteniendo una aplastante victoria en la que solo se salvaron dos cristianos. Sin embargo tuvo que distraer sus victoriosas fuerzas en sostener un nuevo frente, el de los huancas.
El Sapa Inca mandó a someterlos y castigarles por haberse aliado a los españoles, para lo cual mandó expediciones de castigo que acabaron vencidas por la coalición huancas-hispana. Enfurecido el Inca, marchó el mismo saliendo de Sapallanga matando a todos los que encontró en reñidos combates en el camino. Llegó a Jauja, la Grande, donde se produjo un gran combate en el que tropas españolas participaron de lado de los huancas. Tras dos días de combate, el Inca vence al ejército enemigo matando 50 españoles y miles de aliados huancas. Tras estas acciones de castigo en el valle del Mantaro, Manco Inca regresa al sur donde manda sacar al ídolo huanca, llamado Varihuillca, y echarlo al río Mantaro, cumpliendo de esta forma su venganza.
Después de terminada la campaña huanca, el Inca pasa a Pillcosuni, donde en Yeñupay derrota y pone en fuga a una expedición española. Después de producida la batalla de las Salinas el 6 de abril de 1538, Manco Inca regresa a Vilcabamba y Vitcos, desde donde pone espías y atalayas en los caminos que llevan a esa región, enterándose de que una gran expedición iba en su búsqueda al mando de Gonzalo Pizarro y con la compañía de sus traidores hermanos, Paullo, Inguill y Huaspar. Salió Manco a defender el paso y para mejor cumplir se encastilló en una fortalecilla de piedra junto a un río.
La lucha fue tan tenaz como ardua, prolongándose durante 10 días. En la refriega caen presos del monarca Inguill y Huaspar, y pese a las súplicas de la coya Cora Ocllo, los decapitó diciendo: «más justo es que corte yo sus cabezas que no llevar ellos la mía».
Se reanuda la lucha con furor y los españoles logran capturar la fortalecilla. Acosado por sus enemigos, Manco Inca hubo de echarse al río y atravesarlo a nado, ganando la otra orilla para gritar a sus burlados adversarios desde ella: «Yo soy Manco Inca, yo soy Manco Inca», para desconcertarlos y que lo dejasen de buscar, pero no pudo impedir que capturen a su esposa la Coya y al general Cusi Rimanchi.
Los vencedores partieron inmediatamente al Cusco y, estando descansando en Pampacona, algunos quisieron violar a la Coya pero ella se defendió cubriéndose con «cosas hediondas y de desprecio», por lo que el abuso no se consumó. Así llegaron al pueblo de Tambo, donde para vengarse de su marido entendieron más provechoso matar a la Coya, lo que hicieron los ballesteros asaeteándola. También sirvió la ocasión para encender varias hogueras y matar en ellas al valeroso Vila Oma y a los generales Tisoc, Taipi, Tangui, Huallpa, Urca Huaranga y Atoc Supi; días después estando ya en Yucay, los españoles quemaron a Ozcoc y Curi Atao, también caudillos de la rebelión incaica, en mayo de 1539.

### Los últimos actos de Manco Inca
Vuelto el Inca a Vilcabamba, hizo hurtar del Cusco a su hijo Titu Cusi Yupanqui y a la madre de este, saliéndolos a recibir a Victos en 1541. Estando en Victos llegaron siete almagristas sobrevivientes de las Salinas, suplicando servir al Inca a perpetuidad si este protegía sus vidas. Aceptó Manco Inca a tomarlos como vasallos para aprender mejor los usos de la guerra entre los españoles, por lo que pronto se supo que ningún indio los debería tocar siendo establecidos como criados y amigos del Inca. Pronto los españoles alcanzaron una amistad con el monarca, enseñándole a este y a su corte a perfeccionar sus conocimientos sobre los caballos y adentrándolo también en los juegos de bolos y el herrón. Manco Inca utilizó a los esclavos para que se vayan a la guerra a luchar con otros.

### Creación del Virreinato del Perú

Máxima extensión del Virreinato del Perú (verde) y su extensión final (verde oscuro y claro).

Al mismo tiempo que se producía la caída del Tahuantinsuyo, se desató un conflicto entre los conquistadores. Para concluirla, el 20 de noviembre de 1542, el rey Carlos I de España firmó en Barcelona por Real Cédula las llamadas Leyes Nuevas, un conjunto legislativo para las Indias entre las cuales dispuso la creación del Virreinato del Perú en reemplazo de las antiguas gobernaciones de Nueva Castilla y Nueva Toledo, al tiempo que la sede de la Real Audiencia de Panamá fue trasladada a la Ciudad de los Reyes o Lima, capital del nuevo virreinato.

y te ordenamos y mandamos que en las provincias o reinos del Perú resida un virrey y una audiencia real de cuatro oidores letrados y el dicho virrey presida en la dicha audiencia la cual residirá en la ciudad de los reyes por ser en la parte mas convenible porque de aquí adelante no ha de haber audiencia en panamá.
Leyes Nuevas

El flamante virreinato comprendió en un inicio y durante casi trescientos años gran parte de Sudamérica y el istmo de Panamá, bajo diversas formas de control o supervigilancia de sus autoridades. Abarcaba una inmensa superficie que correspondía a los actuales territorios que forman parte de las repúblicas de Argentina, Uruguay, Paraguay, Bolivia, Colombia, Chile, Ecuador, Panamá, Perú y toda la región oeste, sureste y sur del Brasil. Quedaban exceptuadas Venezuela, bajo jurisdicción del Virreinato de Nueva España a través de la Real Audiencia de Santo Domingo, y Brasil, que integraba el Imperio portugués.
Fue su primer virrey Blasco Núñez Vela, nombrado por real cédula del 1 de marzo de 1543. Sin embargo, no pudo ejercer la autoridad real debido a los enfrentamientos entre los partidarios de Francisco Pizarro y Diego de Almagro por el dominio del Perú, y pereció asesinado por Gonzalo Pizarro. El asesinato de la primera autoridad del rey produjo mucha consternación en España; la Corona dispuso castigar severamente a quien había atentado contra el virrey, el representante del rey en territorios conquistados. Para ello, Carlos I envió a Pedro de la Gasca con el título de Pacificador para solucionar esta situación. Ya en el Perú, La Gasca, seguro de haber infundido la semilla de la traición entre los partidarios de Gonzalo Pizarro, se enfrentó al conquistador cerca del Cuzco, en 1548. Gonzalo Pizarro vio a sus capitanes pasarse al bando de la Gasca y la derrota para él resultó aplastante. Conducido a la ciudad del Cuzco, fue ejecutado por delito de alta traición al rey.

### Asesinato y muerte de Manco Inca

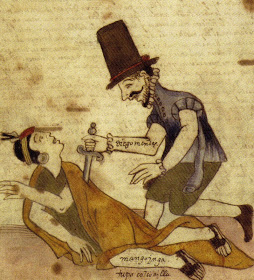
Diego Méndez asesina a Manco Inca, dibujo realizado por el cronista Martín de Murúa.

Alonso de Toro, teniente gobernador general de Cuzco, ofreció en 1545 (algunos sostienen que fue en 1544) una oportunidad a los almagristas que habían traicionado a España. Les dijo que si mataban a Manco Inca les perdonarían, y ellos aceptaron; por lo que un día de los primeros meses de 1545, en Vilcabamba, los siete almagristas asesinaron a Manco Inca delante de su hijo, Titu Cusi Yupanqui, quien fue más tarde cronista y narró la muerte de su padre:

Estaban un día con mucho regocijo jugando al herrón (nota: juego antiguo con tejo de hierro, que tenía hueco en el centro, y que se trataba de meter en un clavo hincado en el suelo) solos mi padre y ellos y yo, que entonces era muchacho, sin pensar mi padre cosa ninguna ni haber dado crédito a una india de uno de ellos, llamada Bauba, que le había dicho muchos días antes que le querían matar aquellos españoles. Sin ninguna sospecha de esto ni de otra cosa se holgaba con ellos como antes; y en este juego como dicho tengo, yendo mi padre a levantar el herrón para haber de jugar, descargaron todos sobre él con puñales y cuchillos y algunas espadas; y mi padre como se sintió herido, con mucha rabia de la muerte, procuraba defenderse de una parte y de otra; mas como era solo y ellos siete, y mi padre no tenía arma ninguna, al fin lo derrocaron al suelo con muchas heridas y lo dejaron por muerto. Y unos andes, que a la sazón llegaron y el capitán Rimachi Yupangui, les pararon luego de tal suerte, que antes que pudiesen huir mucho trecho, a unos tomaron el camino mal de su grado, derrocándolos de sus caballos abajo, y trayéndolos por fuerza para sacrificarlos. A todos los cuales dieron muy crudas muertes.

Los españoles salieron por la puerta celebrando la muerte del que fuera su protector y amigo, más los descubrió el capitán Rimachi Yupanqui, quien con algunos antis les cortó la retirada derribándolos de sus cabalgaduras y arrastrándolos hasta el poblado, donde enterados de lo sucedido, dieron cruel muerte a aquellos, quemando a los más culpados. Las cabezas de los siete españoles que asesinaron a Manco Inca fueron exhibidas en las plazas y calles de Vitcos y Vilcabamba.
Manco Inca sobrevivió unos cuantos días en agonía y entre las últimas conversaciones que tuvo con su hijo se encuentra este mensaje:

No te dejes engañar con sus melosas palabras, son todas mentiras, si tú les crees te engañarán como lo hicieron conmigo.

Le sucedió su segundo hijo, Sayri Túpac, quien renunció y dejó el trono a su hermano mayor (hijo mayor de Manco Inca) llamado Titu Cusi Yupanqui y cuando este murió le dejó el trono a su hermano llamado Túpac Amaru. Los cuatro Incas de Vilcabamba fueron de la familia de Manco Inca, descendientes de la panaca de Huayna Cápac.

### Incas de Vilcabamba

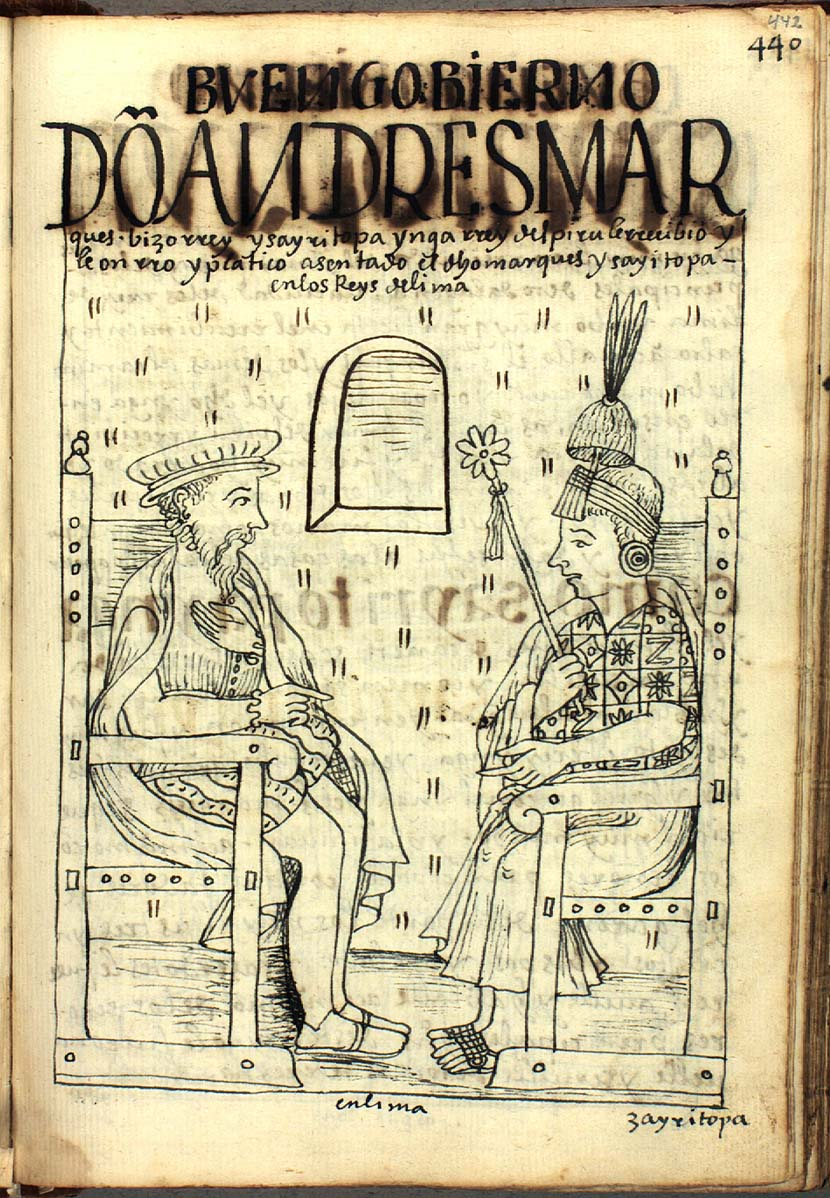
El inca Sayri Túpac y el virrey Hurtado de Mendoza durante las negociaciones de paz, según dibujo de Guamán Poma de Ayala.

Tras la muerte de Manco Inca en 1544, sus hijos continuaron al frente del reducto de la resistencia incaica, pero su accionar ya no tuvo la radicalización, ni la fuerza del movimiento que encabezó su padre. Desde los primeros años en que Sayri Túpac estuvo a cargo del gobierno, buscó establecer relaciones con el gobernador español Pedro de la Gasca. Sin embargo el pacificador solo le ofreció unas cuantos terrenos para aquietar sus necesidades. El Sapa Inca prefirió quedarse en su reducto hasta poder lograr un mejor acuerdo. También tuvo contacto con el virrey Andrés Hurtado de Mendoza en 1550 y 1556. Sayri Túpac logró un acuerdo beneficioso en 1558 y salió de Vilcabamba con un repartimiento en el valle de Yucay. El monarca entendió que debía adecuarse a las nuevas reglas establecidas por los españoles. La nobleza incaica era reconocida de alguna manera y por ello recibían ventajosos beneficios.
Sayri Túpac murió en 1561 y es su hermano Titu Cusi Yupanqui quien toma el control del gobierno. Este nuevo Sapa Inca se declaró enemigo de los intereses españoles, organizando en un primer momento expediciones de hostilización a las poblaciones cercanas a Vilcabamba. En 1564, se temía la organización un alzamiento general desde Quito hasta Tucumán, aliándose con las resistencias chiriguana, diaguita y jurí; se llegaron a encontrar y destruir armerías y depósitos clandestinos en Jauja 
Titu Cusi también se contactó con el gobernador Lope García de Castro, tratando de llegar a algún acuerdo beneficioso para los rebeldes. Firmó el Tratado de Acobamba en 1566 y en dicha capitulación se ponía fin a las hostilidades y se perdonaban los actos cometidos por los rebeldes. Una de las medidas de la capitulación fue el bautizó de Titu Cusi Yupanqui y su familia en 1568, hecho que no fue bien visto por los curacas más radicales. 
El Inca murió repentinamente de una extraña enfermedad. Los misioneros agustinos que lograron entrar tras el tratado, fueron vistos como responsables de la muerte, ya que en su afán de ayudar le dieron brebajes que los andinos pensaron era veneno. El misionero Diego Ortiz fue encontrado culpable siendo torturado y ajusticiado posteriormente. Los españoles y mestizos que se encontraban en Vilcabamba también fueron ajusticiados. La elite buscó un sucesor y fue así que su hermano Túpac Amaru empuñó el cetro y se ciñó la mascapaycha a comienzos de 1570.

### Restauración de la rebelión contra los españoles

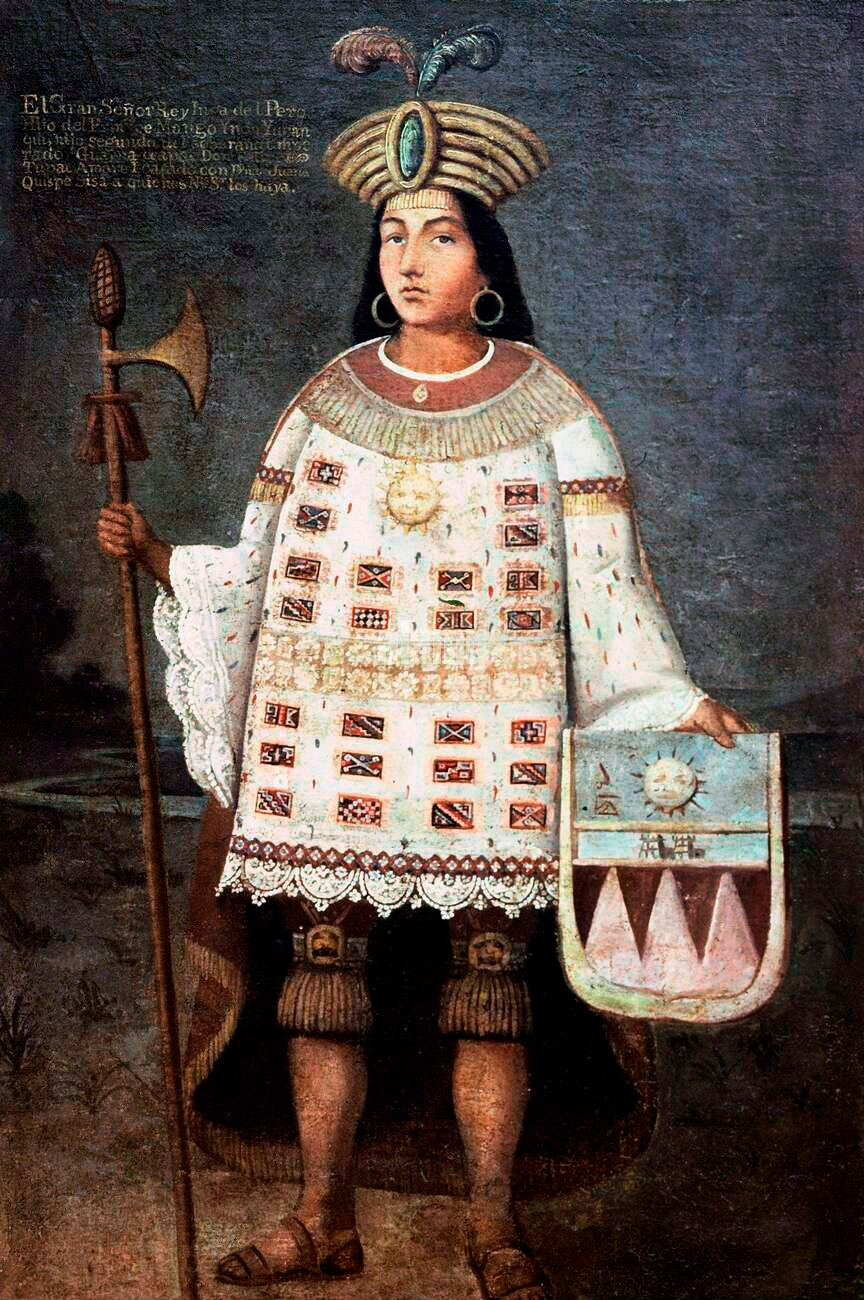
Retrato de Túpac Amaru I, último inca de Vilcabamba.

El más joven de los hermanos de Titu Cusi tomó entonces el mando: Túpac Amaru —es decir: Serpiente de Fuego—, (conocido como Túpac Amaru I para diferenciarlo de José Gabriel Condorcanqui quien también llevó el mismo nombre aunque en el siglo XVIII, y que también se enfrentó a los españoles). El nuevo Sapa Inca formó un ejército y lo puso a las órdenes de los generales Huallpa Yupanqui, Cori Páucar Yauyo y Colla Túpac. Denunció el Tratado de Acobamba, expulsó a los españoles de Vilcabamba, cerró sus fronteras y pregonó que luchaba por la restauración del Tahuantinsuyo.
El virrey del Perú, Francisco Álvarez de Toledo, quinto gobernante del Perú hispano (1569–1581), que ya había recibido de España el "cúmplase" que incluida la bula que autorizaba el matrimonio de Quispe Titu, el 20 de julio de 1571, envió al dominico Gabriel de Oviedo y al licenciado García de los Ríos a Vilcabamba, para que entregaran los documentos a Túpac Amaru y solucionar el problema de forma pacífica. Esta comisión no fue recibida por el monarca y tuvo que volver al Cusco. Encontrándose el virrey en el Cusco, envió a Tilano de Anaya con una carta amenazante al Inca. Al cruzar el puente de Chuquichaca, fue muerto por los leales a Túpac Amaru. Conocido el hecho, el virrey Toledo decidió terminar las conversaciones y el concordato con Vilcabamba, enviando una expedición militar al mando de Martín García Óñez de Loyola, Martín Hurtado de Arbieto y Juan Álvarez Maldonado, para ocupar Vilcabamba "a sangre y fuego". Ofreció a la ñusta Beatriz, heredera de las riquezas de su padre Sayri Túpac, como trofeo en matrimonio para quien capturase al Inca rebelde.

### Las primeras campañas
Para la defensa de Vilcabamba, el inca Túpac Amaru contaba con aproximadamente 2000 soldados, de los cuales 600 o 700 eran guerreros anti (llamados chunchos por los incas del Cuzco), de quienes el fallecido Titu Cusi solía decir a los emisarios españoles, fingida o realmente, que aún practicaban el canibalismo. Entre sus generales figuraban Hualpa Yupanqui, Parinango, Curi Paucar y Coya Topa.
Para atacar el baluarte, Hurtado de Arbieto dividió a su ejército en dos grupos, el primero de ellos bajo su mando directo atacaría por Chuquichaca mientras que la segunda columna, al mando de Arias de Sotelo, lo haría por Curahuasi. Las tropas virreinales estaban compuestas por españoles, diversas etnias indígenas e incluso un destacamento 1500 tropas de "alrededores del Cusco" comandados por el inca Francisco Cayo Topa.
Se libraron gran cantidad de escaramuzas, pero la única gran batalla de la campaña tuvo lugar en Choquelluca, a orillas del río Vilcabamba. Los vilcabambinos atacaron primero con mucho espíritu a pesar de estar solo ligeramente armados, pero los españoles y sus aliados lograron resistirlos; según Martín García Óñez de Loyola, los españoles llegaron a estar en un momento crítico a punto de ser arrollados, pero el ejército de Vilcabamba colapsó súbditamente tras ser arcabuceados y muertos sus generales Maras Inga y Parinango. Un momento cumbre del combate se alcanzó con la pelea personal y a mano limpia entre el capitán vilcabambino  Huallpa y el español García de Loyola, cuando este último se hallaba en una situación desesperada por haber recibido varios golpes directos y encontrarse en riesgo de ser desabarrancado, uno de sus leales disparó traidoramente sobre la espalda del inca, matándolo y provocando un clima de indignación que reavivó el combate. 
Tras esta batalla los españoles capturaron la ciudad y el palacio de Vitcos. Al acercarse la expedición a la ciudadela de Tumichaca, fueron recibidos por su comandante Puma Inga, quien rindió sus fuerzas y manifestó que la muerte del comisionado español Anaya había sido responsabilidad de Curi Paucar y otros capitanes rebeldes a sus incas deseosos de la paz. El 23 de junio cayó ante la artillería española el último foco de resistencia vilcabambina, el fuerte de Huayna Pucará, que los nativos habían construido recientemente y se encontraba defendido por 500 amazónicos armados con arco y flecha. Los restos del ejército inca, ahora en retirada, optaron por abandonar Vilcabamba, su última ciudad, y adentrarse en la selva para reagruparse.
El 24 de junio los españoles tomaron posesión de la ciudad cumpliendo Sarmiento con las solemnidades del caso, quien tras enarbolar el estandarte real en la plaza del poblado proclamó:

"Yo, el capitán Pedro Sarmiento de Gamboa, alférez general de este campo, por mandato del ilustre señor Martín Hurtado de Arbieto, general de él, tomo posesión de este pueblo de Vilcabamba y sus comarcas, provincias y jurisdicciones".

Acto seguido campeó tres veces el estandarte y a grandes voces dijo:

«Vilcabamba, por don Felipe, Rey de Castilla y León.»

Clavó el estandarte en la tierra y realizó las salvas de ordenanza.
Acompañado de los suyos, Túpac Amaru se había marchado el día anterior con dirección al oeste, dentro de los bosques de las tierras bajas. El grupo, que incluía a sus generales y a los miembros de su familia, se había dividido en pequeñas partidas en un intento de evadir la persecución. Grupos de soldados españoles y sus indios auxiliares fueron enviados para cazarlos trenzándose en sangrientas escaramuzas con la escolta del inca. Uno capturó a la esposa e hijo de Wayna Cusi. El segundo regresó. El tercero regresó también; lo hizo con dos hermanos de Túpac Amaru, otros parientes y sus generales. El inca y su comandante permanecieron sueltos.

### Captura de Túpac Amaru I

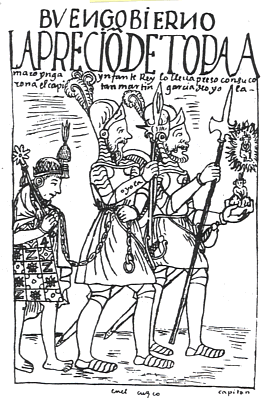
Captura de Túpac Amaru en 1572. Ilustración de Felipe Guamán Poma.

A continuación, un grupo de cuarenta soldados españoles elegidos personalmente salieron en persecución del inca. Siguieron el río Masahuay durante 170 millas, donde encontraron un almacén inca con cantidades de oro y vajilla de los incas. Los españoles capturaron un grupo de chunchos y los obligaron a informarles de los movimientos incas, y si habían visto al monarca inca. Estos informaron que se había ido río abajo, en bote, por lo que los españoles construyeron 20 balsas y continuaron la persecución.
Río abajo descubrieron que Túpac Amaru había escapado por tierra. Continuaron con la ayuda de los aparis, los cuales avisaron qué ruta habían seguido los incas e informaron que Túpac se veía ralentizado debido a que su mujer estaba a punto de dar a luz. Después de una marcha de 50 millas vieron una fogata alrededor de las nueve de la noche.[cita requerida] Encontraron al inca Túpac Amaru y a su mujer calentándose entre sí. Les aseguraron que no se les produciría ningún daño y asegurarían su rendición. Túpac Amaru fue apresado.
Los cautivos fueron traídos de regreso a las ruinas de Urcos y, desde allí, llegaron al Cuzco por el arco de Carmenca el 30 de noviembre. Los vencedores también trajeron los restos momificados de Manco Cápac y Titu Cusi Yupanqui, y una estatua de oro de Punchao, la más preciada reliquia del linaje inca que contenía los restos mortales de los corazones de los incas fallecidos. Estos objetos sagrados fueron luego destruidos.[cita requerida]
Tupac Amaru fue conducido por su captor, García de Loyola, ante el virrey Francisco de Toledo, quien ordenó su reclusión en la fortaleza de Sacsayhuamán bajo la alcaidía de su tío, Luis de Toledo. Refiere Guamán Poma que pesó mucho en el animo de Toledo que habiéndole mandado llamar, Amaru le contestó.
Los españoles hicieron varios intentos para convertir a Túpac Amaru al cristianismo pero se cree que estos esfuerzos fueron rechazados por un hombre muy fuerte, que estaba convencido de su fe. Los cinco generales incas capturados recibieron un juicio sumario en el que nada fue dicho en su defensa y fueron sentenciados a la horca, aunque varios no pudieron ser ejecutados porque la peste -la llamada chapetonada- atacó a todos en prisión imposibilitándolos de caminar, tuvieron que sacarlos agónicos y en mantas de la celda, muriendo tres en el trayecto y solo dos, Cusi Paúcar y Ayarca, llegaron al patíbulo.
El juicio del inca comenzó un par de días más tarde. Túpac Amaru fue condenado por el asesinato de los sacerdotes en Urcos, de lo cual fue probablemente inocente. Fue sentenciado a la decapitación. Numerosos clérigos, convencidos de la inocencia de Túpac Amaru, suplicaron de rodillas al virrey que el líder inca fuera enviado a España para ser juzgado en vez de ser ejecutado.

### Ejecución de Túpac Amaru I y fin de la conquista española

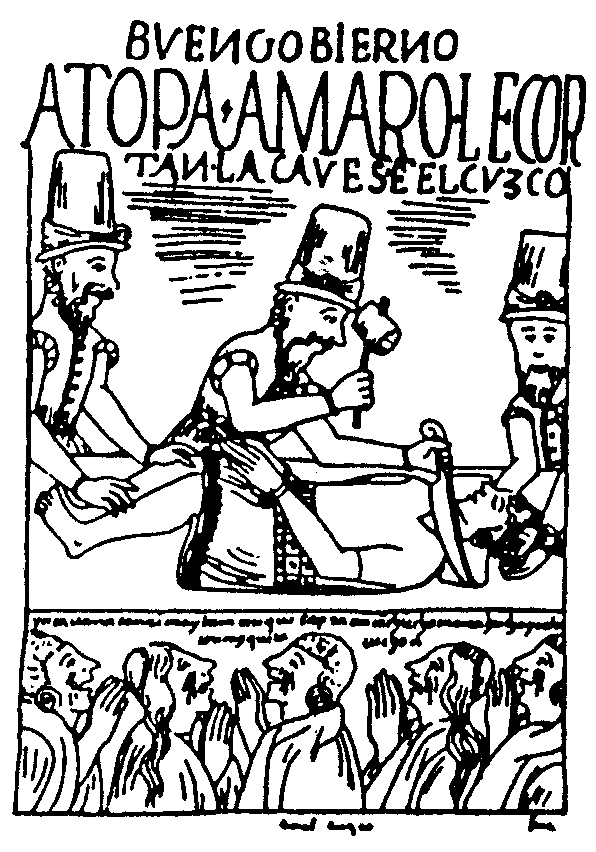
Dibujo de Guamán Poma de Ayala, que representa la ejecución de Tupac Amaru I.

Un testigo ocular del día de la ejecución, el 24 de septiembre de 1572, lo recordaba montado en una mula con las manos atadas a su espalda y una soga alrededor del cuello. Otros testigos dijeron que había grandes masas de personas y que el Uari inca salió de Sacsayhuamán rodeado por entre 500 cañaris, enemigos de los incas, armados con lanzas y la comitiva bajó a la ciudad. Frente a la catedral, en la plaza central de Cuzco, un patíbulo había sido erigido. Había más de 300 000 personas presentes en las dos plazas, calles ventanas y tejados.
Túpac Amaru subió al patíbulo acompañado por el obispo de Cuzco. Mientras lo hacía, se dice en las fuentes que 

una multitud de indios [sic], que llenaron completamente la plaza, vieron el lamentable espectáculo de que su señor e inca iba a morir, ensordecieron los cielos, haciéndolos reverberar con sus llantos y lamentos
(Murúa, 271)

Refiere Garcilaso que el Inca alzó el brazo derecho con la mano abierta y la puso en el oído, y de allí la bajó poco a poco hasta ponerla sobre el muslo derecho. Con lo cual los presentes cesaron su grito y vocería, quedando con tanto silencio que «parecía no haber ánima nacida en toda aquella ciudad».
Como es relatado por Baltasar de Ocampo y fray Gabriel de Oviedo, prior de los dominicos en Cuzco, ambos testigos oculares, el inca levantó su mano para silenciar a las multitudes, y sus últimas palabras fueron:

Ccollanan Pachacamac ricuy auccacunac yahuarniy hichascancuta
(‘Ilustre Pachacamac, atestigua como mis enemigos derraman mi sangre’)
Túpac Amaru I

Los españoles y el Virrey entre ellos, quienes desde una ventana observaban la ejecución de la sentencia, se admiraron mucho de esta escena. Notando con espanto la obediencia que los indígenas tenían a su príncipe el Virrey mandó a su criado, Juan de Soto, quien salió a caballo con un palo en la mano para abrirse paso hasta llegar al cadalso, diciendo allí que se procediese a ejecutar al Inca. El verdugo, que era un cañari, preparó el alfanje y Túpac Amaru puso la cabeza en el degolladero «con estoicismo andino». Al momento de la ejecución rompieron a doblar todas las campanas del Cuzco, incluyendo las de la Catedral.
La cabeza quedó clavada en una picota, pero el cuerpo se llevó a casa de Da. María Cusi Huarcay, tía del decapitado monarca, enterrándosele al día siguiente en la capilla mayor de la catedral, asistiendo los vecinos españoles que no creyeron comprometerse con ello ante el Virrey, y la totalidad de indígenas Nobles, descendientes de los incas.
El virrey Toledo comunicó al rey Felipe II la ejecución de Túpac Amaru, en una carta del 24 de septiembre de 1572, manifestándole

lo que vuestra majestad manda acerca del Inca, se ha hecho

Algunos historiadores indican que, cuando el virrey Toledo dejó su cargo para regresar a España, fue recibido por el rey Felipe ll con las siguientes palabras aludiendo a la ejecución de Túpac Amaru.

Podéis iros a vuestra casa, porque yo os envié a servir reyes, no a matarlos

Con su muerte terminó oficialmente la conquista del Tahuantinsuyo. No obstante, el último territorio alguna vez dominado por los incas no fue conquistado definitivamente hasta 1667, tratándose de la antigua provincia de Kiri-Kiri en el marco de las Guerras calchaquíes.